# Cloche
Pour les articles homonymes, voir Cloche (homonymie).

Le lexique campanographe : une terminologie anthropomorphique et métaphorique.
Parties de la cloche : 1. joug, 2. anses, 3. cerveau, 4. épaule, 5. robe, 6. panse, 7. pince, 8. lèvre inférieure, 9. battant, 10. faussure.

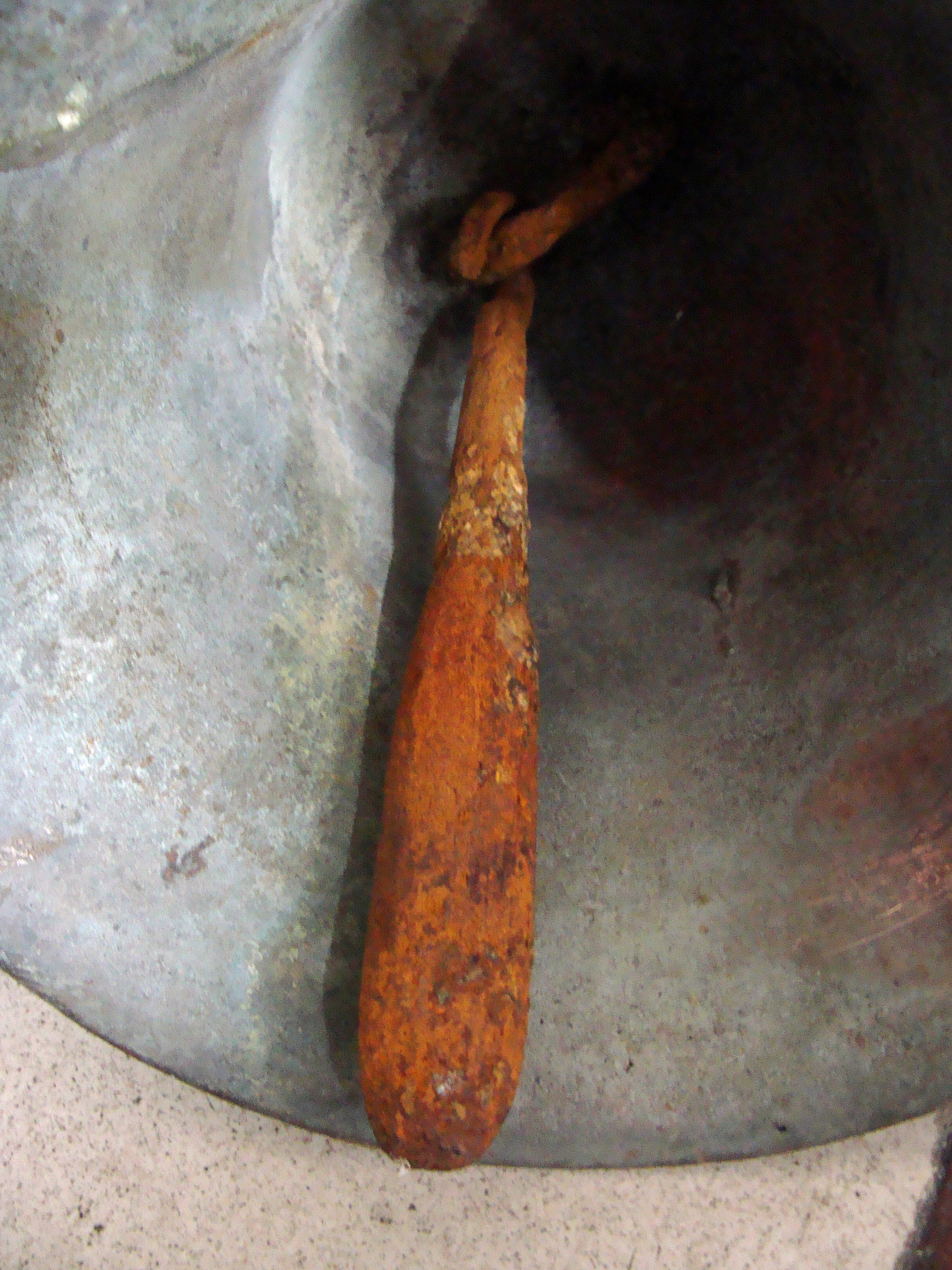
Battant de cloche ancienne de Picardie.

Une cloche (« du bas latin clocca, attesté en 550 dans le domaine anglais et importé sur le continent par les moines irlandais évangélisateurs de l'Europe ») est un instrument fait de métal, creux, ouvert, destiné à l'émission d'un son. C'est un instrument de percussion et un idiophone. Sa forme est habituellement un tambour ouvert et évidé d'une seule pièce qui résonne après avoir été frappé. Un objet de cette forme est dit campaniforme.
La partie qui frappe le corps de la cloche est soit un battant, sorte de langue suspendue dans la cloche, soit une petite sphère libre comprise dans le corps de la cloche, soit un maillet ou un battant (souvent un tronc de bois suspendu par des cordes) séparé qui frappe la cloche depuis l'extérieur.
La cloche est généralement surmontée dans sa partie supérieure, au-dessus de l'axe support, d'une masse métallique ou de bois jouant le rôle de contrepoids : le mouton. L'ensemble des cloches est supporté par un ensemble complexe de poutres en bois, le beffroi : le bois absorbe les vibrations importantes, ce que ne pourrait faire une maçonnerie.
Les cloches sont généralement et traditionnellement faites en airain (un bronze composé généralement en France de 78 % de cuivre et  22 % d'étain), mais certaines cloches ou clochettes peuvent être en fer, en fonte, ou en acier (fondeur Jacob Holtzer d'Unieux). Certaines petites cloches ou clochettes sont aussi faites en argent, en tombac (un laiton, alliage de cuivre et de zinc), en terre cuite, porcelaine, verre, cristal, etc.
La diversité de leurs fonctions, croisée à la multiplicité de leurs usages, explique les nombreuses implications historiques qui entourent cet objet au symbolisme tant social que religieux.
Les grandes cloches sont fondues (fabriquées) et coulées par le fondeur de cloches (ou encore « saintier »), et installées par les campanistes. L'étude des cloches s'appelle la campanologie et les collectionneurs de cloches des campanophiles.

## Histoire
La cloche est l'un des plus vieux instruments sonores que nous connaissions : son invention remonte probablement au Néolithique quant à son principe, à l'époque où l'homme sut, par le feu, durcir l'argile et constituer ainsi un vase qui se révélera « sonore » en le percutant.
La cloche est un instrument universel dont la longue portée acoustique est utilisée pour communiquer au loin, soit avec des hommes, soit avec des dieux.
Les premières cloches métalliques remontent à l'âge du bronze. On trouve des traces d'utilisation des cloches en Asie, il y a 4 000 ans — les Annales de la Chine rapportent que l'Empereur Hoang-ti fit fondre, vers l'an 2260 av. J.-C., douze cloches. Plusieurs clochettes de l'époque Shang (XVIIIe et XIe siècles avant notre ère) sont exposées au Musée de l'histoire chinoise à Pékin.

### Antiquité

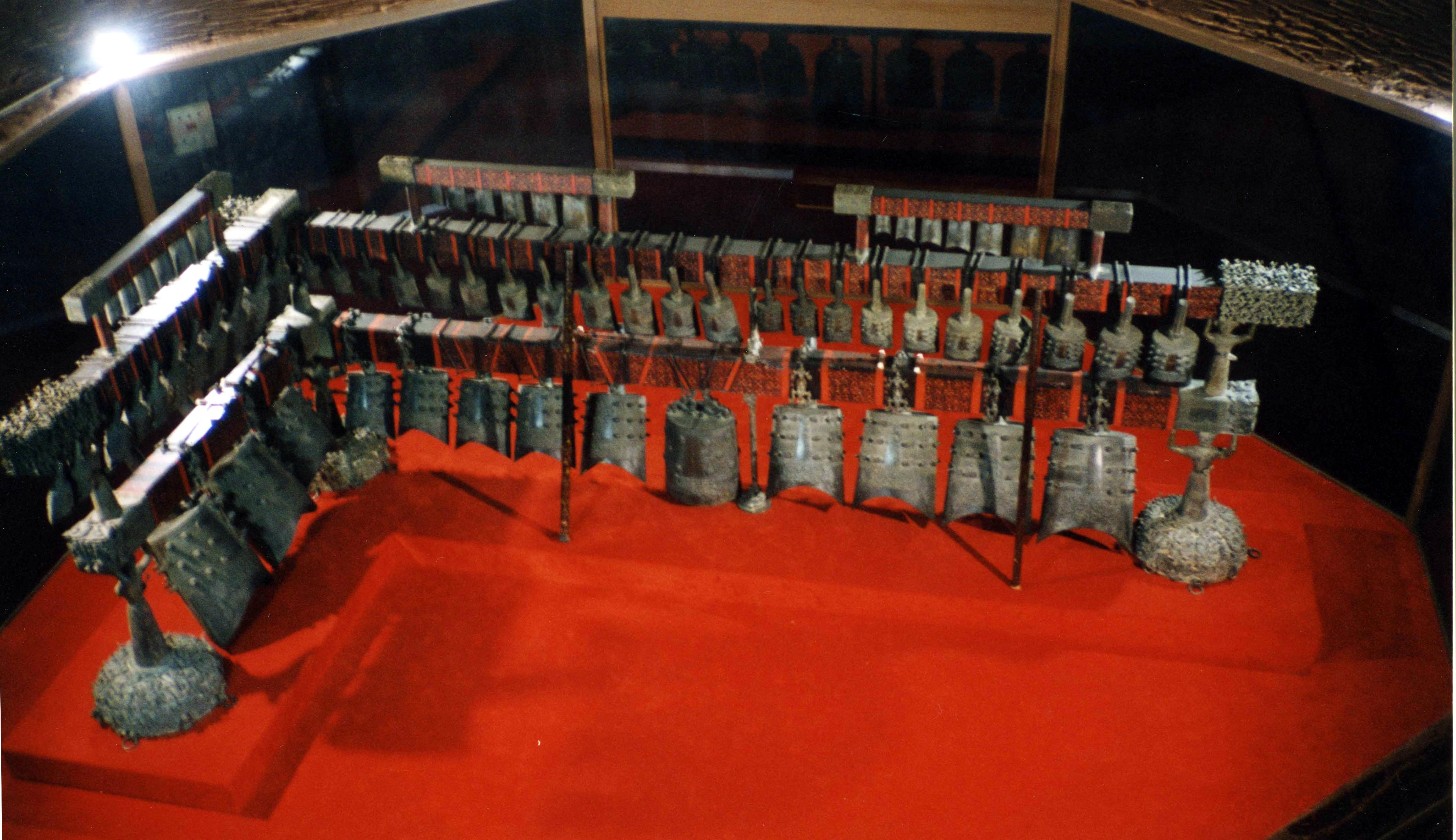
Dans l'Antiquité, les Chinois utilisent musicalement des carillons appelés bianzhong.

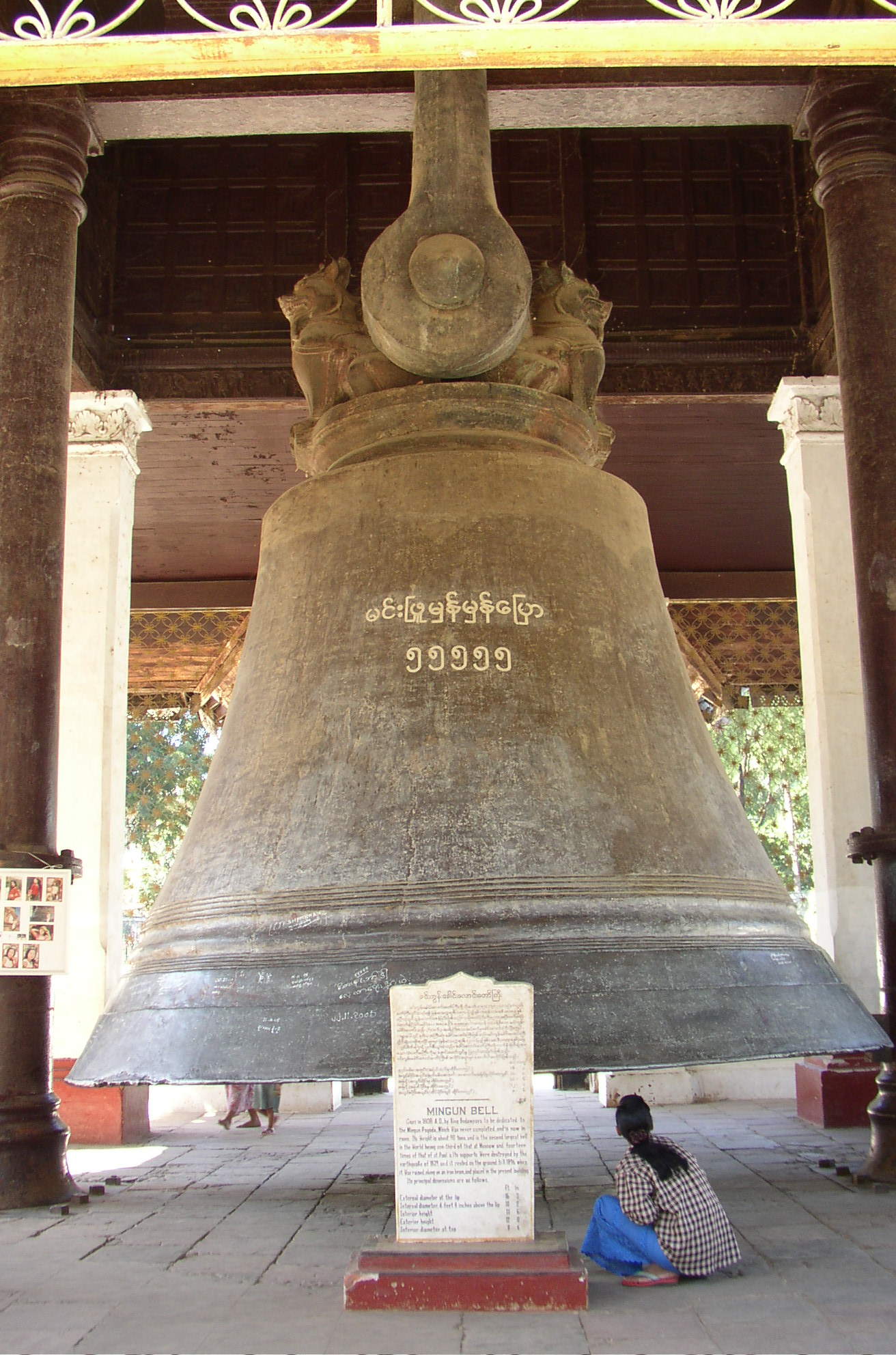
Cloche de Mingun (90 tonnes), à proximité de la ville de Sagaing, au Myanmar.

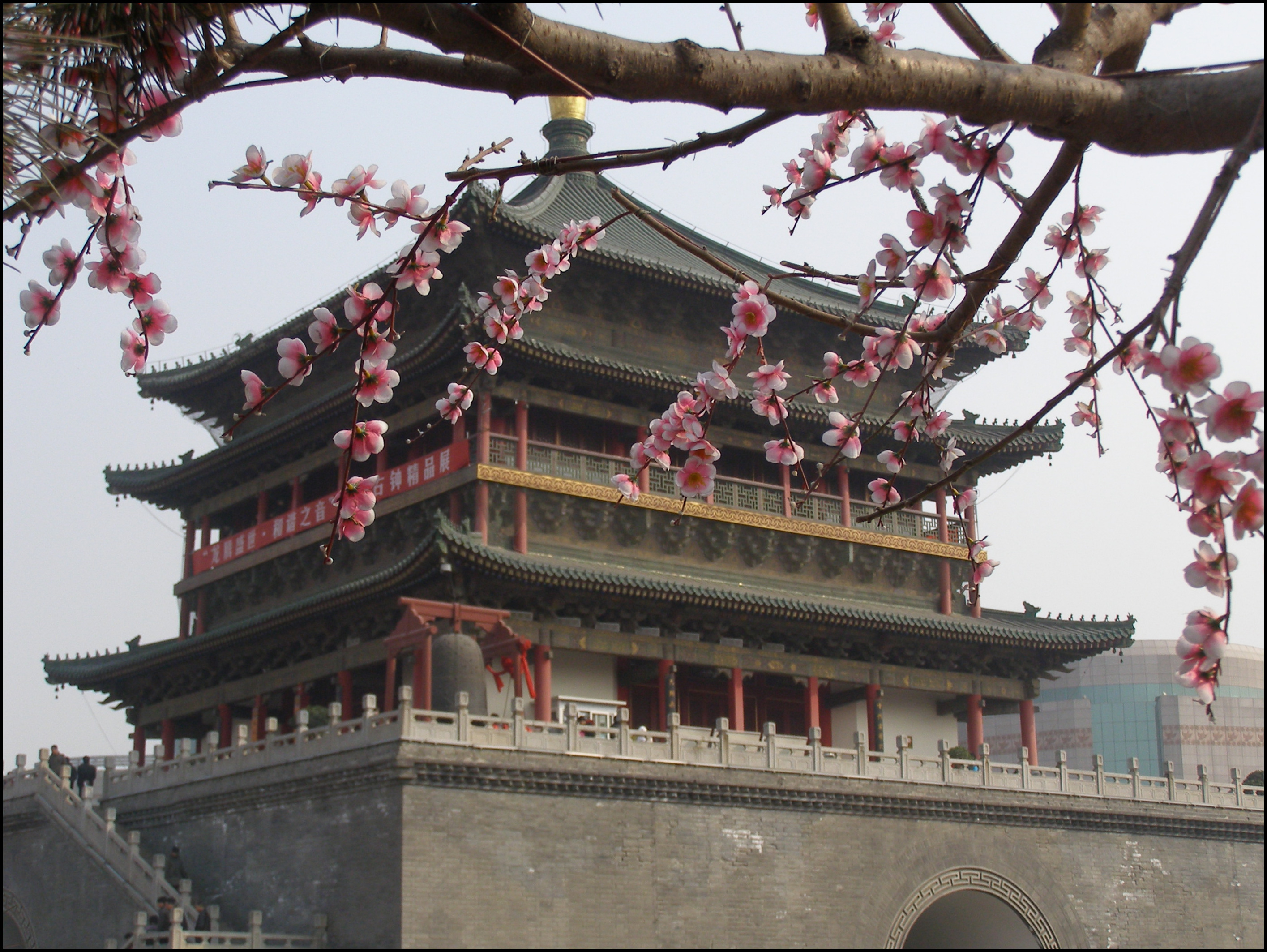
Tour de la cloche de Xi'an (Chine, XIVe siècle).

Les annales chinoises rapportent la légende selon laquelle l'Empereur Jaune Huángdì fait fondre au XXVIe siècle av. J.-C., un carillon de douze cloches. En réalité, le véritable essor d'un instrument se rapprochant de la cloche monumentale se dessine dans l'empire chinois, vers 2200 avant J.-C. Plusieurs clochettes datées de l'époque de la dynastie Shang (XVIIIe siècle av. J.-C. au XIe siècle av. J.-C.) sont exposées au musée de l'histoire chinoise à Pékin .
En Asie, il en existe aussi des modèles très anciens et imposants liés aux usages de la religion hindouiste ou bouddhiste en Corée, au Japon (avec les cloches dōtaku qui apparaissent dans des dépôts rituels à la période Yayoi, vers le IIe siècle av. J.-C.) ou en Birmanie notamment où se trouve la célèbre cloche du roi Bodawpaya destinée au stūpa d'une pagode de Mingun. En Corée, la cloche divine du roi Seongseok coulée en 771 est la plus grande cloche coréenne bouddhiste conservée à ce jour.
Le développement de la métallurgie en Afrique ancienne contribue à l'essor de forgerons spécialisés en Afrique de l'Ouest dans la fabrication de cloches en tôle de fer martelé au milieu du premier millénaire.

La religion musulmane privilégie la voix humaine aux cloches pour appeler les fidèles à la prière (muezzin du sommet des minarets). On note exceptionnellement la présence de grosses cloches sur ces tours, comme celle de la mosquée de Saint-Louis au Sénégal, où l'instrument est associé à l'horloge qui carillonne pour indiquer les heures. La cloche est un symbole rarement utilisé dans l'art islamique bien qu'un hadith relatif à un échange de Mahomet et de El-Hareth ibn Hicham nous décrive la vision de Mahomet comme accompagnée d'un tintement de cloches.
Dans l'Amérique précolombienne, les archéologues ont trouvé des clochettes surtout en argile et en écorce de fruit.

### Occident chrétien

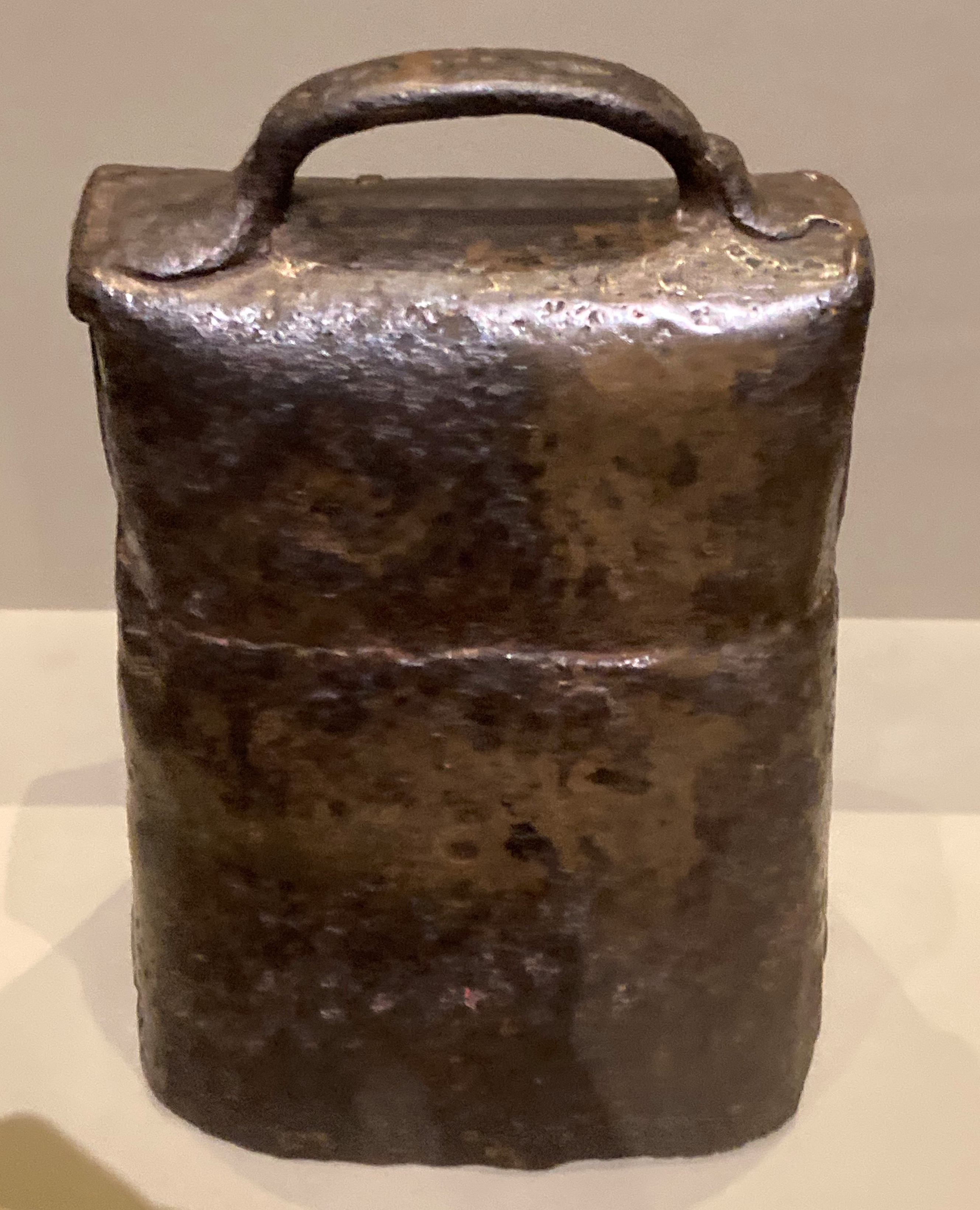
Cloche de saint Patrick. Elle est attribuée au saint irlandais alors qu'elle ne date que du VIIIe siècle-IXe siècle.

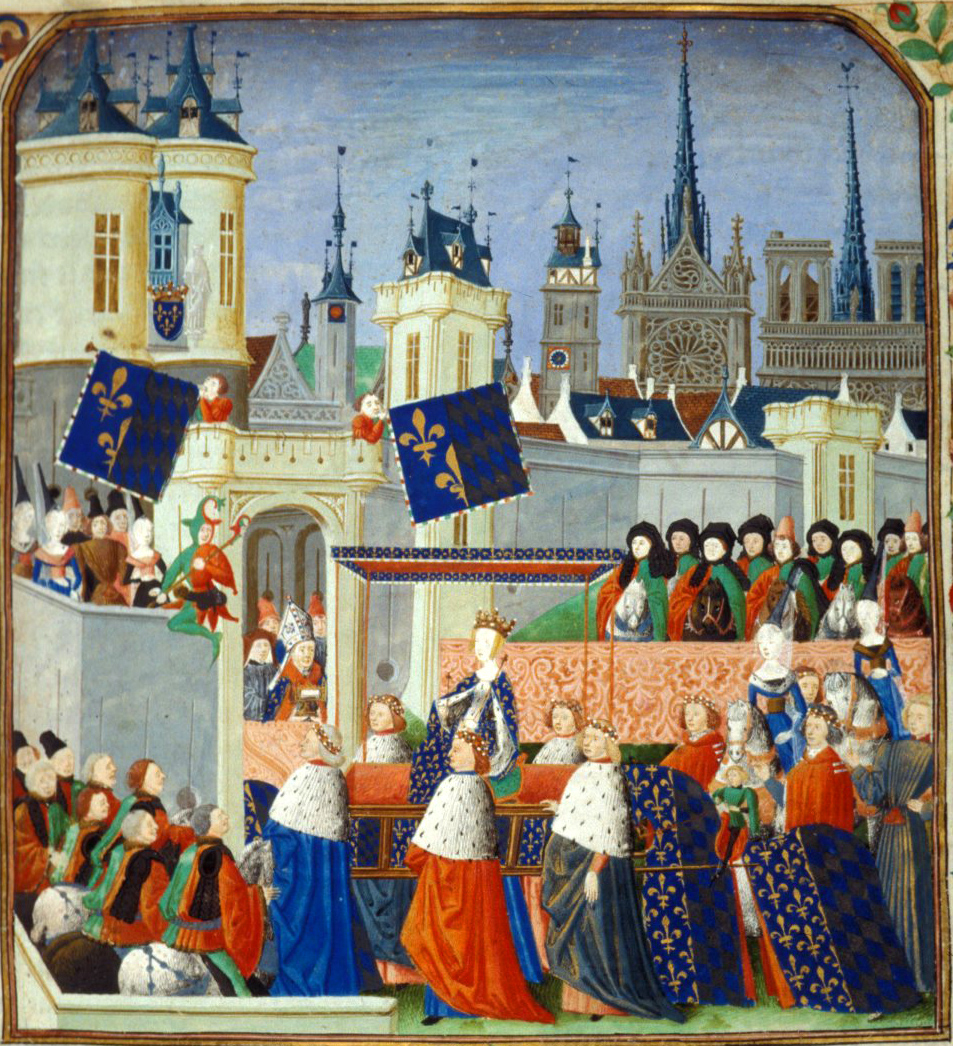
Horloges sur un beffroi et un clocher d'église à Paris au XIVe siècle. La lutte d'influence sur la maîtrise du temps, entre les autorités civiles et religieuses, se traduit-elle par une concurrence ou par une cohabitation ?

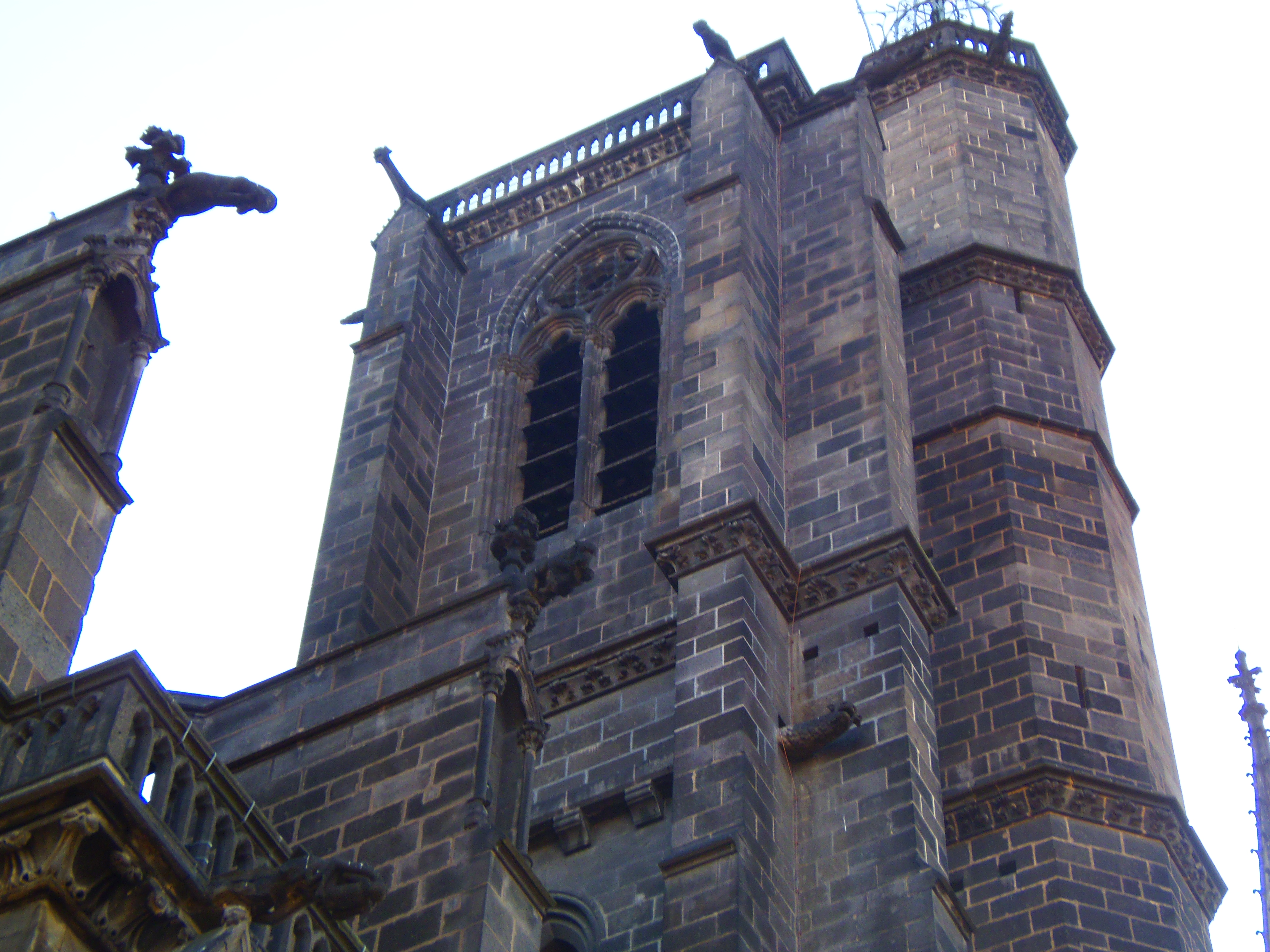
En cas d'incendie ou de guerre, au sommet d'une tour sonnante un guetteur qui scandait les principaux moments de la journée, et pouvait avertir la population avec les cloches (tour de la Bayette de la cathédrale de Clermont-Ferrand). Cette tradition est maintenue dans quelques villes.

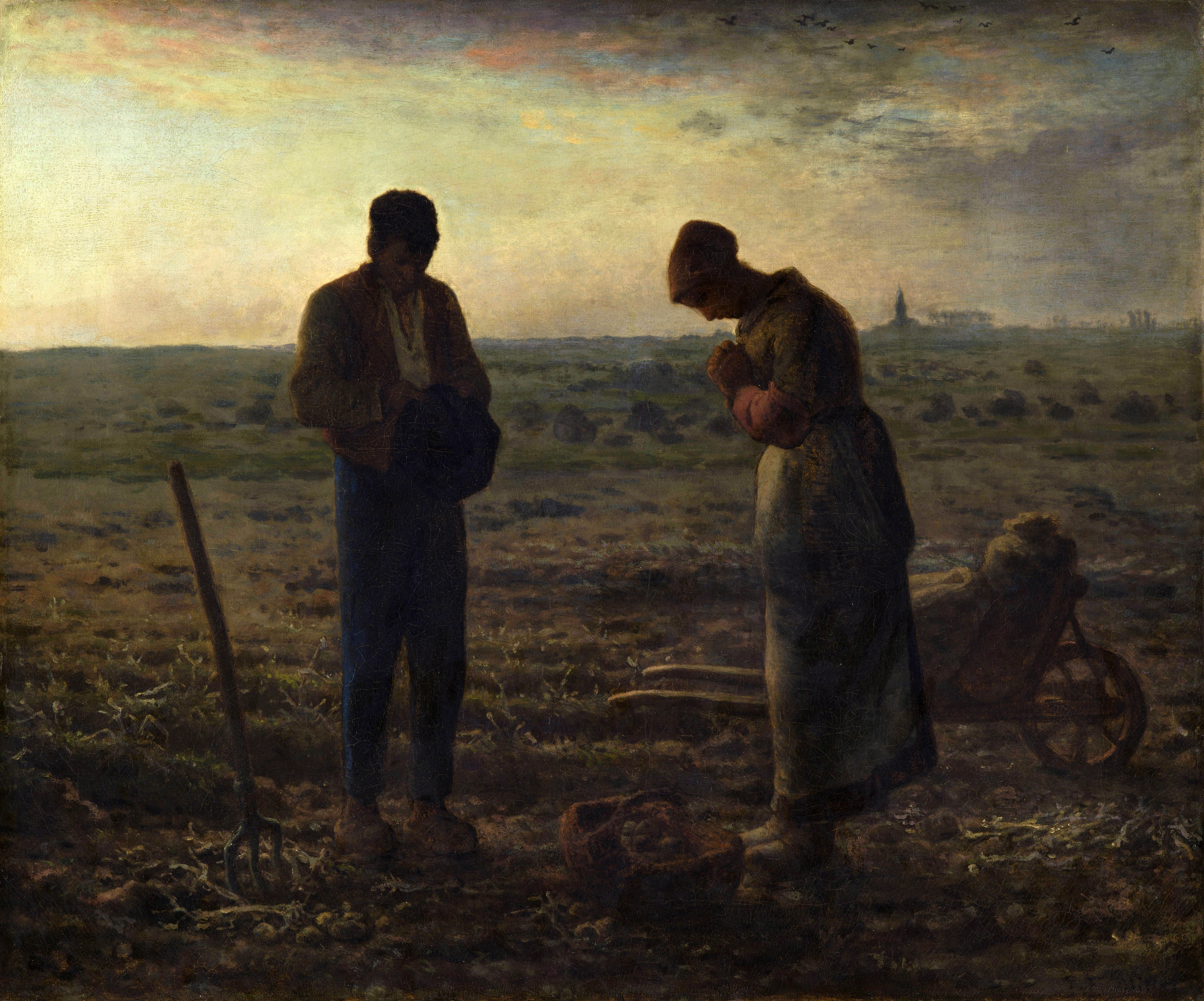
L'Angélus de Jean-François Millet. On aperçoit au loin le clocher de l’église qui sonne l’Angélus et invite les paysans à interrompre le travail des champs pour réciter la prière.

En Europe, des fouilles archéologiques ont permis de trouver de nombreuses cloches ou clochettes en fer battu ou en bronze d'origine grecque et romaine. Dans la Rome antique, les tintinnabula servent à annoncer l'ouverture des bains et des marchés ou ont une fonction apotropaïque (clochettes suspendues aux maisons, dans des temples). En Gaule, la cloche remplace peu à peu l'usage de la simandre (une planche de bois ou des cerceaux battus à coups de maillets). Les premiers chrétiens l'adoptent tardivement (ils privilégient la discrétion au temps des persécutions, frappant de porte en porte au temps de la clandestinité), avant d'en faire un symbole d'appel et de ralliement. Une légende veut que ce soit l'évêque saint Paulin de Nole (353-431) qui installe les premières cloches dans les églises de Nole en Campanie, légende née d'une étymologie populaire faisant une confusion grossière entre nola qui était le nom d'une cloche, et campana, le nom d'une cloche plus grosse. Les cloches semblent pour la première fois utilisées par l’Église sur une grande échelle par les moines irlandais et anglo-saxons (en) qui évangélisent l'Europe continentale au VIe siècle et utilisent cet instrument pour rassembler la population lors de leur prêche. Benoît de Nursie, le fondateur de l'ordre bénédictin, accorde une grande importance aux instruments de l'appel monastique aux repas, aux offices et au sommeil (cloche, cor, claquette appelée tabula). Au Moyen Âge central, la diffusion de la règle bénédictine dans les monastères de l'Occident chrétien va de pair avec celle de la cloche qui s'impose progressivement face aux autres instruments sonores à l'époque carolingienne. Alors que la conception des cloches faisait appel au pliage et au martelage (d'où la production d'instruments de petite taille, de faible épaisseur et fragiles), les moines se spécialisent dans la fabrication des cloches : appelés moines sainctiers ou saincthiers, ils développent le savoir-faire de la fonte des cloches qui s'agrandissent, se cerclent et s'évasent. Ils en détiennent le monopole jusqu'au VIIIe siècle, période qui voit l'essor des maîtres saintiers, fondeurs itinérants laïcs capables de fondre des cloches d'une centaine de kg ou plus, ce qui favorise la diffusion de l'usage des cloches dans les églises paroissiales. En 817, le concile d'Aix-la-Chapelle réglemente le nombre de cloches des églises et des ordres religieux en fonction de leur taille et de leur hiérarchie (l'église paroissiale a droit à deux cloches, les couvents à trois, les cathédrales à six). Dès lors, au temps rural mesuré par l'observation de la nature, succède le temps clérical qui voit la vie médiévale religieuse et civile rythmée par les huit heures canoniales sonnées de trois heures en trois heures par les cloches des monastères et des églises. À ce temps de l'Église, dicté par les offices religieux, s'opposerait, selon Jacques Le Goff, le temps laïc des marchands : avec l'avènement de la bourgeoisie urbaine, le développement sur les beffrois de cloches puis à la fin du XIIIe siècle d'horloges à échappement mécanique scandant les heures civiles (heures déterminées par les cadrans solaires ou, par mauvais temps, par des grands sabliers ou clepsydres), marque le passage à un temps profane, ce qui entraîne une lutte d'influence entre les autorités civiles et religieuses sur la maîtrise du temps et des cloches, dépositaires de la personnalité communale, de leur emprise sur l'espace aérien du terroir. Ces horloges sont initialement conçues non pour indiquer visuellement l'heure mais pour sonner chaque heure en actionnant directement des cloches. Puis à ce signal acoustique est superposée une indication optique : pour visualiser les heures, les horloges municipales sont munies d'un cadran divisé en vingt-quatre heures. La pratique itinérante des maîtres sainctiers dure jusqu'au XVIIe siècle, époque à laquelle les fondeurs s'installent et créent de véritables fonderies qui fixent la forme définitive des cloches. Dans le contexte de la Contre-Réforme, l'Église s'efforce de hiérarchiser les sonneries. Charles Borromée établit un texte réglementaire qui établit une progression hiérarchique : une cathédrale doit avoir de cinq à sept cloches, une collégiale trois et une église paroissiale deux ou trois. Dans beaucoup de diocèses, la réception et l'application de cette prescription s'effectuent de façon diversifiée : la hauteur du clocher, le poids et le nombre de cloches sont objets d'orgueil collectif et de rivalité intercommunale qui se fonde sur la puissance et la confrontation sonore . 

Si les horloges publiques se superposent aux clochers des églises et couvents dans les villes, les villages qui se développent à « portée de cloches » restent sous le rythme des instruments de Dieu jusqu'au XIXe siècle, période qui correspond au processus de sécularisation en cours dans les sociétés occidentales et va en s'affirmant depuis la fin des années 1960,. Alors que l'usage des cloches était laissé à la discrétion des desservants religieux et de leur tradition locale (d'où la souplesse des règlements de sonneries établis par les évêques), le XIXe siècle voit l'acquisition massive par les villages d'horloges mécaniques installées dans les clochers ou plus rarement dans les beffrois communaux. Il voit aussi le développement de réglementations civiles relatives aux sonneries de cloches des églises, ce qui suscite des conflits (plaintes des habitants de hameaux hors de portée des cloches) réguliers selon les variations du climat politique tant local que national, des contentieux entre les autorités civiles et religieuses, et des résistances (ainsi en France, la mise en place d'une réglementation particulière à chaque préfecture et concernant tous les villages qui y sont rattachés, désorganise la rhétorique sonore des clochers à laquelle sont habitués les villageois depuis des siècles). Le paysage sonore est encore à cette époque marqué par des sonneries religieuses issues d'églises ou de monastères (la journée horaire étant rythmée par l'angélus sonné matin, midi et soir), et des sonneries civiles actionnées par les horloges publiques qui annoncent le début de la journée, le midi, le début et la fin des travaux et le couvre-feu. Au XXe siècle, la place des cloches dans ce paysage sonore décline mais, paradoxalement, la fin de ce siècle est marquée par un regain d'intérêt pour elles : visite de fonderies, création de musées campanaires (en), d'associations de protection ou de surveillance du patrimoine campanaire, propriétaires ou affectataires d'ensembles campanaires (État, collectivités locales, clergé) de plus en plus sensibles à leur cause.
L'usage et la rhétorique des cloches ne sont pas les mêmes dans les pays d'inspiration orthodoxe. Dans l'église grecque, l'usage de la cloche apparaît dans la seconde moitié du IXe siècle quand, en 865, le doge de Venise Ursus fait don à l'empereur Michel de douze grosses cloches. Ces cloches sont accrochées dans une tour près de la basilique Sainte-Sophie de Constantinople (actuellement Istanbul). En Russie, l'usage des cloches apparaît presque simultanément avec la diffusion du christianisme par saint Vladimir Ier vers l'an 988. L'usage ancien de la simandre est toujours en cours dans certains monastères orthodoxes.

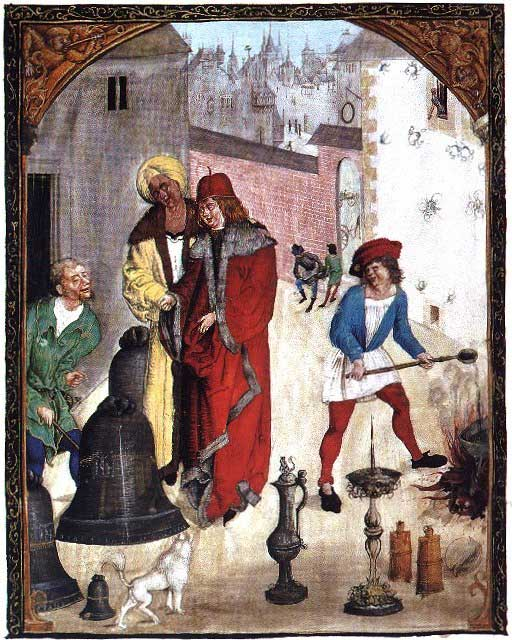
Le maître saintier était un fondeur de cloches itinérant[note 10]alors que la maître campanier, établi dans un lieu fixe, possédait son propre four (Codex de Balthasar Behem).
La coutume de fondre les cloches sur place est attestée dans de nombreux lieux de culte (cathédrales, églises, monastères, chapelles) où les fouilles mettent au jour des fours à cloche.

## Forme et modes de sonnerie

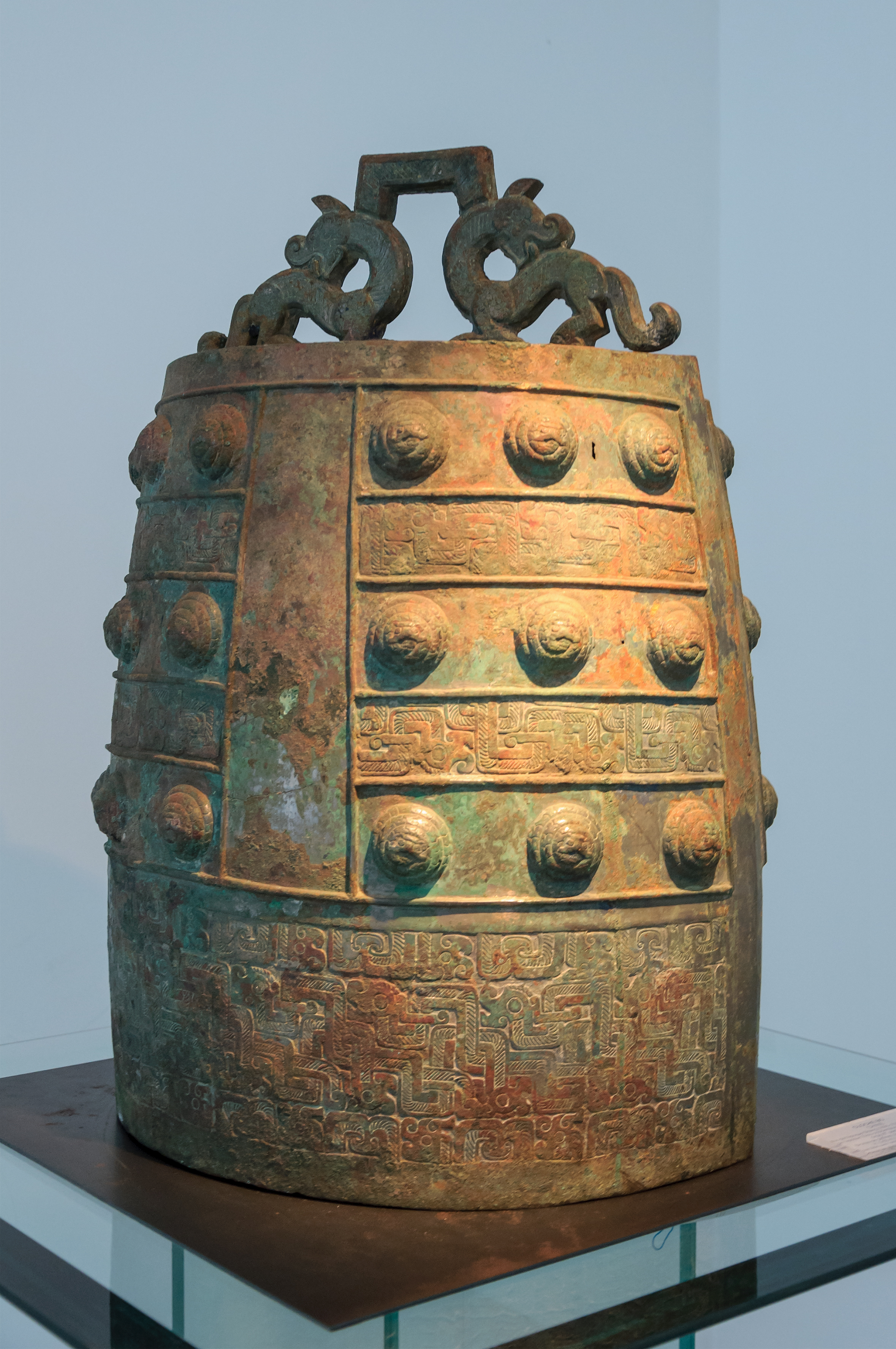
Cloche chinoise Bo, XIe siècle avant notre ère, musée des arts asiatiques de Nice.

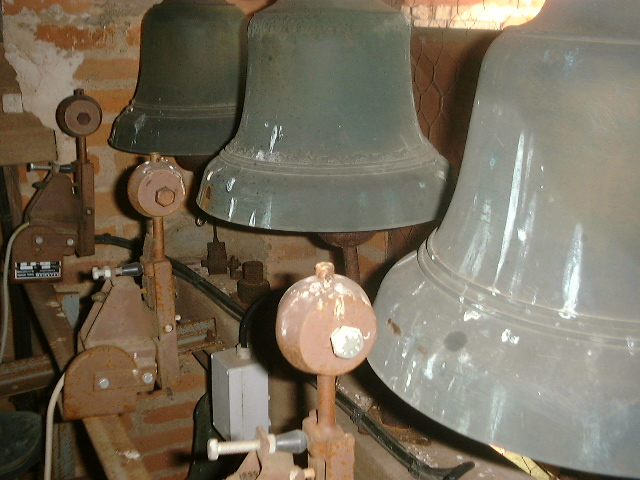
Électrotinteurs pour cloches fixes du carillon de N.-D. de la Drêche (Tarn).

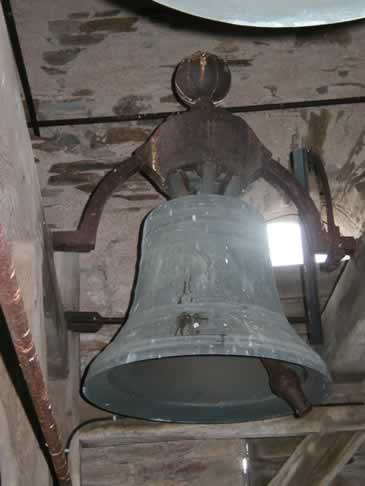
Cloche « Demoiselle de Louison » équipée pour la volée tournante (Gaulène - Tarn (cl carillons en pays d'oc)).

La forme la plus classique est la cloche d'église, en forme de coupe renversée, qui est suspendue dans une tour (le clocher) généralement via un portique en bois ou métallique, le beffroi (nom étendu par la suite à la tour maçonnée qui supporte l'ensemble), qui absorbe les vibrations de la mise en mouvement des cloches sans les retransmettre au clocher, qui risquerait la destruction, et sonnée en la faisant osciller manuellement ou mécaniquement, le battant accroché à l'intérieur frappant le corps de la cloche. La cloche est sonnée « à la volée » lorsqu'elle oscille sur son axe, le battant libre frappant l'intérieur.
Il existe plusieurs types de volées.
- La volée en rétrograde : L'axe de balancement de la cloche se situe au-dessous de l'axe de balancement du battant, et lorsque la cloche balance, le battant, qui est alors un poids mort, retombe sur la lèvre inférieure du vase sonore. Ce type de sonnerie est assez courant dans le Sud de la France, dans les petits clochers où la place et/ou la robustesse du beffroi font défaut. L'avantage de cette sonnerie est donc le gain de place, mais la cloche ne développe pas toute sa puissance sonore et dans le cas d'une sonnerie lente, due à un mauvais équilibrage du joug, le battant peut, le temps que la cloche change d'oscillation, rester collé à la panse et par conséquent, étouffer le son.

Le Rétro mitigé utilise la même disposition mécanique que le rétro-lancé, mais sans contrepoids au-dessus de l'axe du battant, il en résulte une sonnerie rétrograde où la cloche doit pratiquement se trouver à l'horizontale pour que la masse du battant entre en contact avec la cloche.
- La volée en lancer franc : Dans ce cas, l'axe de balancement du battant est au-dessous de l'axe de balancement de la cloche, et, lorsque la cloche balance, le battant, qui n'est alors plus un poids mort, vient frapper la lèvre supérieure de la cloche. Cette sonnerie permet à la cloche de sonner à pleine puissance et de bien mettre en valeur ses harmoniques, surtout le hum, l'octave inférieure, en particulier pour les grosses cloches. L'inconvénient de cette sonnerie est qu'elle requiert plus de place, et la cloche doit avoir des oscillations plus importantes pour que le battant puisse faire son rôle. Le beffroi doit également absorber une force égale à trois fois le poids de la cloche lorsque celle-ci est en mouvement, imposant donc de lourdes constructions pour les cloches de gros profil[26].
- La volée en rétro-lancé : Il s'agit d'un mélange des deux sonneries précédentes, l'axe de balancement de la cloche est positionné de manière similaire à une sonnerie en rétrograde, mais à l'intérieur de la cloche, l'axe de balancement du battant est surbaissé. Le battant peut également être muni d'un contrepoids. On combine ainsi une puissance de frappe meilleure, avec un gain de place[27].
- La volée en super-lancé : Même principe que la volée en lancer-franc, sauf que l'axe de balancement de la cloche se trouve au-dessus des anses. Ce mode de sonnerie peut être utilisé pour plusieurs raisons, soit pour ralentir la fréquence de balancement de la cloche, afin de ne pas imposer de trop gros efforts au beffroi, soit par manque de place, soit encore afin d'augmenter la puissance de frappe du battant et obtenir ainsi un son plus fort[28].
- La volée tournante : Il s'agit d'une pratique assez courante dans le Sud de la France, en pays occitan ou dans le Lauragais, ainsi qu'en Espagne. Le poids du joug, beaucoup plus lourd, est étudié pour obtenir un meilleur équilibre de la cloche, et permet ainsi de réaliser des tours complets. Cette sonnerie développe au maximum le son de la cloche qui s'entend de fort loin. Le joug est généralement du type bois, avec montage de la cloche type lancé, ou montage type rétrograde avec joug cintré et contrepoids (joug type louison).

Il s'agit également du type de sonnerie le plus spectaculaire.
Un autre mode de sonnerie très largement utilisé est le 
tintement. Cette méthode est employée pour faire retentir la cloche en utilisant un tinteur, extérieur ou intérieur à la cloche, dont la masse vient percuter la partie la plus épaisse de la panse de la cloche. Dans certains cas, si la cloche est fixe, le battant peut être utilisé à cet effet (c'est le cas notamment dans les églises orthodoxes, ainsi que dans certaines régions de France ou de Suisse où le sonneur se tient au côté des cloches, actionnant ainsi les battants à l'aide de ses mains et de ses pieds par l'intermédiaire de câbles.
La sonnerie de cloches par tintement manuel dite banc du sonneur, coptée ou trézolage est classée à l'inventaire national du patrimoine culturel immatériel depuis 2023.
Il existe aussi des cloches tubulaires. En Extrême-Orient, une cloche peut aussi reposer sur un coussin, en position renversée ; elle est alors frappée de l'extérieur, par le côté pour celles en métal, ou par-dessus pour celles en bois.

## Usages

### Signal collectif

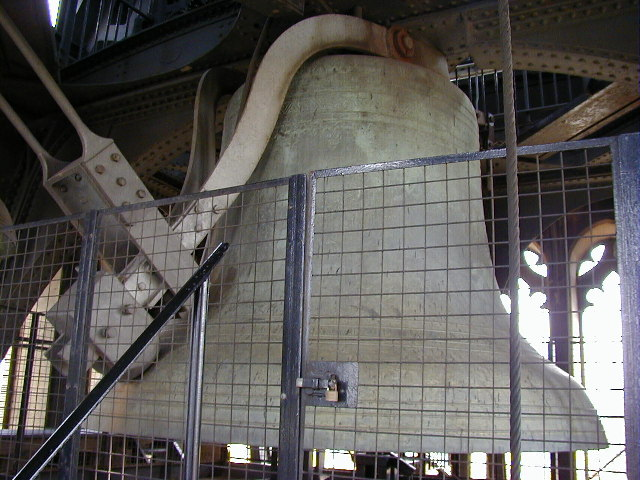
La cloche « Big Ben » à Londres.

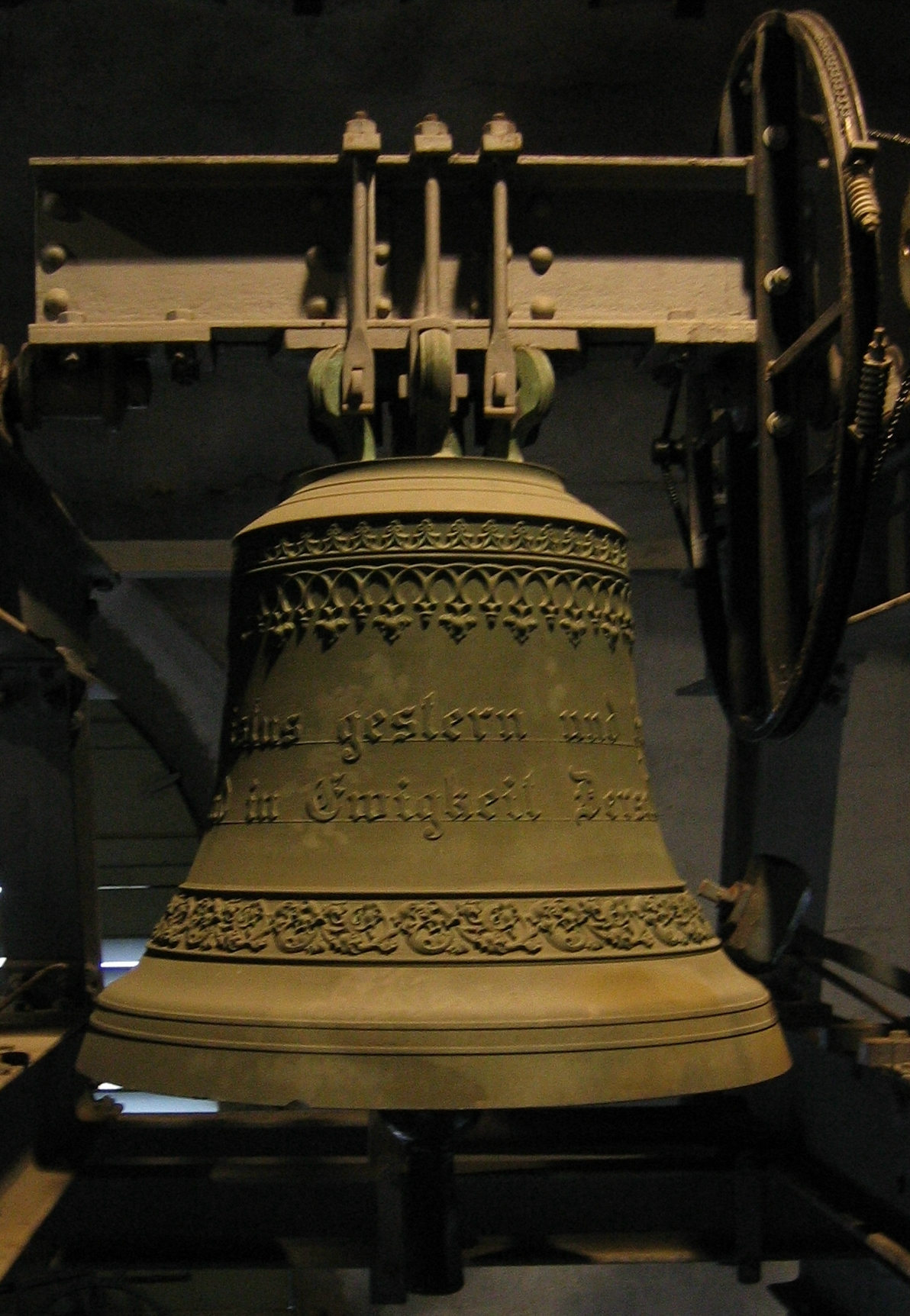
La Sturmglocke (« cloche de l'orage ») de l'église Saint-Pierre de Zurich.

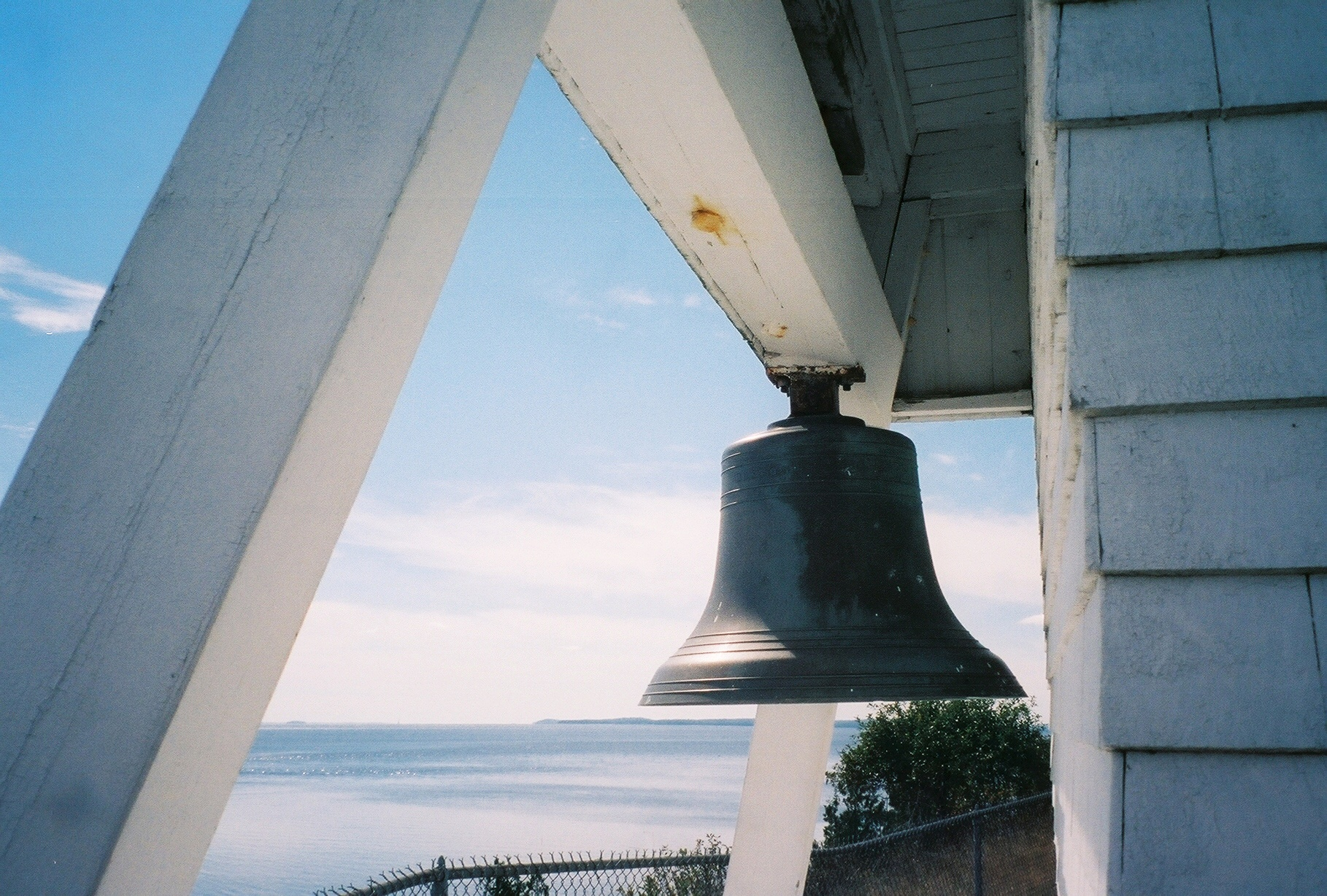
, instrument de signalisation maritime, à l'instar de la corne de brume.

Les cloches rythment la vie quotidienne tant profane (indication des heures et des moments de l'emploi du temps) que sacrée : matines, angélus, messe, vêpres, mariage, baptême, enterrement, glas… Les cloches ou clochettes accompagnent et ponctuent les cérémonies et les processions à l'intérieur et à l'extérieur des édifices. On peut parler de langage des cloches, riche et varié.
Les cloches des églises pouvaient autrefois être utilisées comme système d'alerte signalant un danger avec le tocsin, une mort avec le glas, ou un événement majeur. L'usage religieux pouvait être distinct de l'usage civil selon le type de cloche utilisé ou selon sa localisation (cloches civiles, beffroi…). Les croyances populaires ont également accordé un rôle apotropaïque aux cloches pour éloigner les intempéries ou les épidémies propagées par les démons qui habitent l'air, selon la cosmologie chrétienne héritée de l'antiquité. Les comptes de fabrique gardent le souvenir des pots-de-vin payés aux sonneurs qui, en faisant tinter les cloches, étaient censés disperser les nuages et chasser les démons, ce qui n'était pas sans poser de problèmes : foudroiement des sonneurs de cloches qui tenaient la corde humide en plein cœur de l'orage, conflits entre les villages, les uns accusant les autres d'avoir repoussé l'orage sur leurs terres. Les cloches suspendues au cou des animaux ont une vertu prophylactique analogue.
Cependant, les cloches ont pour fonction principale de signaler les temps réguliers. À cette fin, une séquence particulière de sons peut être produite par un groupe de cloches pour indiquer l'heure et ses subdivisions. L'une des plus connues est celle dite des « quarts de Westminster », série de seize notes émises par le carillon de l'horloge du palais de Westminster dont la grande cloche qui sonne l'heure est surnommée Big Ben. La plupart du temps, seules les heures pleines sont sonnées (en général à raison d'un coup par heure, en allant de 1 à 12), parfois en deux séries de coups : le pic et le repic (ou rappel).
Des cloches de différentes tailles étaient installées dans une cathédrale afin de rythmer les temps d'une ville, chacune ayant leur sonorité respective. La cloche la plus importante n'est traditionnellement utilisée qu'afin de marquer les temps forts de la vie du Christ et de l'Église : fêtes de Noël, de Pâques, de la Pentecôte, de la Toussaint, ainsi que la mort et l'élection du pape, la mort d'un Président catholique pratiquant, la Libération en 1918 et en août 1944,, le mémorial de l'incendie de Notre-Dame, la chute du mur de Berlin, etc.

### Signaux privés
Des grelots ou des clochettes ont parfois servi de jouets pour les enfants ou encore pour des adultes à l'occasion de certaines fêtes (carnaval) ou lors de déguisements.

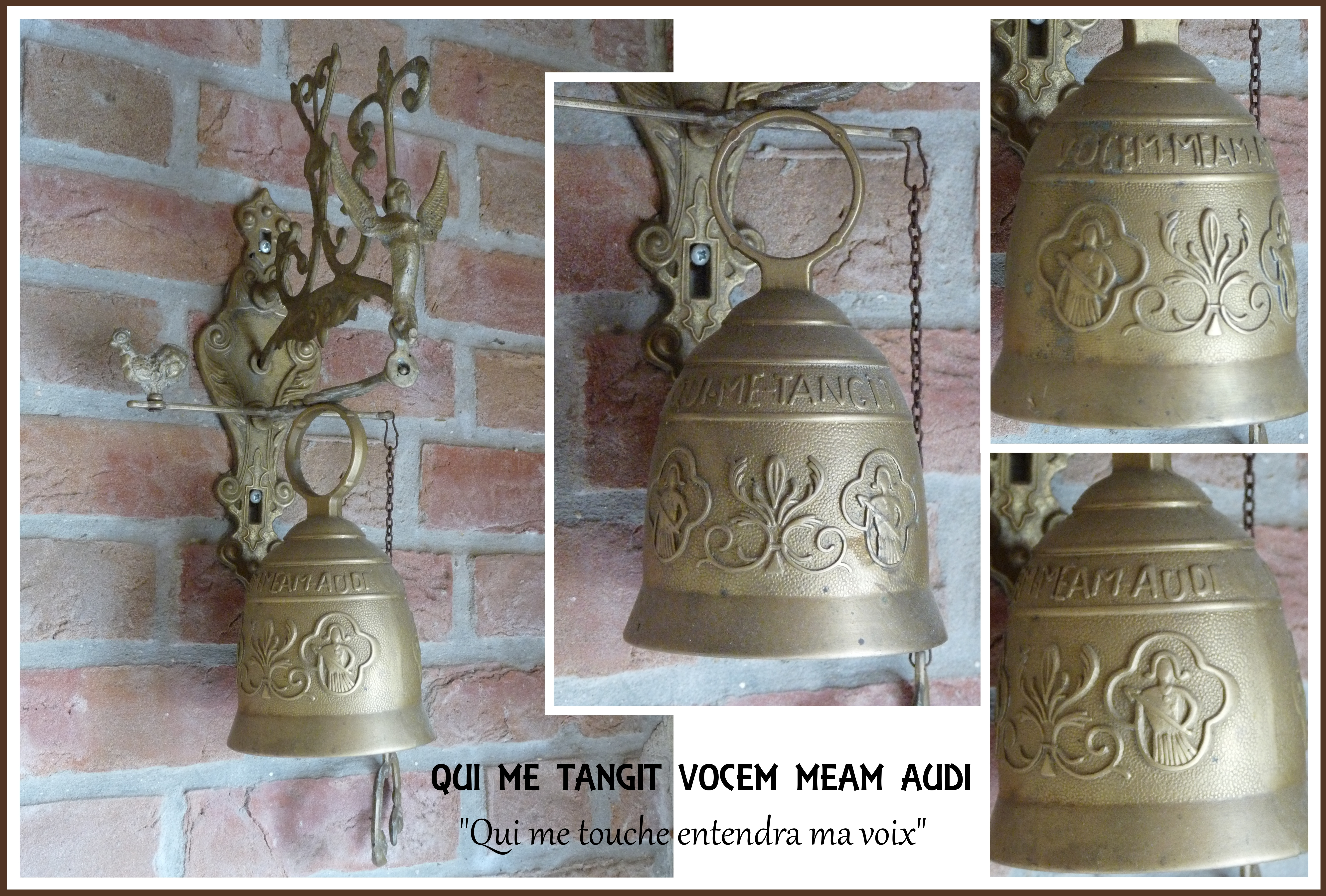
Cloche de porte d'entrée.

On trouve des cloches pour appeler à l'entrée des maisons, dans les maisons pour appeler aux repas, à table pour appeler le service, etc.
Des cloches ou clochettes étaient ou sont toujours placées dans les conciergeries, réceptions d'hôtels et restaurants.
Actuellement, des systèmes de production de son sont fondés sur des cloches miniatures dans des alarmes, des sonneries de téléphone, de carillon de porte d'entrée ou de réveille-matin par exemple. Pour les sons se répétant rapidement produits par de tels systèmes, le terme employé est sonnette.

### Avertissements

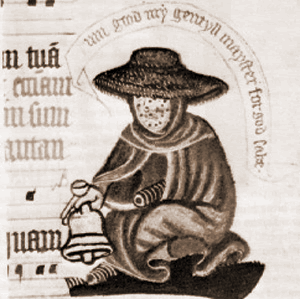
Lépreux agitant une cloche (manuscrit du XIVe siècle).

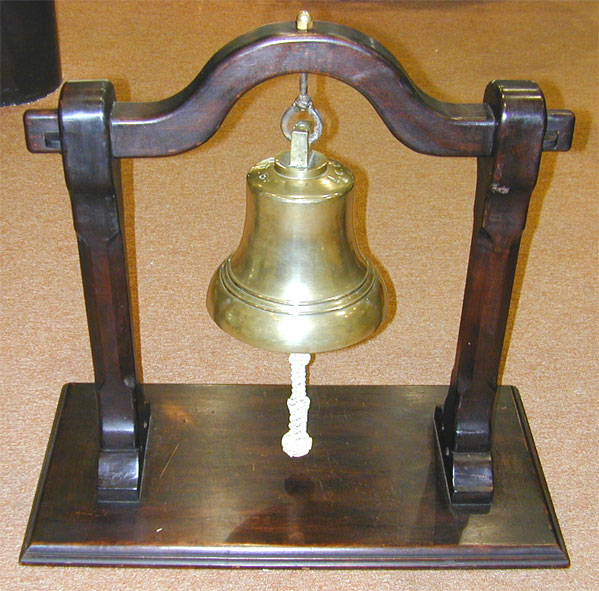
Cloche de Marine.

Au Moyen Âge, on appelait campanier la personne qui annonçait les baptêmes sur la place principale du hameau ou qui précédait les convois funèbres en agitant une petite cloche ou clochette. La coutume de signaler le passage d'un cortège funèbre par ce campanier vêtu de noir, appelé familièrement le « clocheteur des trépassés » s'est conservée jusqu'au début du XXe siècle dans les campagnes, alors que dans les villes officiait plutôt le crieur des morts.
Parallèlement, les lépreux devaient signaler leur passage au moyen d'une cloche à main afin de signaler le danger d'épidémie. Dans une marge du Liber pontificalis of Edmund Lacy, Bishop of Exeter, un manuscrit du XIVe siècle, est représentée la figure d'un lépreux assis agitant une cloche tandis qu'un phylactère reproduit ses paroles (The Medieval Leper and his Northern Heirs de Peter Richards, 2000). Le docteur Jean-Joseph Tricot-Royer (1875 - 1951) rapporte le port d'une cloche par les lépreux en Belgique.
Albert Jacquot (1853-1915) rapporte que : « …les criminels des Turcs portaient au cou (XVIIe siècle), une petite clochette qui avertissait le peuple de s’éloigner d’eux ».
En Angleterre, à l'église anglicane St Sepulchre-without-Newgate, on sonnait traditionnellement la grande cloche lors de l'exécution d'un prisonnier à la prison de Newgate, installée dans le quartier. Le greffier de St Sepulchre était également chargé de faire sonner une clochette hors de la cellule du condamné à mort à Newgate pour l'informer de l'imminence de son exécution. Cette clochette connue sous le nom d'« Execution Bell », se trouve désormais exposée dans une vitrine au sud de la nef.
Dans la Marine on utilise aussi pour les bateaux des cloches appelées cloches de bord ou de Marine. (Voir l'article cloche de navire). Avant la mise en place de la lentille de Fresnel, la navigation nocturne côtière et fluviale était guidée par des cloches. Au Musée maritime fluvial et portuaire de Rouen est conservée une cloche qui guidait la navigation et qui était autrefois placée sur le bord de Seine : l'insolite cloche de la Risle.
Les premières automobiles avaient comme avertisseurs des cloches ou des clochettes. Certains marchands ambulants, ferrailleurs ou commerçants divers utilisent des cloches pour avertir les clients de leur passage. Autrefois, certaines locomotives à vapeur étaient également équipées de cloches pour servir de signal ou écarter les personnes ou le bétail des voies, de même que certains véhicules d'incendie ou encore les tramways.
Les cloches portées par les animaux d'élevage conduits dans un pâturage ont également une fonction d'avertissement, permettant au berger de repérer ses bêtes dans la brume (lire le paragraphe sonnaille et clarine). On note aussi l'utilisation de clochettes ou de grelots pour les animaux domestiques.

### Clochers
Les cloches sont souvent installées dans le clocher de l'église, tour élevée permettant une diffusion du son au loin. La tour isolée ronde ou carrée située à côté d'une église se nomme campanile, mais beffroi s'il s'agit de cloches à usage public. Dans nombre de régions méridionales, on trouve les cloches enfermées mais exposées aux intempéries dans des cages en fer forgé parfois très travaillées au sommet de ces tours, on les appelle également campaniles. Ailleurs, comme en Lozère (France), certains clochers qui servaient à guider les voyageurs ou les habitants par temps de neige, sont nommés les « clochers de tourmente ».

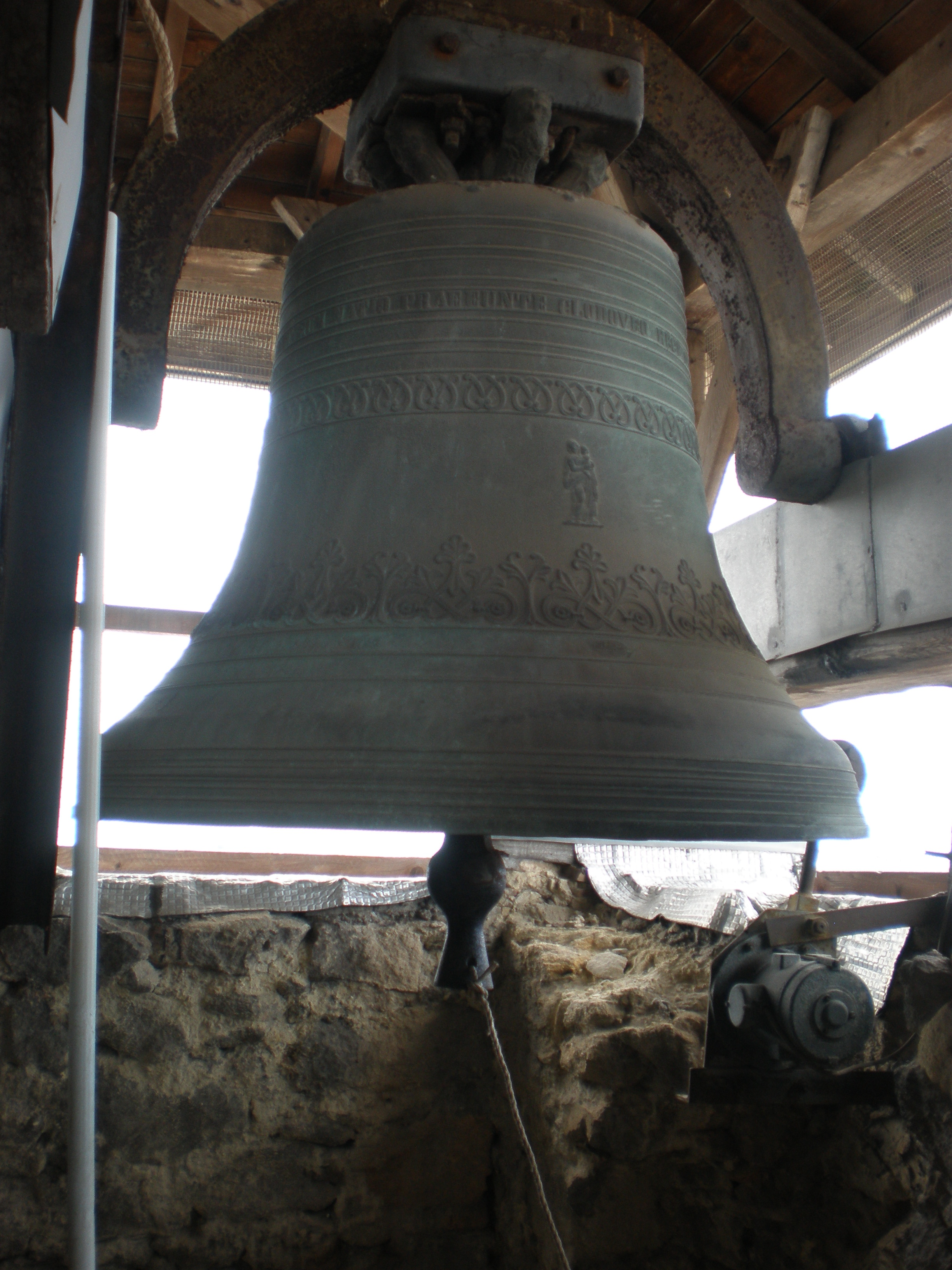
Une cloche de l'église Saint-Roch de Montpellier.

### Les noms des cloches
Les cloches font l'objet d'une cérémonie civile — parrainage par des notables ou des groupes selon leur échelle de prestiges — ou religieuse. Lors de l'inauguration d'une cloche d'église, a lieu la cérémonie solennelle de la bénédiction à proximité du clocher, appelée aussi « baptême » ou « consécration » car elle  emprunte au rite baptismal (bénédiction, cloche recouverte d'une aube blanche, onction aux huiles saintes…). Les donateurs principaux, les parrains et marraines, conviés à assister au premier rang à la cérémonie, donnent souvent leur prénom à la cloche. La tradition considère en effet l'instrument comme une personne. En dehors de ces prénoms, il est moins fréquent de rencontrer des noms de saints imposés par les donateurs ou la dévotion paroissiale. Les cloches publiques portent parfois des noms d'usage (la cloche de la Mutte de Metz par exemple, située dans la tour homonyme qui sert de beffroi communal servant à alerter la population et qui tire son nom du verbe « ameuter »), ceux des personnalités ayant présidé à leur installation ou encore les prénoms des parrainants. L'épigraphie campanaire fournit ainsi un abondant corpus à l'historien qui peut y lire les mutations des hiérarchies sociales et des sentiments religieux.

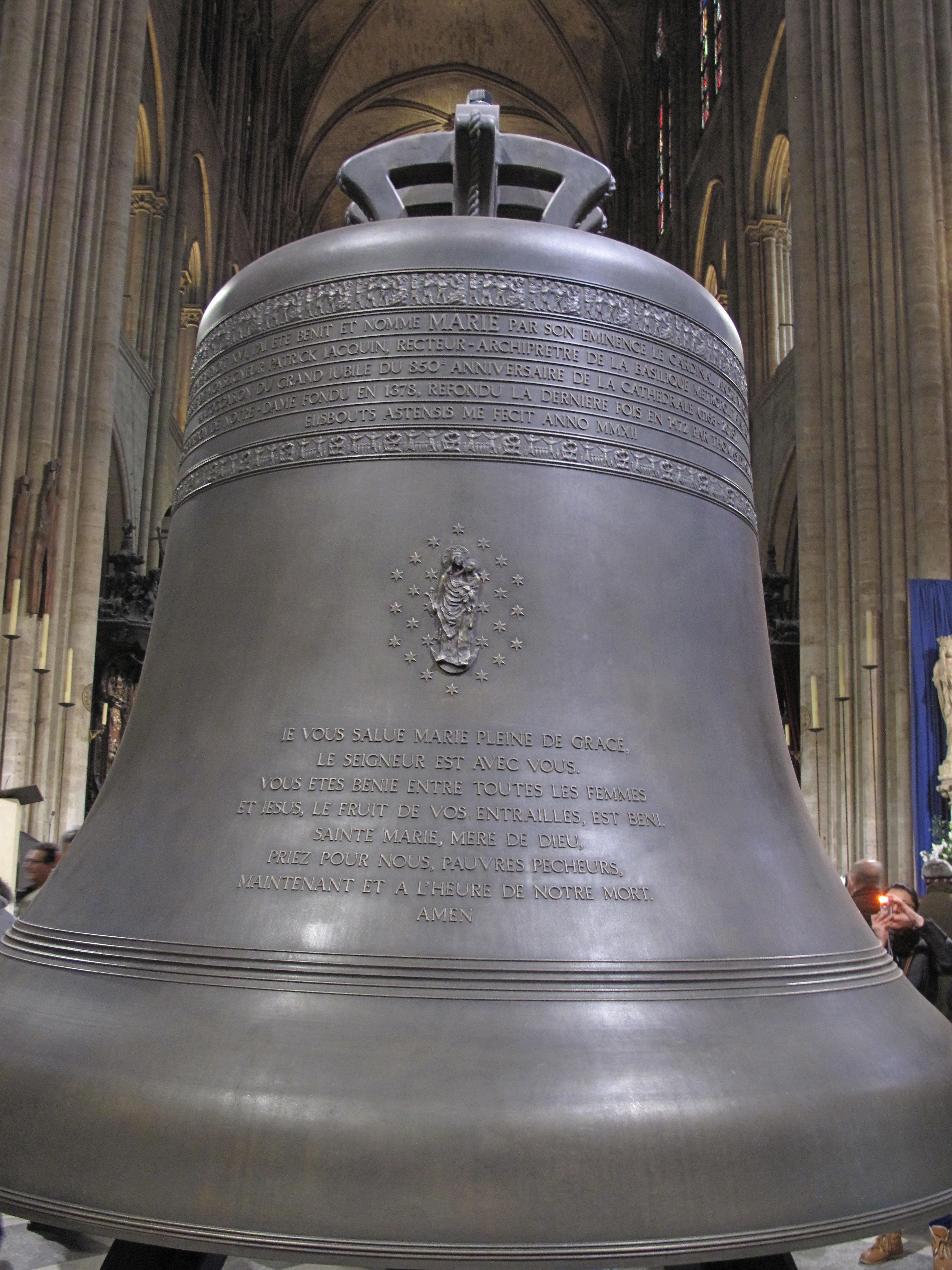
Dédicace en haut de la robe du bourdon Marie[note 13].
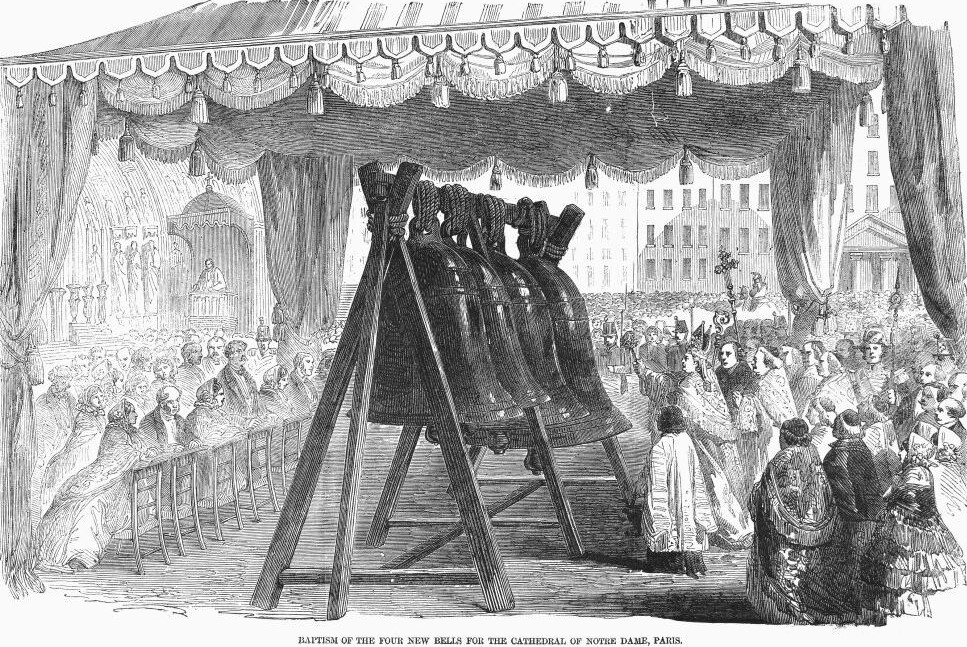
Bénédiction des cloches de Notre-Dame de Paris par l'abbé Charles Deplace, chanoine du chapitre de la cathédrale, le 4 juin 1856.

### Instrument de musique

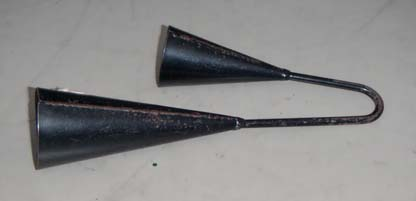
Agogô, cloches de la musique traditionnelle brésilienne.

Les cloches peuvent être de toutes les dimensions : depuis des accessoires de robe minuscules (clochettes ou grelots) jusqu'à celles destinées aux églises, pesant plusieurs tonnes.
En Inde, aujourd'hui encore, des hommes et des femmes portent des chevillières équipées de clochettes appelées shinjini utilisées particulièrement dans la danse appelée kathak. On utilise aussi des ghungharus (appelés en tamil salangai) fabriqués avec 40, 80 voire 200 clochettes lors de danses traditionnelles indiennes. Ils servent à accentuer l'aspect rythmique de la danse en permettant des pas complexes et de souligner l'habileté des danseurs.
Les cloches sont utilisées comme des instruments de musique, organisées en carillon : un ensemble d'au moins quatre cloches (quadrillon) couvrant tout ou partie de la gamme. Cependant l'ensemble campanaire n'est souvent reconnu en tant qu'instrument de musique que si le nombre de cloches est supérieur ou égal à 23. Un tel ensemble peut être commandé, soit par un seul musicien par l'intermédiaire d'un clavier "coup de poing" ou artisanal et d'un système de transmission, soit par un ensemble de joueurs de cloches, commandant chacun à la main une ou plusieurs cloches aux tons différents. Certains carillons sont composés de cloches dont le corps est constitué d'un simple tube métallique : ce sont des cloches tubulaires.

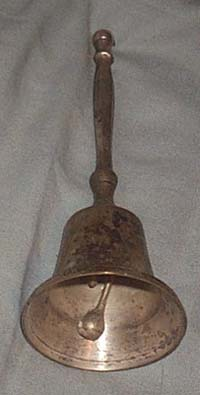
Cloche à main.

Dans la région du Valais en Suisse, il existe aussi un genre particulier de carillon. Celui-ci, dit carillon valaisan, est constitué d’un nombre de cloches variant entre trois et environ une dizaine. Il n’y a pas de clavier, le carillonneur, assis sur un banc parfois au milieu du beffroi, parfois à l’étage en dessous, actionne directement une mécanique très simple constituée de cordes et de chaînes reliées aux battants des cloches.
Des cloches sans battant en métal nommées Agogô sont un composant important de la musique latino-américaine. Elles reprennent la forme des cloches de campagne utilisées pour les animaux, appelées aussi « cloches à vaches » ou sonnailles. Elles sont frappées avec un bâton ou une baguette ; le son est modulé en touchant différentes parties et en l'assourdissant avec la main.
Dans divers endroits du monde (notamment en Afrique de l'ouest), des paires ou des trios de cloches sans battant sont jointes de manière qu'elles puissent être frappées séparément ou ensemble. La plus fréquente est l'agogô, aussi utilisé au Brésil. Dans la musique cubaine, une cloche appelée cencerro est utilisée comme instrument de percussion. Le même musicien jouant aussi les bongos, il est appelé bongocerro.
Alpenglocken :

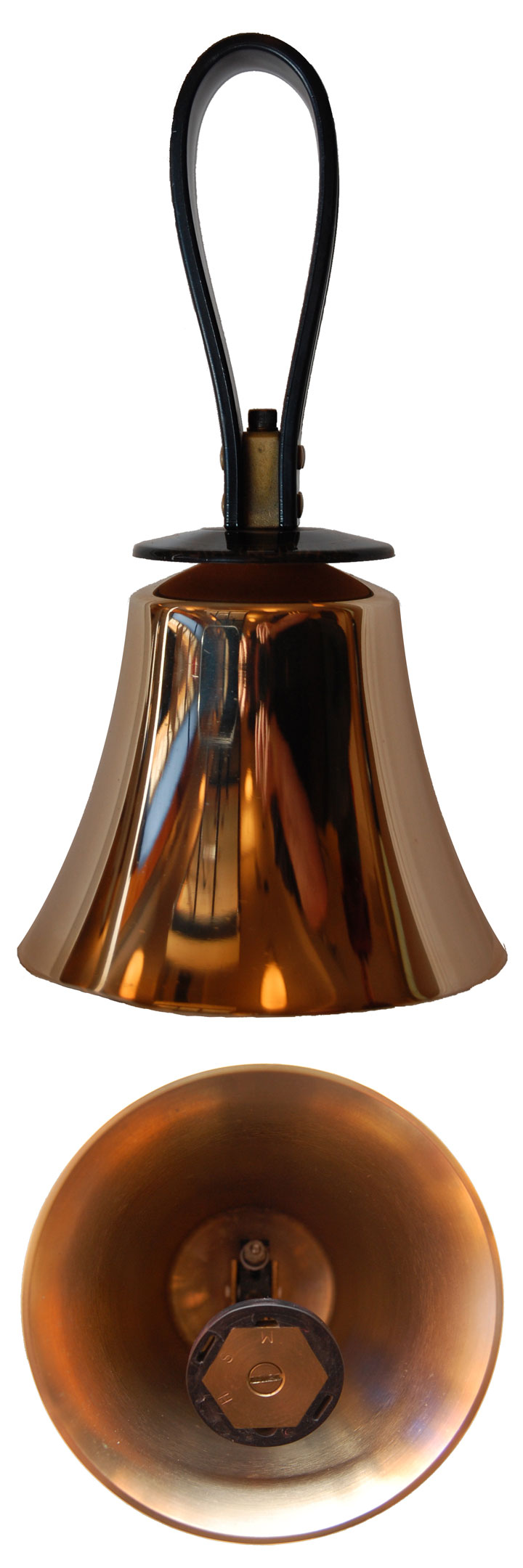
Clochette à main.

Il s'agit d'un instrument formé d'un ensemble de petites cloches alpines (clarines) accordées et secouées soit par une même personne tour à tour, soit par un ensemble musical. On parle aussi d'austrian bells dans les pays anglo-saxons où elles sont très en vogue.
Cloche anglaise :
Les clochettes à main (en), appelées cloches anglaises, sont des clochettes en bronze, pourvues de poignées individuelles (traditionnellement en cuir mais aujourd'hui le plus souvent en plastique), accordées chromatiquement pour être utilisées dans des chœurs de clochettes joués dans les églises, écoles, groupes communautaires.

### Sonnaille et clarine

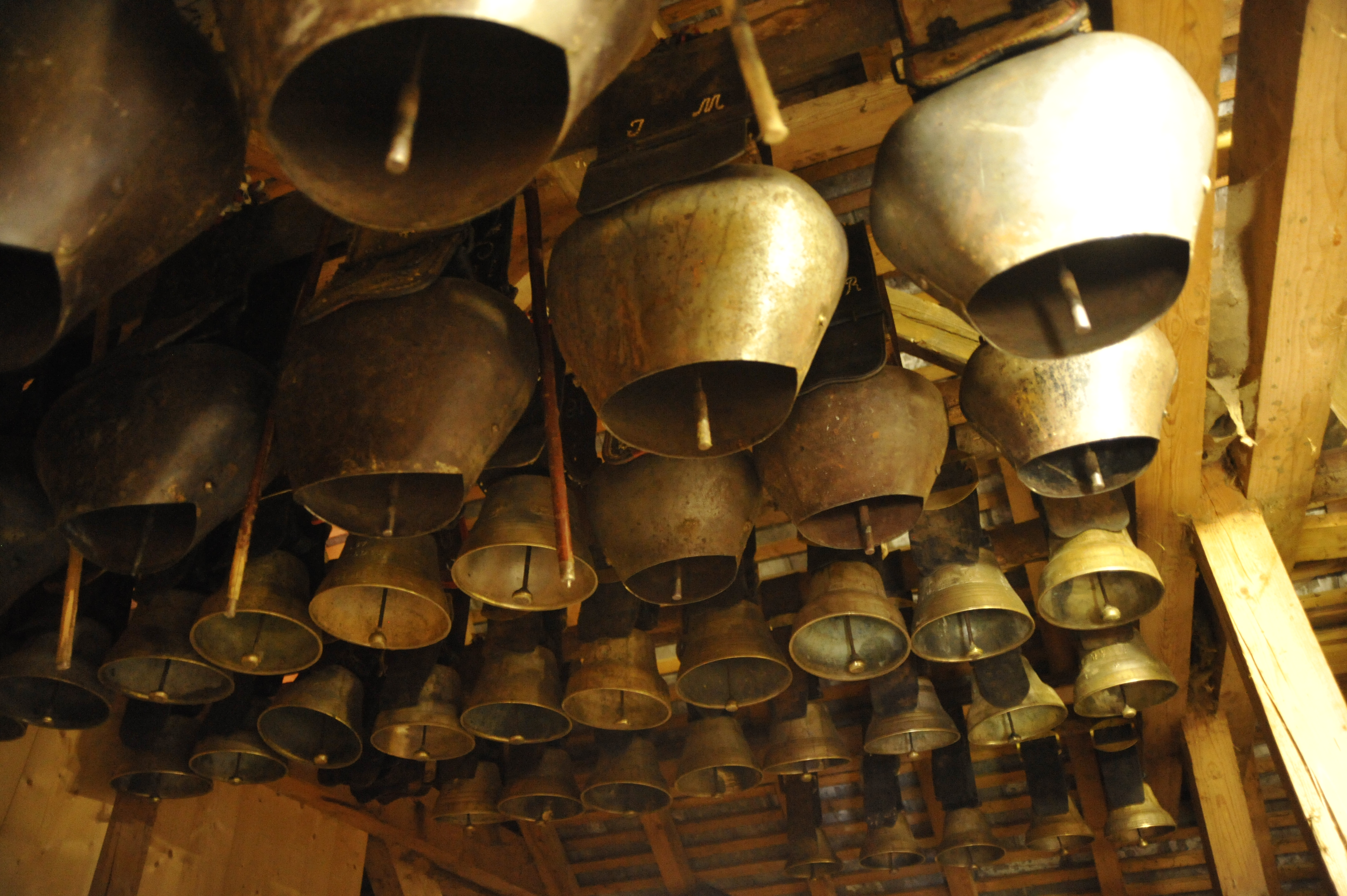
Sonnailles et clarines pour bovins.

Sur les territoires où les troupeaux d'élevage bovin, ovin ou caprin sont conduits dans des pâturages collectifs, les paysans attachent des clochettes au cou des bêtes. Ces cloches possèdent plusieurs utilités : identification des animaux appartenant à un troupeau particulier, localisation des bêtes, notamment en cas de brume, et cohésion du troupeau.
Il existe des concours de « musique pastorale » utilisant ce type de cloches.
Le terme sonnaille (Kuhglocken en allemand) s'applique aux cloches qui sont forgées ou formées à l'aide de plaques soudées. Ces cloches légères sont généralement fabriquées en tôle de fer rivetée, de forme trapézoïdale, cylindrique ou en forme de coupe.
Le terme clarine s'applique aux cloches de bovin en bronze ou laiton de fonderie qui sont plus lourdes.

## Symbolisme

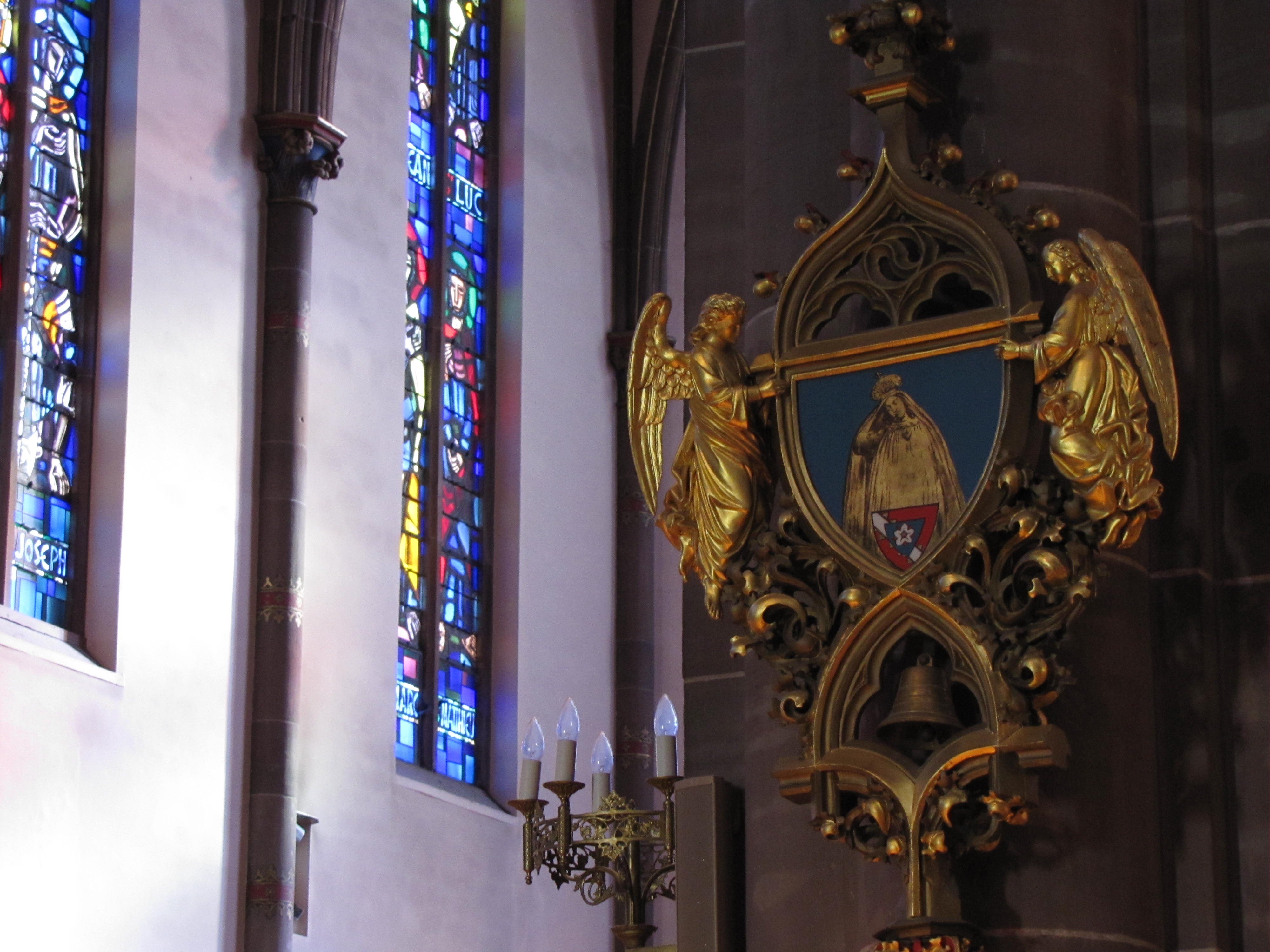
Tintinnabule de la basilique de Marienthal (Bas-Rhin).

- Le tintinnabule (ou tintinnabulum) est une clochette sur un support portatif et constitue, avec l'ombrellino, l'un des emblèmes distinctifs des basiliques chrétiennes catholiques.
- Le Rationale divinorum officiorum médiéval de l'évêque Guillaume V Durand (1230-1296) associe la dureté du métal de la cloche à la force du prêcheur. La percussion du battant rappelle que le prédicateur doit se frapper symboliquement lui-même pour se corriger. De plus le joug qui supporte l'instrument évoque la croix du Christ, tandis que la corde qui lui est attachée symbolise la juste compréhension des Écritures qui découle du mystère de la croix.
- Le Roi David sonnant les cloches (représentation du XIVe siècle) est l'une des représentations iconographiques du Moyen Âge les plus répandues. Cette scène est le symbole de l'ordre, de l'harmonie mais également des lois mathématiques.
- Les cloches de Pâques. Selon une tradition chrétienne en cours dans l'Occident catholique depuis le VIIe siècle, les cloches restent silencieuses en signe de deuil à partir du Jeudi Saint. On rapporte aux enfants qu'elles sont parties pour Rome pour se faire bénir et qu'elles reviennent le jour de Pâques en ramenant des œufs qu'elles sèment sur leur passage après la Semaine sainte. Cette tradition s'explique par le fait que pour marquer la passion et le deuil relatif à la mort du Christ, on s'abstient de sonner les cloches le Jeudi saint, le Vendredi et Samedi Saint. Des crécelles ou trétrèles sont alors utilisées dans les paroisses et dans les communautés religieuses tant catholiques qu'anglicanes. Ce n'est qu'au Gloria[48] de la Messe de la Vigile Pascale que les cloches résonnent à nouveau. La tradition d'offrir des œufs remonte à l'Antiquité. Déjà, les Égyptiens et les Romains offraient des œufs peints au printemps car ils étaient le symbole de la vie et de la renaissance. L'Église ayant instauré au IVe siècle l'interdiction de manger des œufs pendant le Carême et les poules continuant à pondre, les œufs étaient alors décorés puis offerts le jour de Pâques. L'œuf en tant que symbole de vie, de fécondité et de renouveau est à l'image d'une vie nouvelle. Il était tout désigné pour devenir l'un des symboles profanes de Pâques et exprimer le renouveau inauguré par la résurrection, saluée symboliquement par les sonneries de cloches. En Italie, en signe de deuil, on attache les cloches des églises pour éviter qu'elles ne sonnent à partir du Jeudi Saint. À Pâques, les cloches déliées de leurs liens peuvent à nouveau sonner. En Roumanie, la simandre remplace entre le jeudi Saint et le dimanche de Pâques, les cloches qu’il est interdit de sonner en signe de deuil.
- En Bucovine (Roumanie) et toujours la nuit de Pâques, les jeunes filles du village montent dans le clocher de l’église paroissiale pour laver le battant de la cloche (sa langue) avec de « l’eau non-commencée », c'est-à-dire de l'eau puisée à la fontaine par une personne qui ne parlera pas jusqu’à ce que cette eau soit utilisée pour laver le battant de la cloche. Par la suite, à l’aube du jour de Pâques, les jeunes filles se lavent elles-mêmes avec cette eau pour être belles toute l’année, symbole de jeunesse et de résurrection.
- L'attachement aux cloches comme élément identitaire, de l'esprit de clocher au sens premier, cristallise les deux dimensions de l'institution ecclésiale à la fois autorité spirituelle et autorité temporelle et sociale. Il s'est manifesté notamment lors des mouvements d'opposition aux réquisitions de cloche pendant la période révolutionnaire et sous le Premier Empire, comme en 1806 à Lageyrat (Haute-Vienne) ou encore lors des pillages de cloches lors de la Première et Deuxième guerre mondiale. Gabriel Le Bras (1891-1970) juriste, historien, sociologue et professeur d'université dit à cet effet : « le clocher est le symbole même de la paroisse et sa personnalité ».
- Le pouvoir des cloches. Selon une tradition occidentale, les sonneries de cloches auraient des vertus apotropaïques en éloignant la foudre et la grêle. Les agriculteurs utilisaient les sonneries de cloches afin d'éloigner les orages et briser les coups de grêle et donc protéger les hommes, les bêtes et les récoltes. Au XIXe siècle, en France, cette croyance perdure dans les milieux ruraux, malgré les efforts des élites rationalistes et les mandements des évêques[49]. La cloche porte encore le nom de « sauveterre » dans certaines régions, en référence à cet usage ancien. Un autre pouvoir des cloches était celui supposé de permettre la délivrance plus rapide des parturientes. Faire sonner les cloches faciliterait l'accouchement. Paul Sébillot (1843-1918), ancien président de la Société d'anthropologie, rapporte dans son ouvrage de 1908 : Le Paganisme contemporain chez les peuples celtolatins, l'habitude dans certaines régions de lier la ceinture de la femme enceinte à une cloche de l'église paroissiale et d'en sonner trois coups.

### Symbolisme de la cloche en Asie

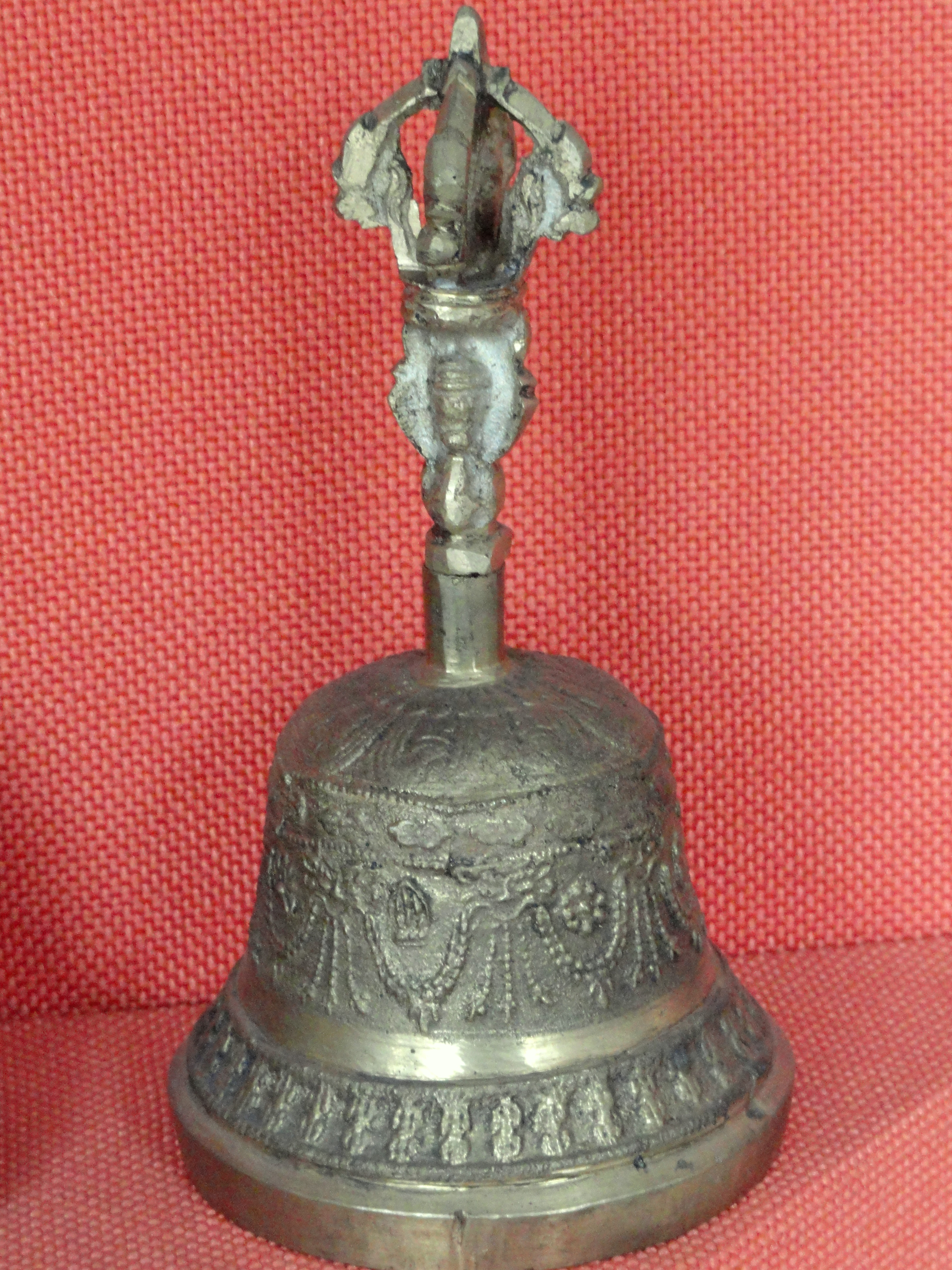
Cloche rituelle tibétaine.

Il est lié à la perception du son. En Inde elle symbolise l'ouïe et ce qu'elle perçoit, le son, reflet de la vibration primordiale. Les rituels du bouddhisme tibétain utilisent la cloche en même temps que le dordjé, le dordjé représentant le masculin, le chemin vers la connaissance, l'efficacité pour surmonter les obstacles et la cloche représentant le féminin, la connaissance et la vacuité. La réunion des deux symbolisant la complémentarité, l'interdépendance du masculin et du féminin et la réunion du temporel et du spirituel.
En Chine on associe le bruit de la cloche à celui du tonnerre et du tambour. La musique des cloches y est musique princière et symbole de l'harmonie universelle. Les clochettes suspendues au toit des pagodes sont chargées de répandre le son de la loi bouddhique. Le bruit des cloches a un pouvoir d'exorcisme et de purification : il éloigne les influences mauvaises ou avertit de leur approche. Un texte chinois rapporte que l'empereur Huangdi fit fondre douze cloches destinées à ces usages.
La plus grande cloche du monde était bouddhique et birmane : la cloche du roi Dhammazedi, seizième souverain du royaume d'Hanthawaddy, fondue le 5 février 1484, pesait vraisemblablement 300 tonnes selon les descriptions de l'époque. Elle fut volée en 1608 dans la pagode Shwedagon par l'aventurier Philippe de Brito, qui souhaitait la fondre pour en faire des canons. Elle coula en même temps que le bateau chargé de la transporter à la confluence des rivières Bago et Yangon. Un projet américain appuyé par le gouvernement birman est à l'étude pour la renflouer.
La plus grande cloche bouddhique actuelle est celle du temple de Hanshan à Suzhou, en Chine. La cloche, sur laquelle sont inscrits les noms de 10 000 bouddhas, pèse 109 tonnes et mesure 9 mètres de hauteur pour 6,06 mètres de largeur maximale. Elle a été fondue par Wuhan Heavy Industry casting & Forging, filiale des chantiers navals CSIC, en 2009-2010. Traditionnellement pour la fin de l'année lunaire on la sonne de 108 coups, ainsi qu'à minuit pour chaque nouvelle année civile, en signe de paix, de prospérité et de bonheur. Le chiffre 108 représentant les 108 épreuves qu’a subi le Bouddha pour atteindre l’illumination, les 108 noms du Bouddha, les 108 passions que doit surmonter le fidèle, les 108 écrits sacrés de Padmasambhava, les 108 mudras du Tantra, les 108 positions du Yoga, les 108 feux allumés pour le culte des morts au Japon, les 108 tombeaux extérieurs du mont Hiei près de Kyoto et les 108 grains du chapelet bouddhique. Dans l'hindouisme, il y a également 108 représentations de poses ou danses sacrées du Nastya Shastra, 108 Upanishads, 108 noms donnés à Vishnou dans le Mahabharata et 108 noms pour Shiva.

## Fabrication

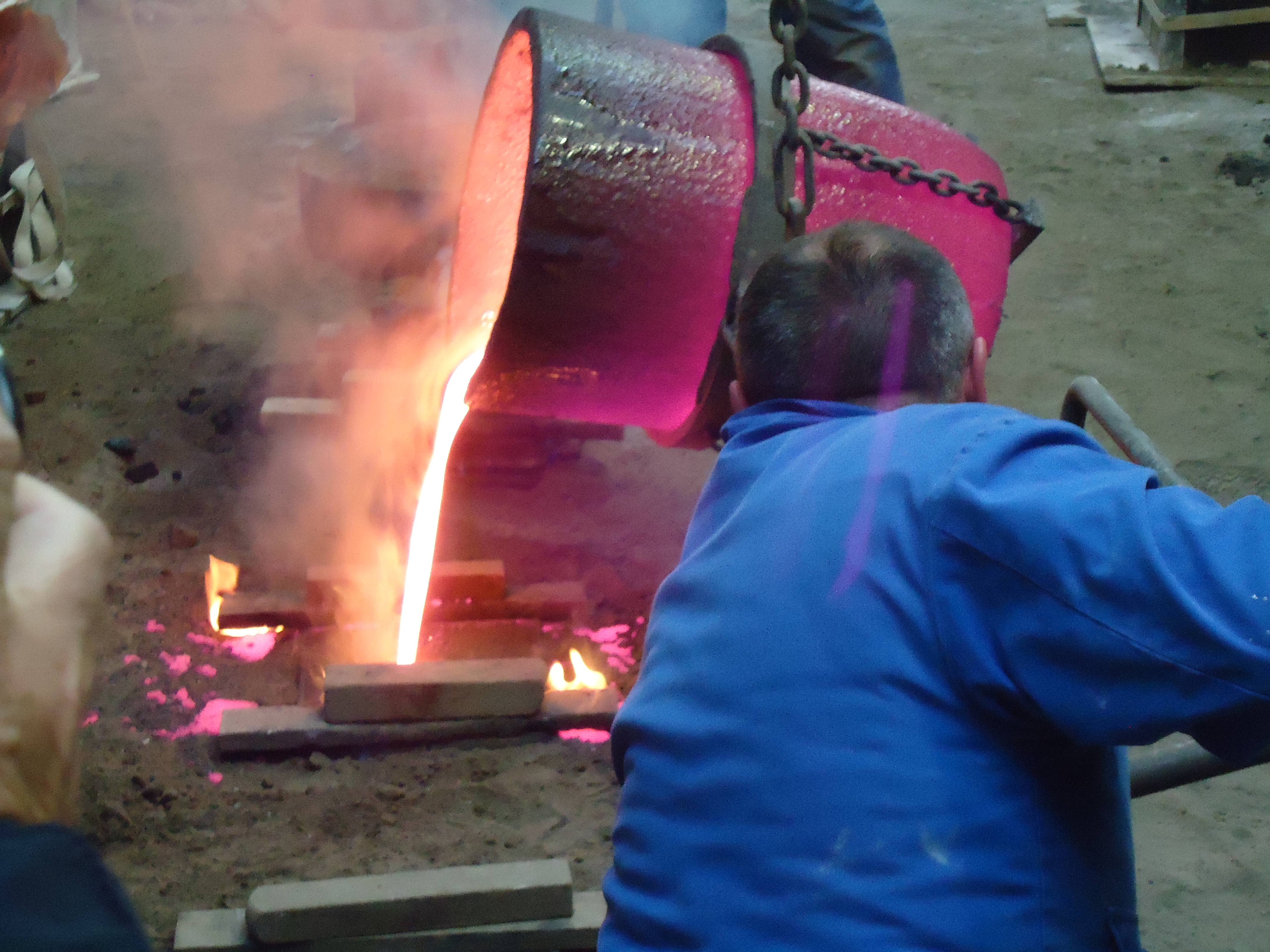
Coulée du métal dans les moules.

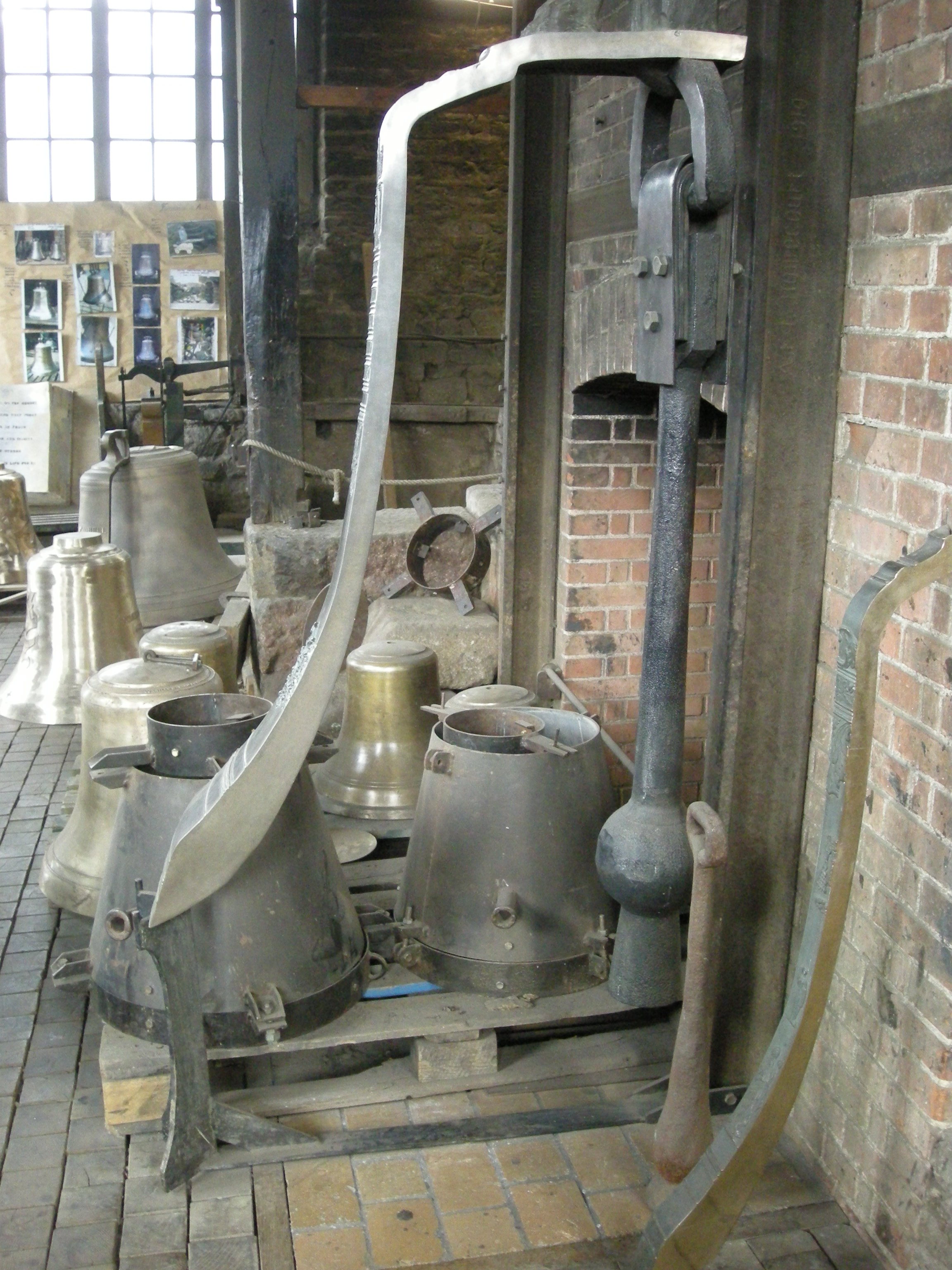
Une cloche en coupe.

La fonte d'une cloche se fait à partir d'un moule dans lequel on versera un alliage appelé « airain ». La composition du métal a peu varié depuis la création des premières cloches par les Chinois il y a près de 4 000 ans. En effet, il convient de trouver un alliage de différents métaux qui offre à la fois une résistance mécanique suffisante pour supporter la frappe répétitive du battant ou d’un marteau et une qualité musicale satisfaisante tant en matière de portée sonore qu’en matière de durée des vibrations. L'alliage traditionnellement utilisé en France pour la fonte de cloches et qui est appelé familièrement « potin » par les fondeurs, est une combinaison de cuivre et d’étain, deux matériaux qui sont plutôt mous pris séparément. La bonne proportion utilisée pour la fabrication de l’airain est de 78 % de cuivre et de 22 % d’étain. Sa température de coulée est de 1 180 °C. Le temps de solidification dans le moule est de l’ordre de cinq heures, afin d’obtenir une structure métallique particulière qui va donner à l’alliage sa rigidité, sa résistance mécanique, mais surtout ses propriétés acoustiques si remarquables. Cet alliage est de couleur jaune très pâle. Exposé à l’air extérieur et aux intempéries, il se recouvre progressivement d’une couche de patine dans les nuances « vert bronze ».
La composition peut varier notablement. Certaines cloches actuelles comportent également des traces d'antimoine (exemple des cloches de Friedrich Schilling de l'ancienne fonderie de Heidelberg en Allemagne). Pour les cloches anciennes, les analyses de métal montrent qu’il peut y avoir des écarts et aussi des traces d’autres métaux. Il n’était pas toujours facile d’obtenir des matières premières pures (présence de plomb ou de zinc notamment, mais aussi fer, arsenic, soufre…) surtout quand il y avait eu récupération de pièces métalliques diverses ou refonte de canons ; il y avait quelquefois des tentations pour introduire des matières moins onéreuses que le cuivre ou l’étain.
Il y eut aussi des tentatives pour réaliser des cloches avec d’autres types d’alliages ou d’autres matériaux. Vers 1919 un fondeur de cloches lorrain de Robécourt, Georges Farnier, tenta de modifier la composition initiale du bronze de coulée en y joignant une faible quantité d'aluminium. Malgré le résultat positif de l'expérience, il y renonça, tant il parut outrancier de dépasser la tradition.
On trouve encore en Allemagne et en France quelques cloches coulées en acier dont les premiers exemplaires ont été réalisés au milieu du XIXe siècle(cloches moulées de Jacob Mayer présentées à l'exposition universelle de Paris en 1855, Société Jacob Holtzer et compagnie des Aciéries d'Unieux entre 1857 et 1872). Exemple de la cloche en acier de l'église Sainte-Madeleine à Tournus, fondue par Jacob Holtzer en 1862. Elle a un diamètre de 108 cm (note la3). Ces cloches ont l’avantage d’être moins lourdes et moins coûteuses, mais leur qualité sonore est moindre et leur durée de vie est sans doute plus courte du fait du risque d’altération par la rouille. Elles doivent souvent être peintes du fait de la corrosion.
Après la Seconde Guerre mondiale, notamment en Allemagne, certaines matières premières comme l’étain ont manqué et des essais ont été faits avec d’autres métaux comme l’aluminium ou le manganèse mais la qualité s’en est ressentie. La présence d’argent pour rendre la cloche plus cristalline est toutefois une légende ; c’était une façon pour le fondeur de récupérer quelques objets de valeur pour sa rémunération personnelle. Néanmoins certaines cloches russes coulées par les fondeurs contiennent effectivement des traces d'argent.
En Allemagne, il existe aussi des petits carillons de cloches faites de porcelaine (région de Meissen, en particulier) ; la portée peut atteindre quelques centaines de mètres autour du clocher.
Pour les petites cloches, comme les clarines d’animaux, on peut trouver des alliages proches du laiton. En Inde, il a été fait parfois usage pour la fonte de clochettes rituelles d'un alliage composé de 8 métaux appelé "ashtadhatu" : or, argent, cuivre, zinc, plomb, étain, fer et mercure.

### Le processus de fabrication
Le moule lui-même comprend deux parties qui correspondent à la forme intérieure et extérieure de la future pièce.
La fabrication d'un noyau en briques réfractaires, sorte de cheminée à l'intérieur de laquelle on entretient un feu de charbon de bois (no 1), constitue la première étape. Ce noyau est recouvert de plusieurs couches de « terre » – en réalité un mélange d'argile, de crottin de cheval et de poils de chèvre (no 2) – lissées à l'aide d'un gabarit en laiton. Il existe deux formats de gabarits (no 2), l'un définissant la forme intérieure de la cloche, l'autre la forme extérieure (no 3). Malgré leur ressemblance, ils sont bien différents, ce que la coupe d'une cloche permet de visualiser ci-contre.
Une « fausse cloche », composée d'argile et de poils de chèvre, est construite à l'aide du gabarit extérieur. Une fois lissée avec du gras de bœuf, elle reçoit décors et inscriptions en cire, notamment son nom, la date et le nom du donateur. Ce travail très minutieux s'effectue élément par élément. Pour l'estampage des ornements, on utilisait autrefois des matrices en bois gravé (no 4), une technique qui imposait un dessin préalable au miroir. Désormais de nouveaux matériaux permettent de concevoir le décor à l'endroit et sont également plus souples.
La « fausse cloche » – préfiguration de la pièce finale – est à son tour recouverte de terre. En séchant, cet enduit constitue une sorte de carapace, que l'on appelle la chape. Au bout de quelques jours, lorsque les moules sont bien secs, on les ouvre pour libérer la « fausse cloche ».
On enterre alors le noyau, la chape et le moule de la couronne dans une fosse remplie d'une terre soigneusement damée. Le métal porté à une température de 1 180 °C dans un four y est déversé au moyen d'un canal en briques traversant la fosse. Les très grosses pièces, d'un poids supérieur à 500 kg, sont placées dans une fosse spéciale (no 6). Le lendemain on dégage la terre et quelques jours plus tard on casse le moule, manuellement, avec des sortes de marteaux, pour retirer la cloche définitive (no 8). Il reste à la nettoyer et à vérifier sa sonorité, que l'on rectifie au besoin en la polissant. On ajoute alors les accessoires de suspension et le battant.

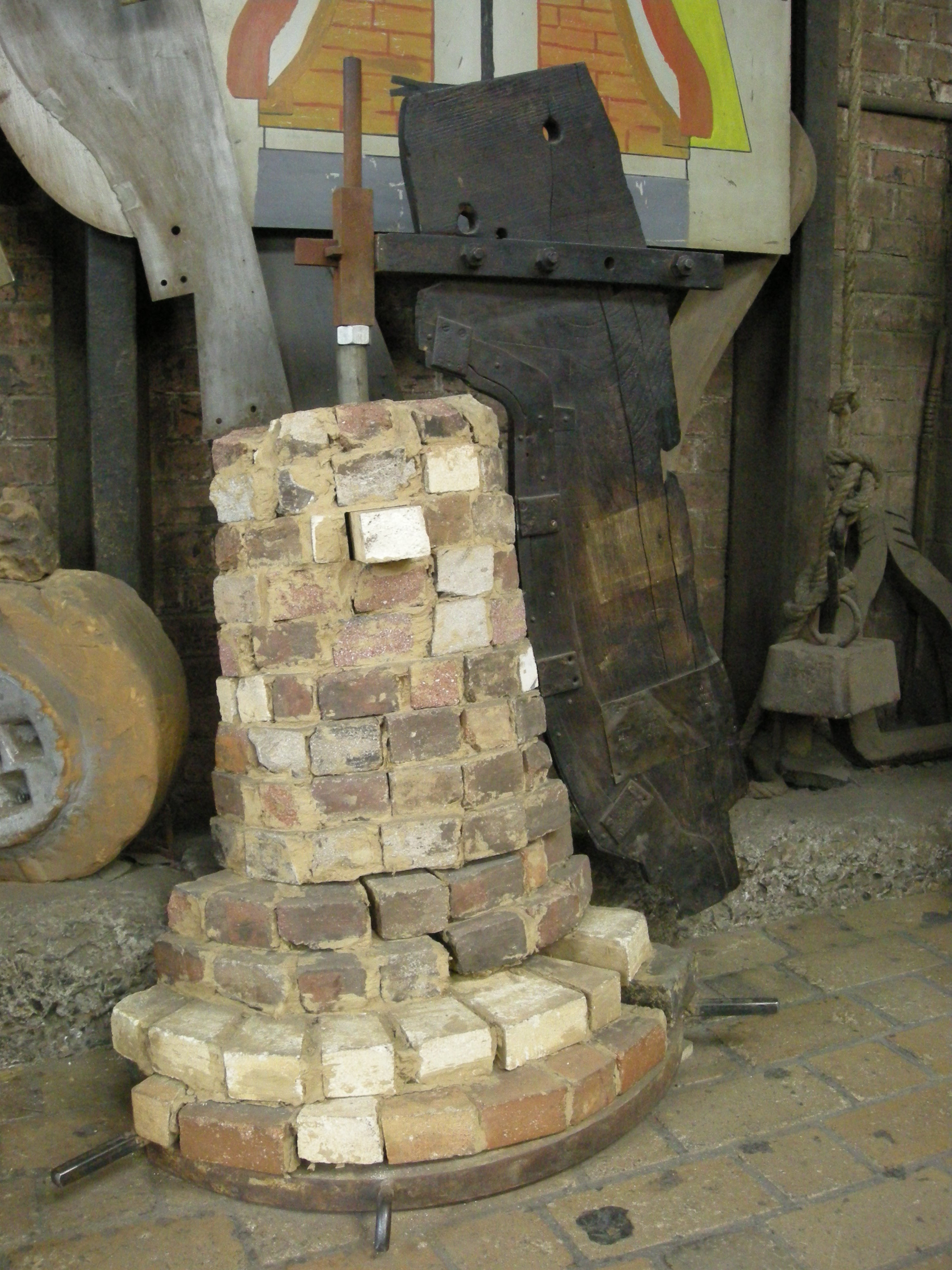
1) Noyau en briques réfractaires.
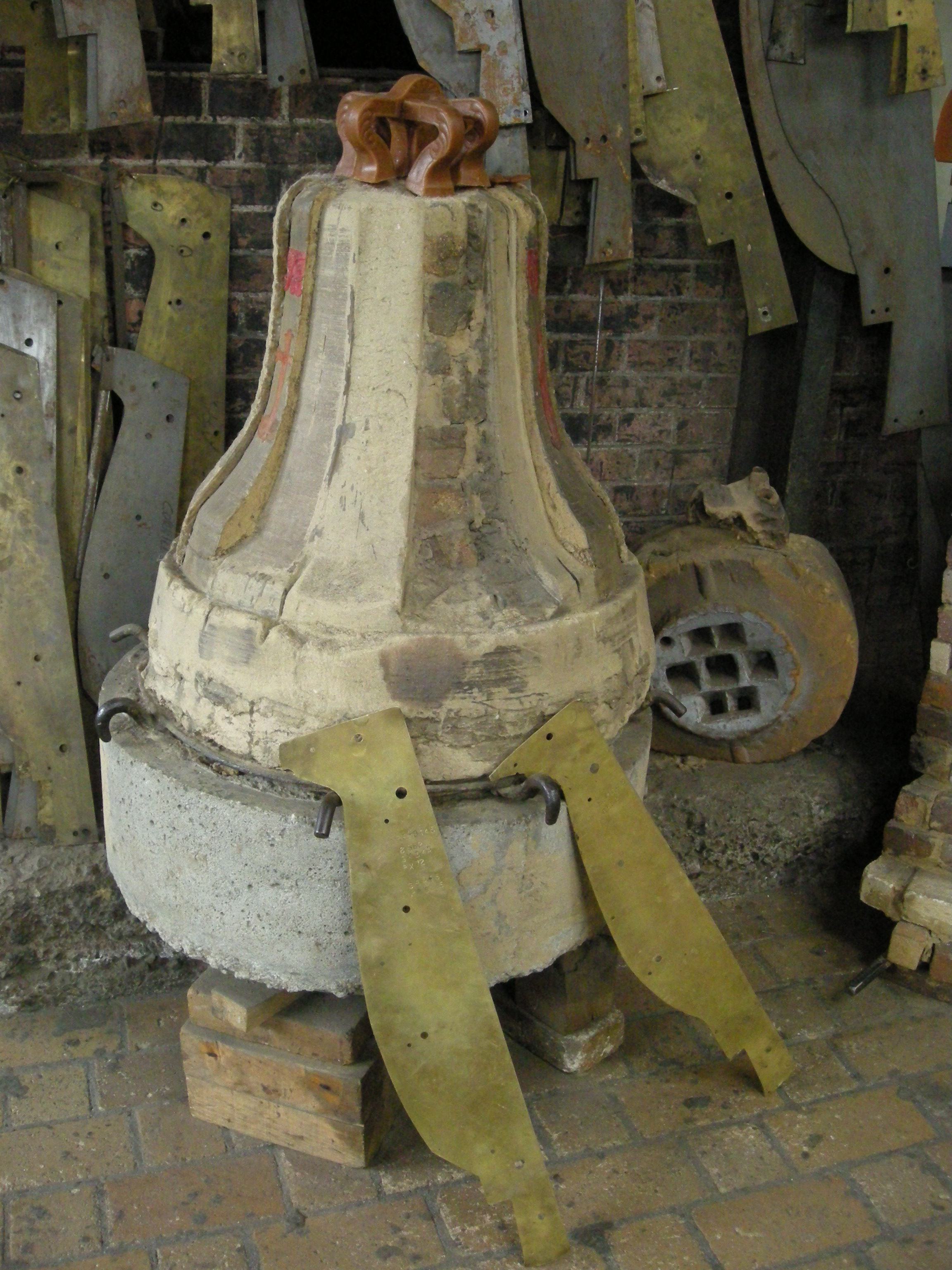
2) Enduit du noyau.
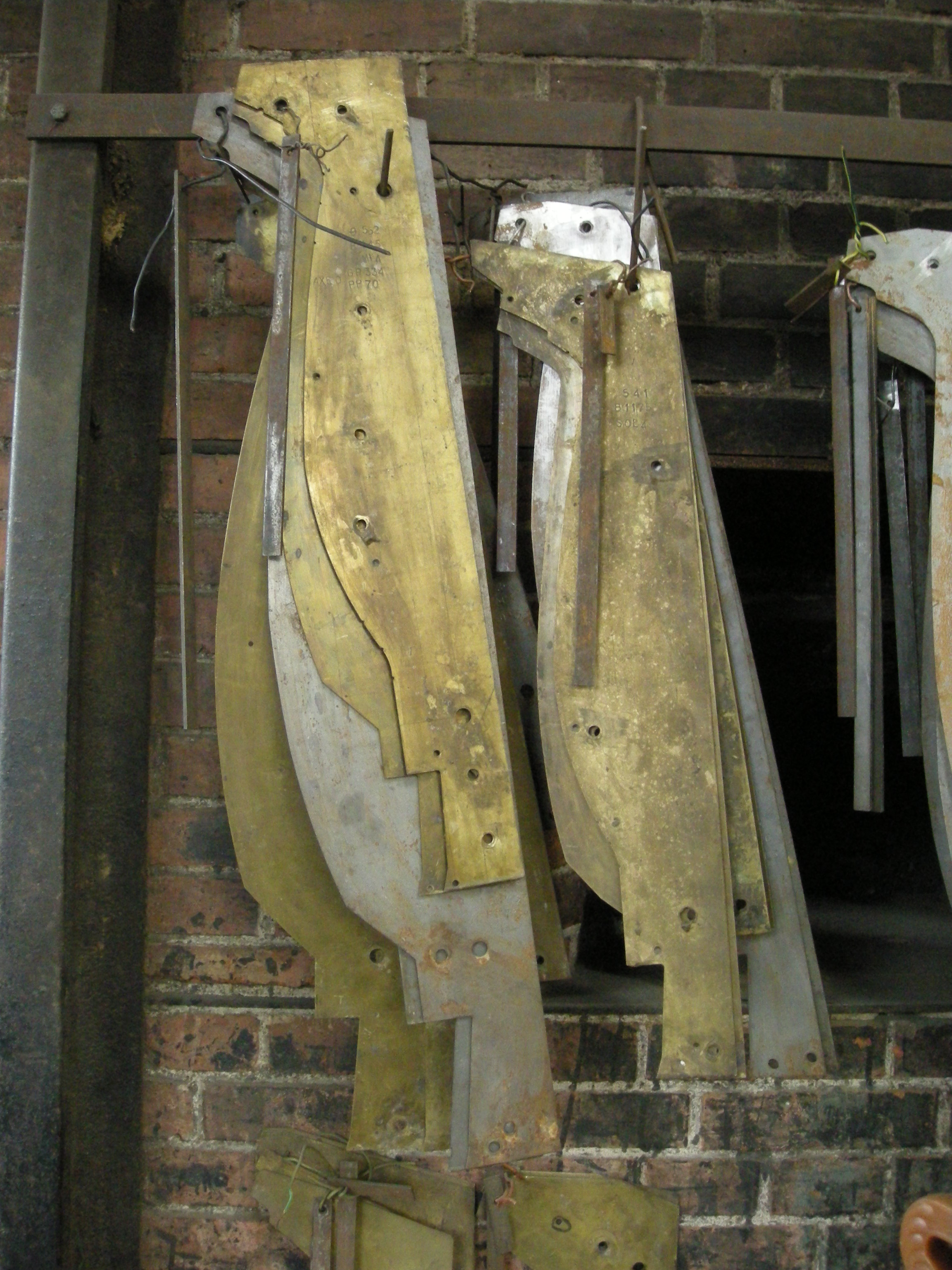
3) Gabarits intérieurs et extérieurs.
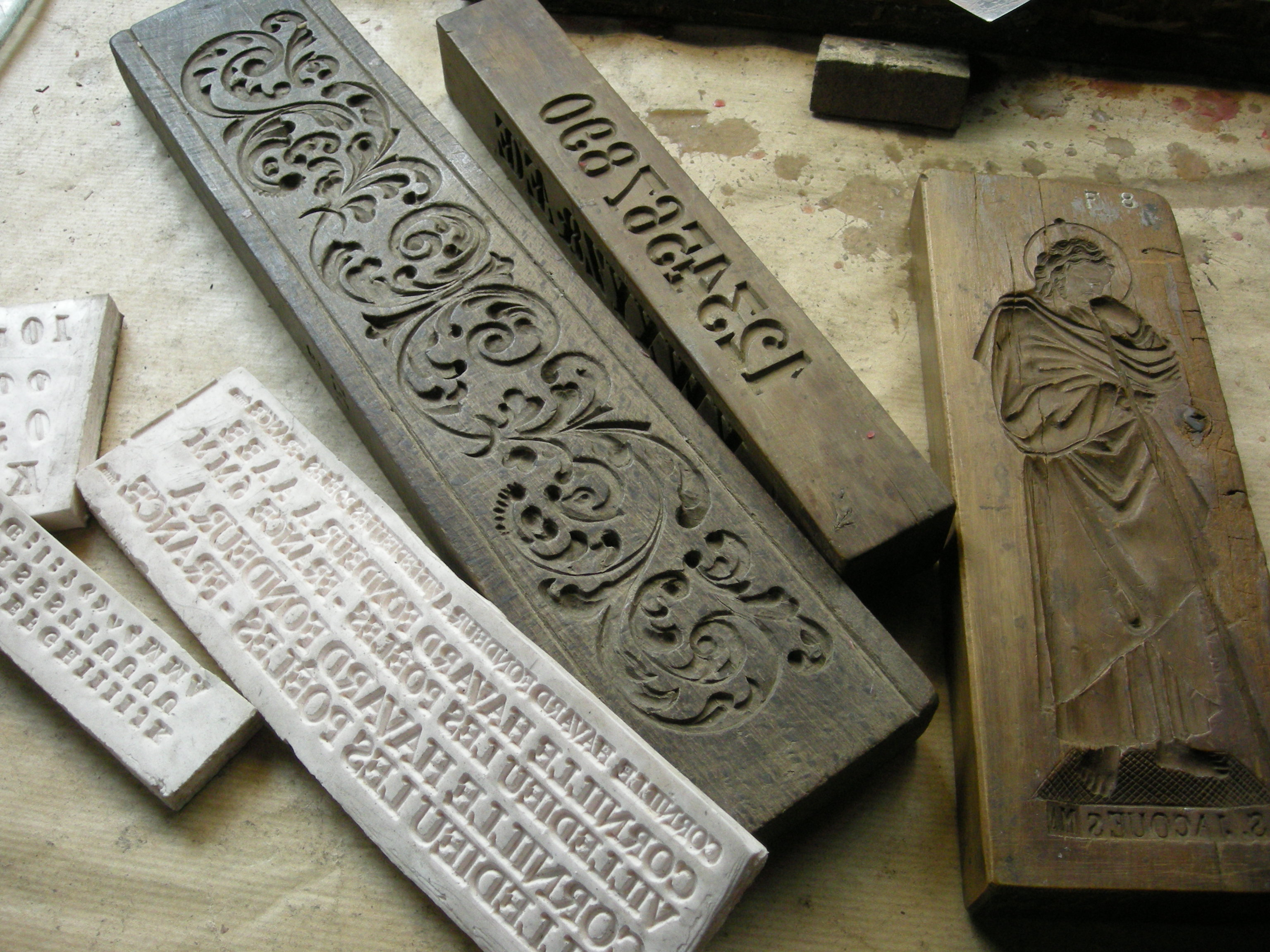
4) Matrices pour l'estampage des décors.
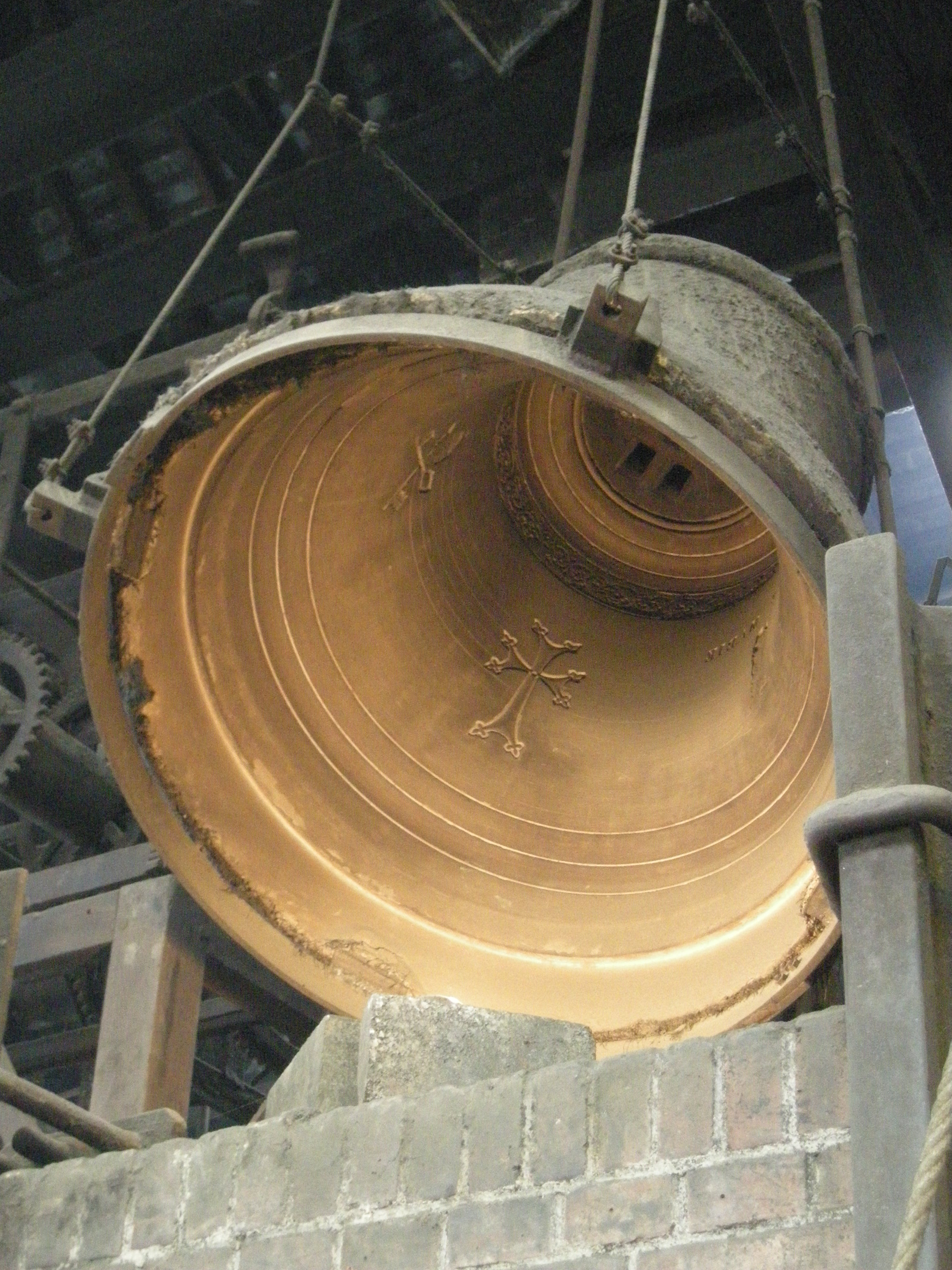
5) Décor en creux.
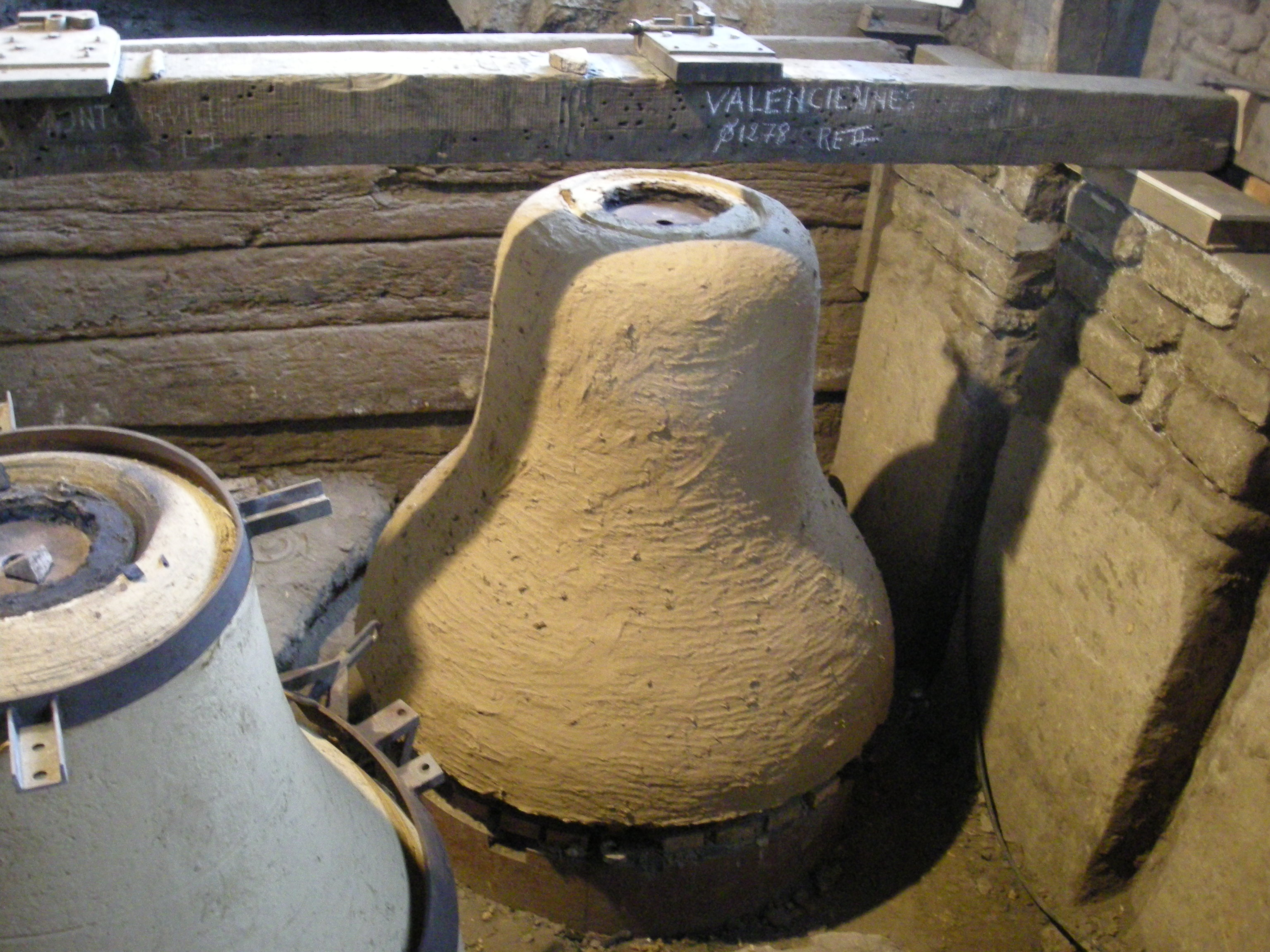
6) Fosse Diderot pour les grosses pièces.
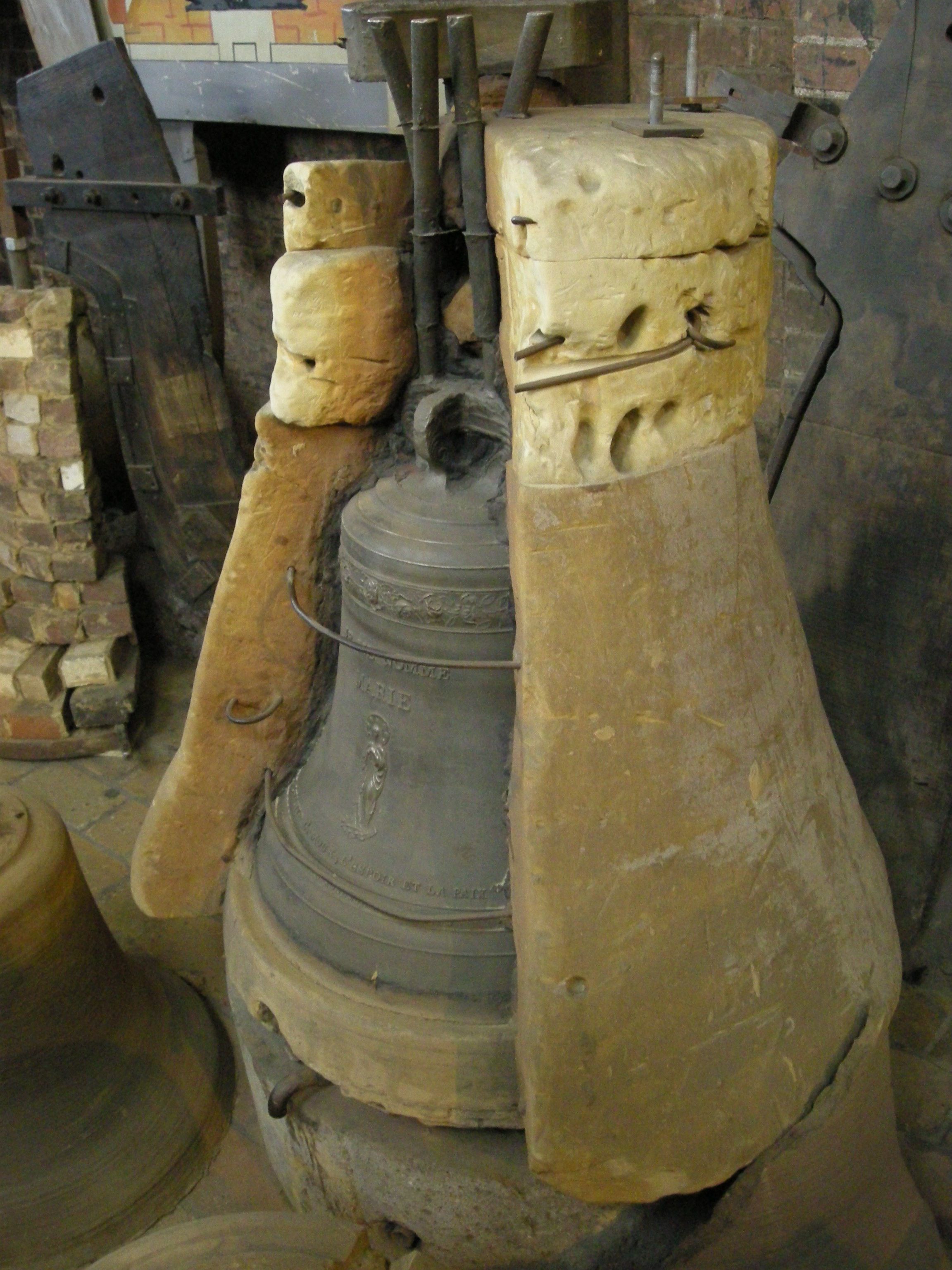
7) Chape externe.
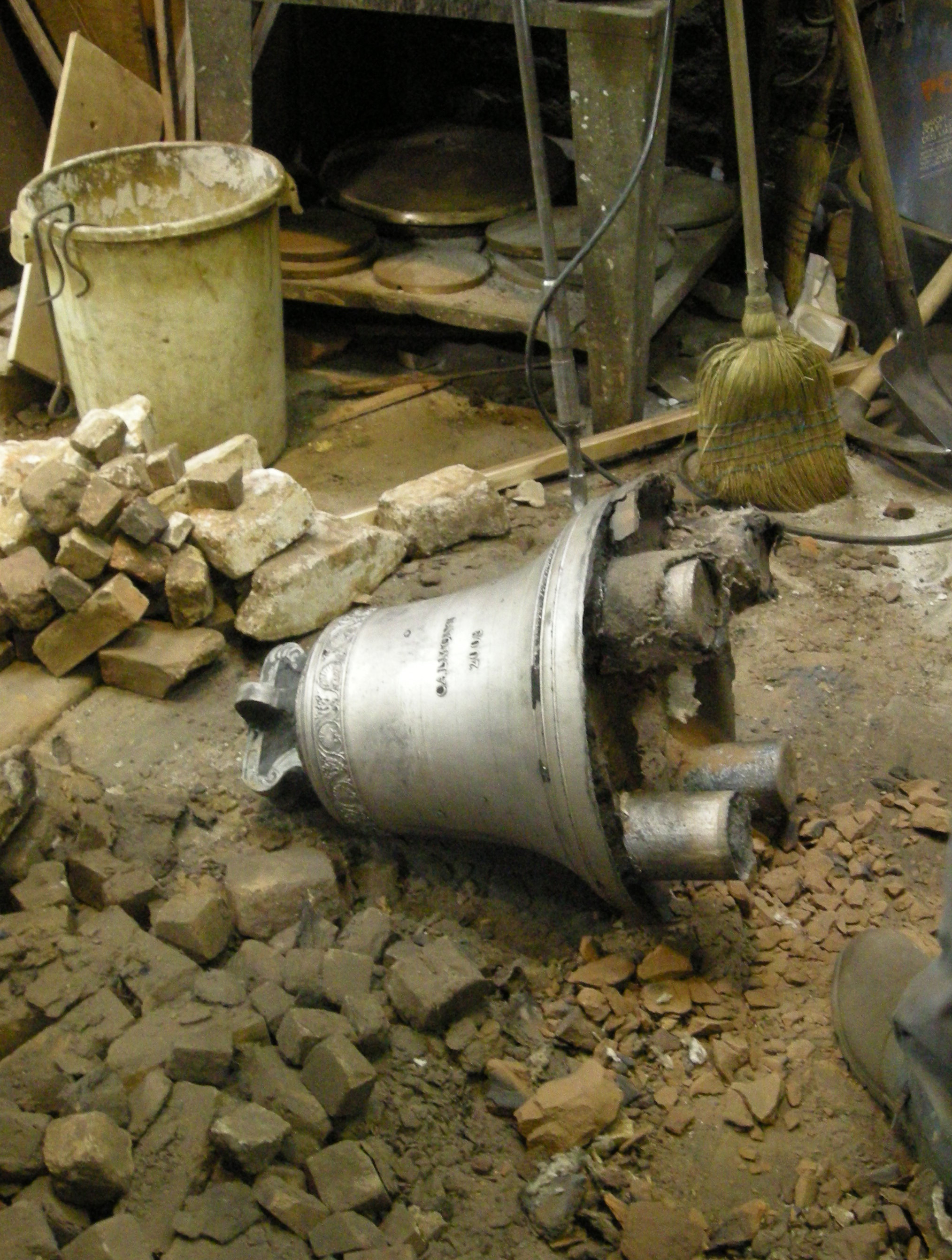
8) Démoulage manuel.

## Les cloches notables dans le monde et par pays

### Allemagne
- En Allemagne, la Sankt Peter Glocke de la cathédrale de Cologne date de 1923. Elle sonne en do 2. C'est la seule cloche au monde de cette taille en lancer franc. Sa masse est de 24 tonnes et son battant pèse 700 kg. Il s'est brisé lors de la célébration du 2 janvier 2011. La Sankt Peter Glocke remplace une cloche disparue en 1918 qui avait pour nom Kaiserglocke. Sa masse était de 26,5 tonnes. Elle sonnait en do  2[57].

### Birmanie
- la cloche de Mingun, en Birmanie. Coulée en 1790 à Mandalay, sa masse serait de 90 tonnes pour un diamètre de 5 mètres. Sans battant, elle est frappée à l'extérieur avec un heurtoir en teck.

### Canada
- la cloche de la chapelle de Beauport est la plus ancienne cloche du Canada. C'est une cloche historique du Québec qui a été fondue en France en 1666. Elle est conservée au Musée du Québec depuis 1946 ;
- Étienne de la cathédrale orthodoxe de la Transfiguration de Markham (Ontario) pèse 14 515 kg et sonne en ré 2. C'est la plus grosse cloche du Canada et a été coulée par la fonderie Paccard (France) en 1986. Aux côtés de ce bourdon se trouvent deux autres cloches d'importance : Anne qui pèse 10 tonnes et sonne en fa 2 et Daniel qui pèse 6 tonnes et sonne en la 2 ;
- la Jean-Baptiste ou Gros Bourdon, qui sonne le fa 2, est la seconde plus grosse cloche du Canada et la première du Québec. Son poids est de 11 263 kg. Elle fut placée en 1843 dans la tour Ouest nommée « Persévérance » de la basilique Notre-Dame de Montréal. Elle se fendit six mois après sa première mise en branle mais fut remplacée six mois plus tard par une autre de même dimension. Il fallait à l'époque 12 hommes pour la mettre en mouvement. Par la suite elle fut actionnée électriquement et sonne actuellement seulement pour des occasions spéciales ;
- le bourdon de la cathédrale de Trois-Rivières, qui sonne le fa 2, pèse 7 423 kg. Il a été coulé par la fonderie Paccard (France) en 1912 ;
- la Grande Marie, de la basilique Notre-Dame de Montréal pèse 7 tonnes. Elle a été coulée en 1843 et refondue en 1844 ;

### Corée
- En Corée, la Cloche du Roi Seongdeok coulée en 771 est la plus grande cloche coréenne conservée à ce jour. Elle mesure 3,75 m de haut, 2,27 m de diamètre. Son poids (pesée de 1997) est de 18,9 tonnes ;

### Espagne
- La petite cloche de l'abbé Sansón du Musée de Cordoue, en Espagne, l'une des plus anciennes de l'Europe, porte une inscription de l'année 955 ou 925
- la  Saint- Eugène ou campana Gorda est le bourdon de la cathédrale de Tolède. Cette cloche a été coulée en 1753 par Gargollo Alejandro, fondeur venu d'Arnuero, Siete Villas, Cantabrie (Santander), mais s'est aussitôt fêlée. Elle pèse 17 500 kg (supposés), pour une hauteur de 2,29 m et d'un diamètre de 2,93 m. Sa circonférence est de 9,17 m ;
- María de la cathédrale de Pampelone est l'une des plus grandes cloches d'Espagne. Elle a été coulée en 1584 par Pierre de Villanueva. Elle mesure 2,50 m de diamètre, 2,25 m de hauteur. Son poids est estimé entre 10 000 kg et 12 000 kg. Sur son périmètre de 8 m figure l'inscription « Petrus de Villanueva me fecit Anno dei 1584 die 15 septembris » ;
- Berenguela est une cloche sonnant les heures de la tour de l'horloge de la cathédrale de Saint-Jacques-de-Compostelle. L'originale pesant 9 200 kg s'est fêlée et a été déposée dans le cloître de la cathédrale. Elle a été remplacée par une copie coulée par la fonderie Eijsbouts d'Asten (Pays-Bas) ;
- Le Micalet de la cathédrale Sainte Marie de Valence , sonne les heures et pèse 7 514 kg pour un diamètre de 2,35 m et une hauteur de 2,03 m , fondu en 1539 par Trillès Louis
- Eulalie, Alfonsa, Marie-Mercedes, bourdon des heures de la cathédrale de la Sainte Croix et Sainte Eulalie de Barcelone (Catalogne) pèse 7 230 kg pour un diamètre de 2,32 m et une hauteur de 1,60 m , fondue en 1865 par Calberto Francesc

### France

#### Cloches notables

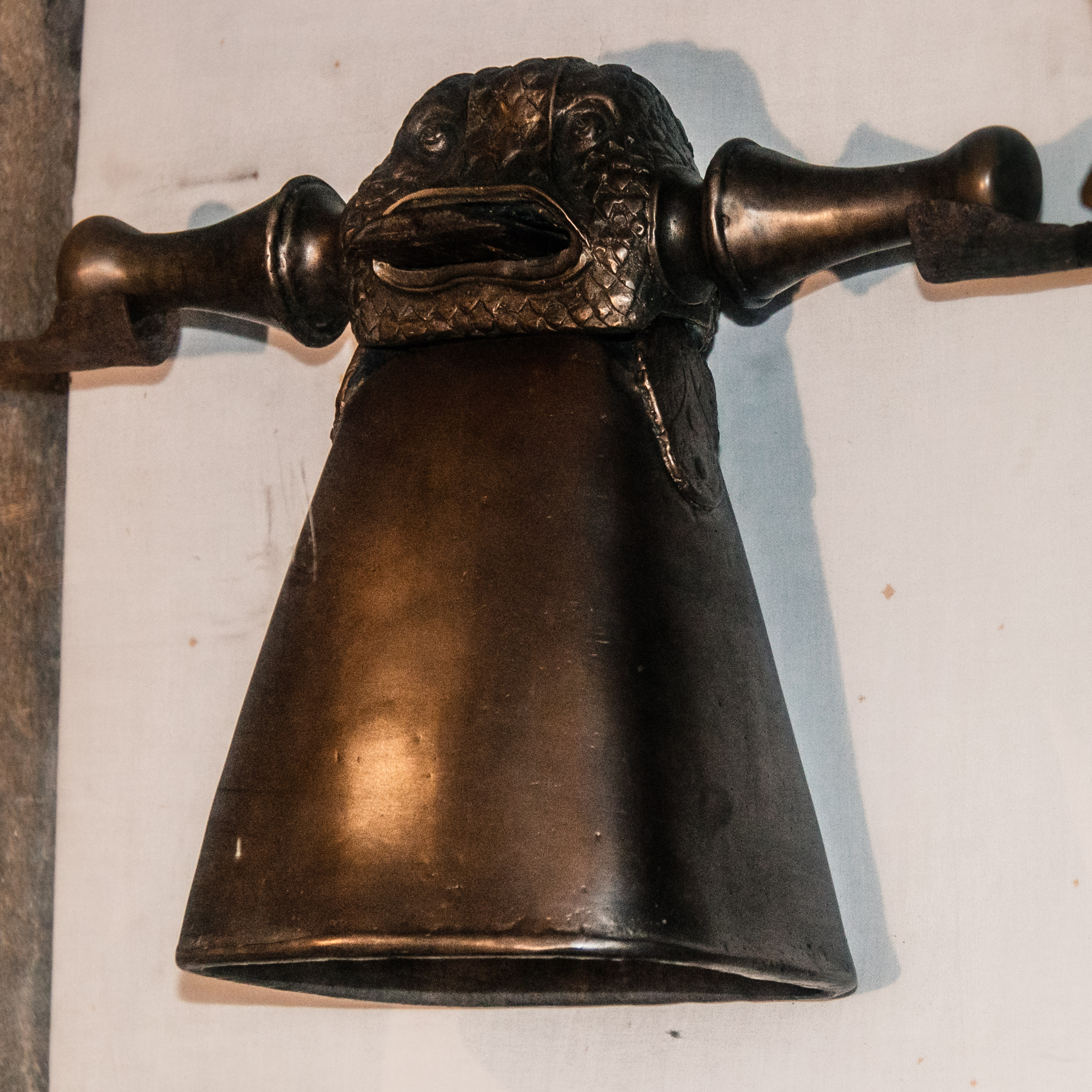
Réplique de la cloche celtique de Pol de Léon. Son origine remonte peut-être au VIe siècle, ce qui ferait d'elle l'une des plus vieilles cloches de France.

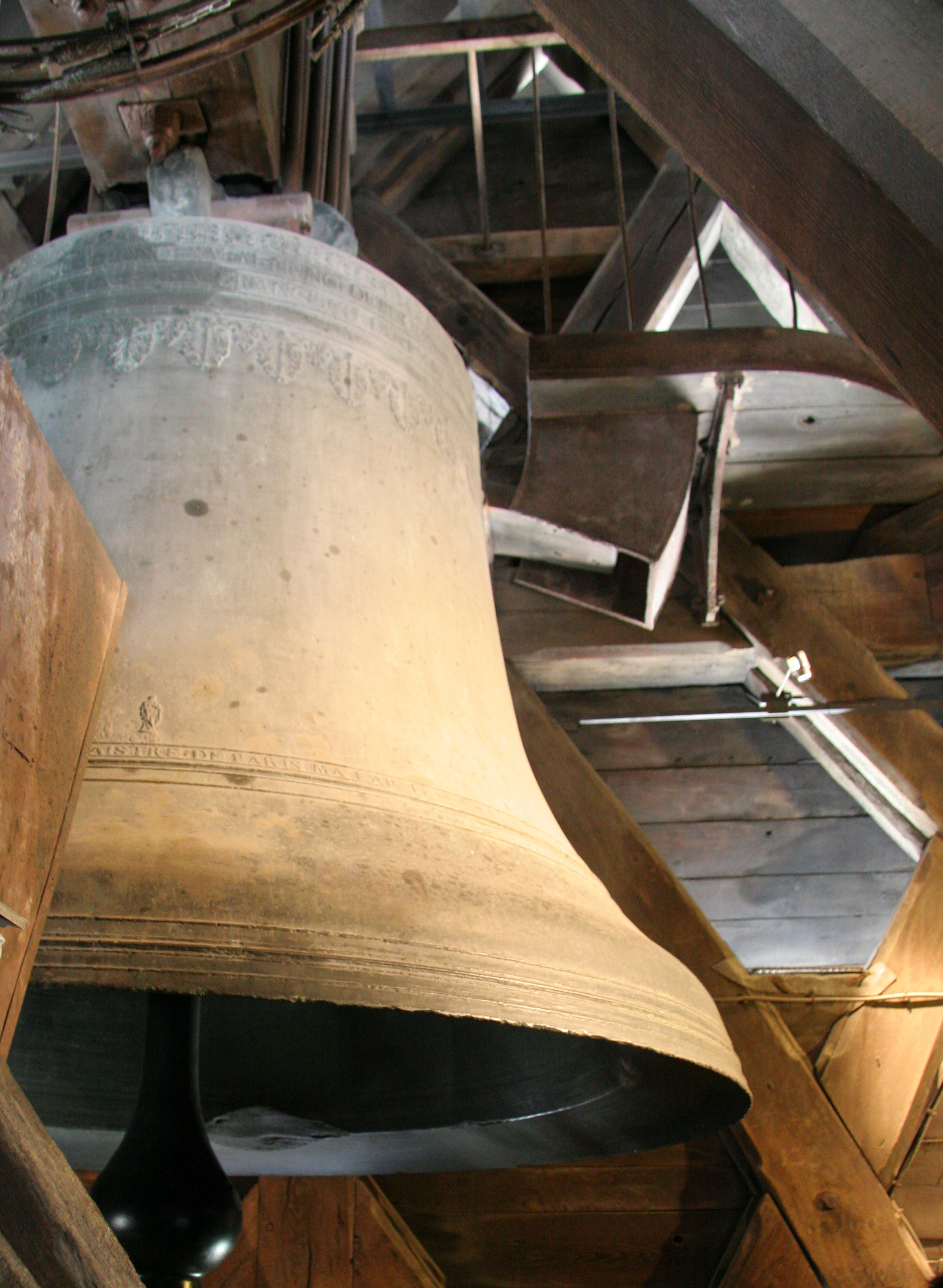
Emmanuel, le bourdon de Notre-Dame de Paris.

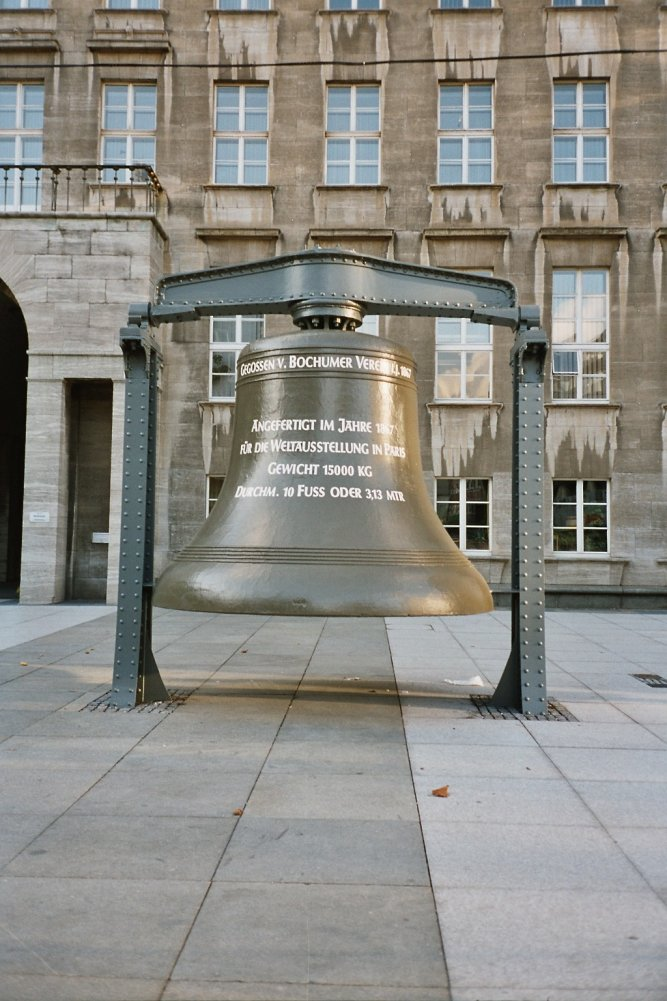
Cloche en acier de 15 tonnes de l'exposition universelle de Paris de 1867.

En France, environ 5000 cloches sont classées comme Monuments Historiques, et leur durée de vie moyenne est de trois à quatre siècles. Il existe une soixantaine de carillons parmi les 600 répertoriés dans le monde, un carillon étant un instrument comprenant au moins 23 cloches. Le Nord-Pas-de-Calais héberge le plus grand nombre de carillons de France, avec près d'un tiers de ceux-ci se trouvant dans le Nord. De plus, le département du Pas-de-Calais détient le record du plus grand nombre de cloches classées comme Monuments Historiques.
La cloche dite « de Saint-Ronan », conservée dans le trésor de l'église de Locronan, datée du VIe au VIIIe siècle, et la cloche « de Saint-Pol » de la cathédrale de Saint-Pol-de-Léon dont l'origine remonte peut-être au VIe siècle, sont parmi les plus anciennes de France.
Il existe encore plusieurs cloches d'églises antérieures à l'an 1300 : Puy (fin du XIIe siècle), Fontenailles (1239), Armand (Puy-de-Dôme), Le Moutier-d'Ahun (Creuse), Marines (Val d'Oise), Gros-Horloge de Rouen (Seine-Maritime), Saccourvielle (Haute-Garonne), Le Tech (Pyrénées-Orientales), La Villedieu (Dordogne) et surtout les deux cloches de l'église Saint-Georges de Haguenau (Bas-Rhin), l'un des plus anciens duos conservés en Europe.
La cloche la plus grosse de France mesure 3,06 mètres de hauteur, 9,60 mètres de circonférence et pèse plus de 18 tonnes (do  2). Surnommée "la Savoyarde" et de son vrai nom "Françoise-Marie du Sacré-Cœur", elle se trouve au Sacré-Cœur à Paris.
Les plus grosses cloches de France :
| Nom                                  | Lieu                                                  | Masse (en kg) | Note  | Année | Fondeur ou Fonderie                                                        |
| ------------------------------------ | ----------------------------------------------------- | ------------- | ----- | ----- | -------------------------------------------------------------------------- |
| La Savoyarde                         | Basilique du Sacré-Cœur de Montmartre                 | 18 835        | do 2  | 1891  | Paccard (Sevrier)                                                          |
| Emmanuel                             | Cathédrale Notre-Dame de Paris                        | 13 270        | fa 2  | 1685  | Florentin le Gay                                                           |
| Charlotte                            | Cathédrale Notre-Dame de Reims                        | 10 640        | fa 2  | 1570  | Pierre Deschamps                                                           |
| La Savinienne                        | Cathédrale Saint-Étienne de Sens                      | 9 620         | mi 2  | 1560  | Mongin Viard                                                               |
| Jeanne d'Arc                         | Cathédrale Notre-Dame de Rouen                        | 9 500         | fa 2  | 1959  | Paccard (Sevrier)                                                          |
| Cloche du Saint-Esprit (Totenglocke) | Cathédrale Notre-Dame de Strasbourg                   | 8 811         | la 2  | 1427  | Hans Gremp (Strasbourg)                                                    |
| Thérèse Protectrice des Peuples      | Basilique Sainte-Thérèse de Lisieux                   | 8 800         | fa 2  | 1948  | Paccard (Sevrier)                                                          |
| Ferdinand-André                      | Tour Pey-Berland (Cathédrale Saint-André de Bordeaux) | 8 350         | fa 2  | 1869  | Bollée (Le Mans)                                                           |
| Marie-Joséphine                      | Basilique Notre-Dame-de-la-Garde de Marseille         | 8 234         | ré 2  | 1845  | Gédéon Morel (Lyon)                                                        |
| La Mutte                             | Cathédrale Saint-Étienne de Metz                      | 8 000         | fa 2  | 1605  | Jean Dubois (dit Mable), Melchior Sonnois, Nicolas Hutinet et Jean Voitier |
| Sauveterre                           | Collégiale Notre-Dame de Montbrison                   | 8 000         | do 3  | 1502  |                                                                            |
| Charles-Marie                        | Église Sainte-Croix de Nantes                         | 8 000         | fa 2  | 1841  | Bollée (Le Mans)                                                           |
| Godefroy                             | Cathédrale Saint-Pierre de Rennes                     | 7 938         | fa 2  | 1867  | Bollée (Le Mans)                                                           |
| Louise-Armand                        | Beffroi de la grosse cloche de Bordeaux               | 7 800         | fa 2  | 1775  | Turmeau (Bordeaux)                                                         |
| Anne-Marie ou Grosse cloche          | Primatiale Saint-Jean de Lyon                         | 7 700         | la 2  | 1622  | Pierre Recordon                                                            |
| La Potentienne                       | Cathédrale Saint-Étienne de Sens                      | 7680          | fa 2  | 1560  | Mongin Viard                                                               |
| Marie                                | Cathédrale Notre-Dame de Reims                        | 7 413         | sol 2 | 1894  | Bollée (Le Mans)                                                           |
| Marie-Alphonse                       | Cathédrale Saint-Bénigne de Dijon                     | 6 800         | fa 2  | 1862  | Gédéon Morel (Lyon)                                                        |
| Bourdon                              | Cathédrale Sainte-Marie d'Auch                        | 6 750         | mi 2  | 1853  | Gédéon Morel (Lyon)                                                        |
| Aubert                               | Basilique Saint-Gervais d'Avranches                   | 6 454         | sol 2 | 1899  | Bollée (Le Mans)                                                           |
| Saint-Étienne                        | Église Saint-Étienne de Mulhouse                      | 6 334         | sol 2 | 2011  | Cornille-Havard (Villedieu-les-Poêles)                                     |
| Maria de Domnis                      | Cathédrale Notre-Dame des Doms d'Avignon              | 6 301         | fa 2  | 1848  | Pierre Pierron (Avignon)                                                   |
| La Salésienne                        | Église Notre-Dame-de-Liesse d'Annecy                  | 6 200         | sol 2 | 1878  | Paccard (Sevrier)                                                          |
| Sainte Marie                         | Cathédrale Notre-Dame de Chartres                     | 6 200         | fa 2  | 1840  | Cuviller Frères (Carrépuis)                                                |
| Charles                              | Basilique Saint-Vincent de Metz                       | 6 120         | sol 2 | 1901  | Bour & Guenser                                                             |
| Thérèse                              | Église Saint-Sulpice de Paris                         | 6 100         | fa 2  | 1824  | Osmond-Dubois (Paris)                                                      |
| Gros Guillaume (Guillaume-Étienne)   | Cathédrale Saint-Étienne de Bourges                   | 6 080         | fa 2  | 1842  | Paccard (Sevrier)                                                          |
| Marie                                | Cathédrale Notre-Dame de Paris                        | 6 023         | sol 2 | 2012  | Royal Eijsbouts (Asten)                                                    |
| Gros Léon                            | Basilique Notre-Dame de Bonsecours                    | 6 000         | la 2  | 1892  | Drouot (Douai)                                                             |
| Joséphine                            | Basilique Saint-Régis de Lalouvesc                    | 6 000         | sol 2 | 1890  | Gulliet (Lyon)                                                             |
| Bourdon                              | Cathédrale Sainte-Marie-Majeure de Marseille          | 6 000         | la 2  | 1901  | Burdin-Ainé (Lyon)                                                         |
| Marguerite-Marie                     | Basilique du Sacré-Cœur de Nancy                      | 6 000         | sol 2 | 1805  | Jules Robert (Nancy)                                                       |
| Jeanne d'Arc                         | Cathédrale Sainte-Croix d'Orléans                     | 6 000         | sol 2 | 2012  | Paccard (Sevrier)                                                          |
| Cécile                               | Église Saint-Jacques de Pau                           | 6 000         | si 2  | 1880  | Bollée (Le Mans)                                                           |
| Sacré-Cœur de Jésus                  | Abbatiale Saint-Nabor de Saint-Avold                  | 6 000         | sol 2 | 1920  | Paccard (Sevrier)                                                          |

Nota : à titre de comparaison, la plus grosse cloche du monde se trouve en Russie. Il s'agit de la Tsar Kolokol d'un diamètre phénoménal de 6,6 m pour 6,24 m de hauteur et 200 tonnes. La cloche est actuellement la plus grande cloche au monde et a été fondue par les maîtres Ivan Motorin et son fils Mikhail (1733–1735)… Elle n'a cependant jamais fonctionné.
Les cloches disparues célèbres de France :
| Nom                         | Lieu                                              | Masse (en kg) | Note (diapason de l'époque) | Année        | Disparue       |
| --------------------------- | ------------------------------------------------- | ------------- | --------------------------- | ------------ | -------------- |
| Saint-Laurent + sonnerie    | Église Saint-Laurent de Wintzenheim               | 2 150         | do 2                        | 1919         | 1943           |
| Maria Regina                | Cathédrale Notre-Dame de Strasbourg               | 20 560        | ré 2                        | 1519         | 1521           |
| Georges d'Amboise           | Cathédrale Notre-Dame de Rouen                    | 18 000        | ré 2                        |              |                |
| Jeanne d'Arc                | Cathédrale Notre-Dame de Rouen                    | 16 000        | ré 2                        | 1914         | 1944           |
| Bourdon (et carillon)       | Abbaye Saint-Winoc de Bergues                     | 8 500         | mi 2                        | 1700         | 1791           |
| Messglocke                  | Cathédrale Notre-Dame de Strasbourg               | 2 151         | mi 2                        | 1643         |                |
| Gros Bourdon                | Cathédrale de Chartres                            | 15 000        | mi 2                        | 1789         | 1793           |
| La Rigaud                   | Cathédrale Notre-Dame de Rouen                    |               | fa 2                        | vers 1260    |                |
| grosse cloche               | Basilique Saint-Epvre de Nancy                    |               | fa 2                        | XVIe         | 1747           |
| ancienne sonnerie           | Église Saint-Nicolas de L'Hôpital                 |               | fa 2                        | 1882 et 1922 | 1917 puis 1943 |
| Bourdon                     | Cathédrale de Chartres                            | 10 000        | fa 2                        |              | 1793           |
| Cardailhac                  | Cathédrale de Toulouse                            | 13 000        | fa 2                        | 1387 et 1531 | 1794           |
| La Non-Pareille             | Cathédrale de Mende                               | 13 000        | fa 2                        | 1516         | 1580           |
| Marie                       | Cathédrale Notre-Dame de Paris                    | 8 000         | sol 2                       | 1472         |                |
| Bancloche                   | Cathédrale de Toul                                |               | sol 2                       | 1396         |                |
| ancienne cloche             | Église Saint-Étienne d'Écuelle                    |               | sol 2                       | 1412         | 1914           |
| Marie-Firmine               | Beffroi d'Amiens                                  | 11 000        | sol 2                       | 1748         | 1940           |
| Bourdon (et carillon)       | Église Saint-Martin de Bergues                    | 4 000         | sol 2                       | 1618         | 1793           |
| Gabrielle                   | Église Notre-Dame de Fives                        | 2 100         | la 2                        | 1997         | 2010           |
| Petit Bourdon (et carillon) | Abbatiale Saint-Nabor de Saint-Avold              | 2 100         | si 2                        | 1920         | 1944           |
| Marie                       | timbre de l'horloge de Verdun                     |               | si 2                        | 1301         | 1944           |
| ancienne cloche             | Basilique Saint-Epvre de Nancy                    |               | do 3                        | 1576         | 1867           |
| Augustine                   | Couvent des Augustins puis Cathédrale de Toulouse | 2 914 livres  |                             | vers 1551    | 1876           |

#### Conservation du patrimoine campanaire en France et en Belgique

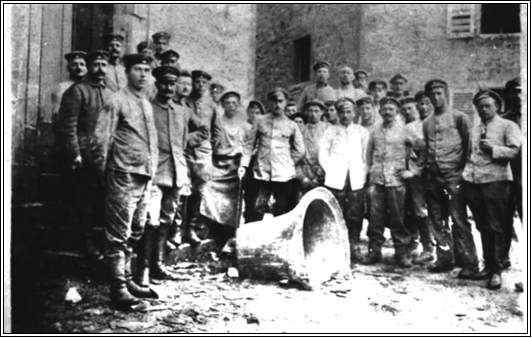
Enlèvement de la cloche de Martincourt-sur-Meuse par les Allemands le 7 août 1917.

Les guerres sont les pires ennemies des cloches. Déjà au cours de la guerre de Cent Ans de 1337 à 1453 on note des pillages et des pertes campanaires importantes. Françoise Michaud-Fréjaville, dans son étude Naudin Bouchard, une carrière de fondeur orléanais pendant la guerre de Cent Ans, publiée au Bulletin de la Société archéologique et historique de l’Orléanais, n.s., 11/92 (1991), p. 23-32, montre le lien entre le développement de l’artillerie au cours de cette guerre et certains fondeurs de cloches se reconvertissant en fondeurs de canons. Les guerres de Religion vont continuer de ravager le patrimoine campanaire. Une série de huit grands conflits où se sont opposés catholiques et protestants, appelés aussi huguenots, va toucher le royaume de France dans la seconde moitié du XVIe siècle. C'est ainsi que disparaîtra en 1580 la Non Pareille une cloche de 1516 de la cathédrale de Mende, la plus grosse de France à ce jour avec 25 tonnes. Elle est détruite par le capitaine huguenot Mathieu Merle. Le notaire Destrictis de Mende rapporte : « …Comme on ne pouvait parvenir à rompre la Non Pareille, on fit faire un grand feu, au-dessous et aux environs, et on la fit échauffer de telle sorte qu'après on la rompit aisément ». Le métal fut récupéré pour faire des couleuvrines et deux gros canons. Seul resta le battant en fer de 470 kg ce qui parait peu compte tenu du poids couramment estimé de la cloche, il ne faut pas perdre de vue toutefois que le quintal du Midi et du Gévaudan d'ancien régime pesait cinquante kilos environ (48,5) au lieu des 100 du quintal métrique actuel (il manqua de disparaître plus tard en 1793, les membres du comité révolutionnaire voulant le vendre mais personne ne s'en porta acquéreur). La guerre de Trente Ans (1618-1648) s'accompagna des mêmes destructions.
Le patrimoine campanaire tant français que belge, a été ensuite menacé à plusieurs reprises par la Révolution française et toutes les guerres qui s'ensuivirent. Pour convertir le bronze en monnaie (premiers décrets en 1791) ou en canons (décret du 23 juillet 1793), plusieurs lois furent votées par les assemblées révolutionnaires entre 1791 et 1795. Le décret du 23 juillet 1793 ordonnait que « chaque commune a la faculté de conserver une cloche qui serve de timbre à son horloge » (cloche civique). Ce décret proclame la Patrie en danger et va justifier la récupération par les révolutionnaires des cloches afin d'en fondre le bronze pour le convertir en canons. Au total, cent mille cloches disparurent dans la tourmente. Napoléon, pour les besoins de son immense armée, en fit aussi grande consommation. La cloche de Lignières (Cher) a heureusement échappé à ces mesures : fondue à Orléans pendant la révolution en 1790, elle porte la mention « Vive la nation, vive le Roi » et des fleurs de lys. Celle de Quintal (Haute-Savoie) porte la mention « Si je survis à la Terreur c’est pour annoncer le bonheur ». Dès la date de la ratification du Concordat le 8 avril 1802, la reconstitution du patrimoine campanaire dans les édifices ouverts au culte se fit lentement. Le véritable repeuplement des clochers ne se fit cependant que sous le Second Empire et la IIIe République.
La Première et la Seconde Guerres mondiales furent désastreuses pour le patrimoine campanaire européen et notamment français et belge.
La basilique de Saint-Nicolas-de-Port conserve par exemple dans une chapelle une cloche de 1832, percée lors du bombardement du 19 juin 1940.
En France selon les recherches et les chiffres de Percival Price, sur environ 75 000 cloches recensées en 1939, près de 1 160 auraient été confisquées et détruites par l'occupant, essentiellement dans les trois départements d’Alsace-Moselle, annexés et traités comme le reste de l’Allemagne, ainsi que dans les départements du Nord et du Pas-de-Calais dont l’administration militaire allemande relève alors non pas de Paris mais de Bruxelles. Cependant il faut ajouter à ce chiffre, les cloches non dénombrées détruites par les bombardements.
En Belgique ce fut le fondeur George II Slegers (1907-) qui œuvra activement pour le remplacement des centaines de cloches disparues au cours de la Seconde Guerre mondiale. Avant la Seconde Guerre mondiale, la Belgique possédait près de 12 000 cloches dont le poids total était évalué à 6 000 tonnes. Après les réquisitions de juin et de juillet 1944, les 4 566 cloches enlevées par l'occupant représentent un poids de 3 794 825 kg, soit une perte de près de 60 % du patrimoine campanaire belge. Rien que dans le diocèse de Liège, 840 cloches sont portées manquantes pour un poids total de 1 205 599 kg.
La cloche est non seulement un instrument soumis aux aléas de l'histoire, mais elle est également soumise aux caprices des éléments : vieillissement du métal[pas clair], intempéries, oxydation, ce qui demande un entretien régulier par des artisans campanaires. Par grand froid (moins de −10 °C) on s'abstient de sonner les cloches en volée car elles sont alors fragilisées. On pense que c'est par exemple à cause du froid que l'une des cloches des plus importantes de France, la Maria Regina de Strasbourg (environ 21 tonnes) et qui datait de 1521, s'est fêlée.
L’art campanaire regroupe plusieurs corps de métier : la fonderie, la musique, la charpente, la serrurerie, la mécanique, la mécanique horlogère, l’électricité, l’électronique. Aujourd’hui, aucune norme ni règle officielle ne régit la profession. Devant ce fait, des artisans campanaires réunis en coopérative d’entreprises ont décidé : d’établir un programme de formation reconnu du personnel (première en France et en Europe) ; d’établir des cahiers des charges précis pour les prestations d’électrification, de restauration et d’installation en matière de cloche et d’horlogerie.
L'École nationale du patrimoine a organisé en juin 1997 un séminaire sur « la connaissance et la gestion du patrimoine campanaire », qui portait en particulier sur :
- Le récolement

Inventaire et vérification systématique des cloches lors des tournées de visites des églises rurales ; Récolement des cloches classées au titre des monuments historiques (154 cloches recensées) ; Inventaire général du patrimoine départemental (époques, sonneries, coutumes) ; Demandes de protection des cloches anciennes nouvellement repérées ; Publications.
- L’entretien

Contact avec les entreprises spécialisées et visites sur place des installations sous contrat d’entretien.
Vérification du lien « joug cloche » ainsi que de la fixation du battant ; Analyse des éléments extérieurs liés à l’entretien et au bon fonctionnement ; échelles d’accès, abat-son, lumière, présence de pigeons (conservation préventive).
Sensibilisation des propriétaires et affectataires.
- Les travaux

Avis sur devis d’entreprises.
Restauration des « ensembles » cloche-beffroi, cloche-clocher, beffroi-clocher, cloche-beffroi-clocher ; Propositions d’interventions particulières à chaque cas en milieu rural ; Soudures (apport scientifique, précautions, intérêt et difficultés de création de cloches neuves) ; Programmations à long terme.

#### Grandes sonneries de cloches

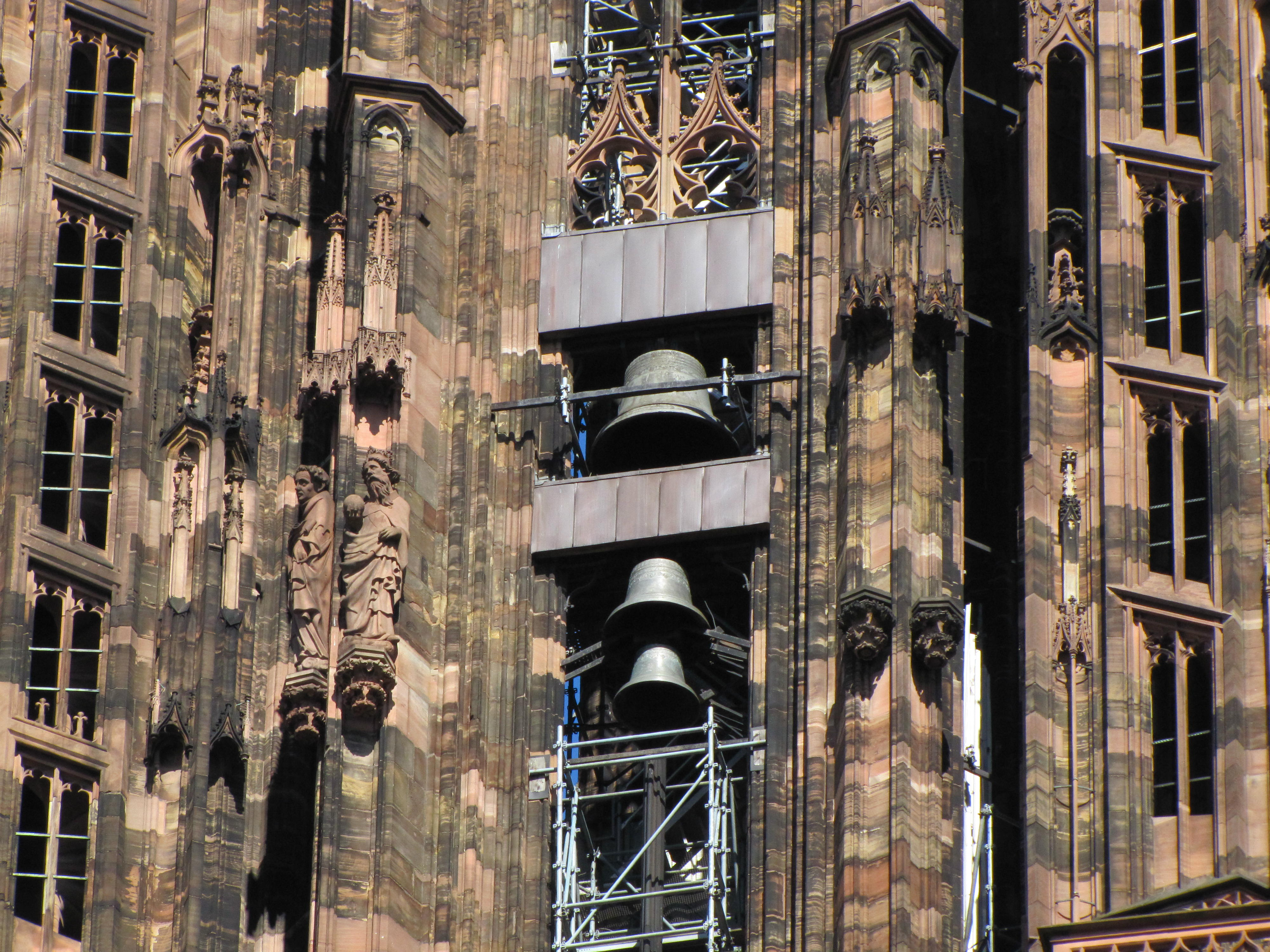
Cloches pour la sonnerie des heures de la cathédrale de Strasbourg.

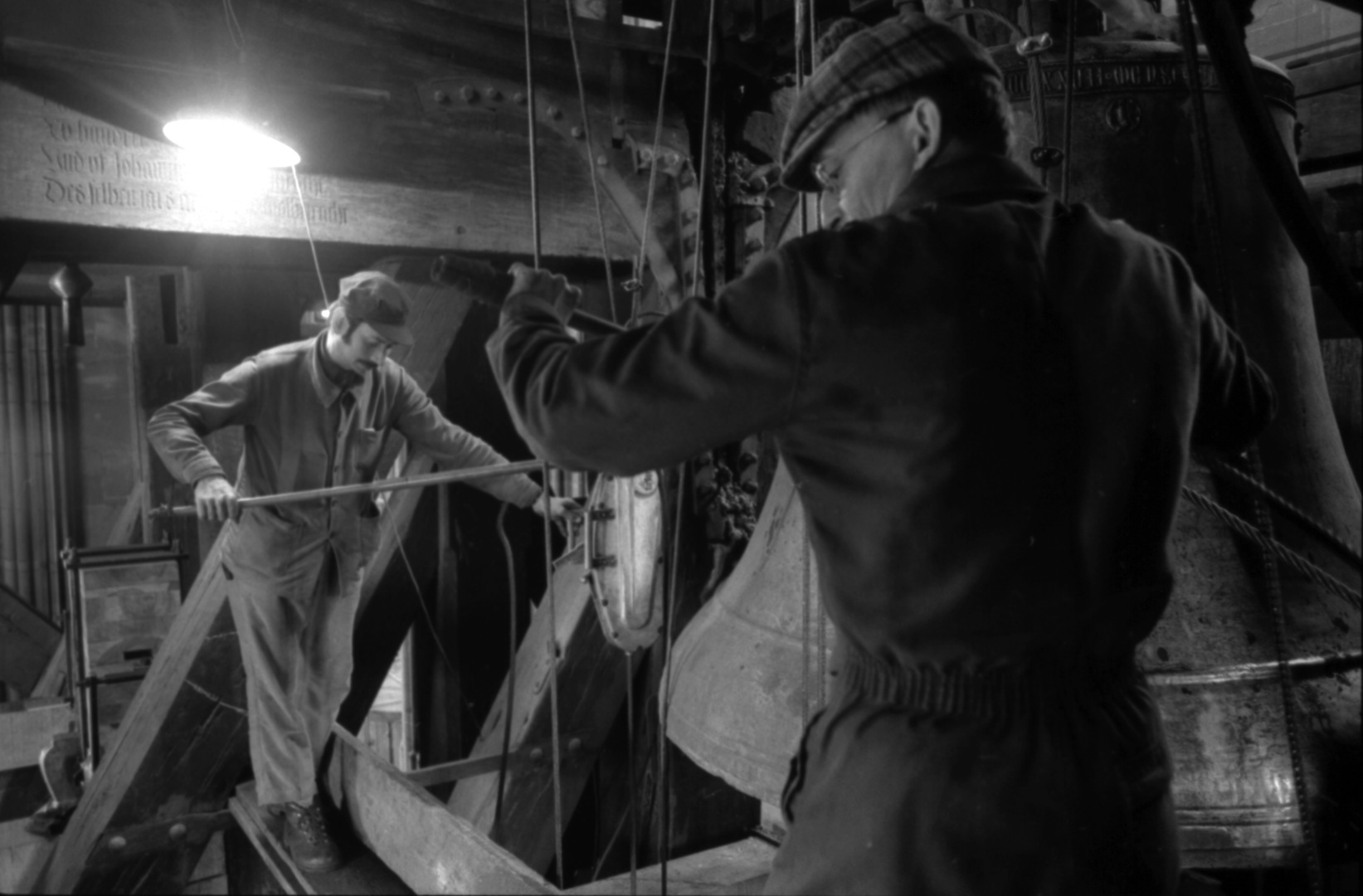
Installation de cloches dans le beffroi de la cathédrale de Strasbourg en 1978.

Lorsque plusieurs cloches de volée sont accordées entre elles, on parle de « sonnerie ». La France est, en la matière, un peu moins dotée que les pays voisins, mais possède néanmoins quelques ensembles d'exception :
- la sonnerie de la cathédrale de Strasbourg est le plus grand ensemble de volée en France. Elle comprend seize cloches de volée, dont un bourdon de 1427. Elle est aussi avec un poids de 24 tonnes la troisième plus lourde sonnerie de France[réf. nécessaire] derrière celle de Notre Dame de Paris (35 tonnes) et celle de la cathédrale Notre-Dame de Rouen, ainsi que l'une des sonneries les plus harmonieuses en Europe. Le grand bourdon appelé Totenglocke (la cloche des morts) est coulé en 1427 par maître Hans Gremp de Strasbourg. Pesant près de 180 quintaux germaniques (soit environ 8 800 kg) et d’un diamètre de 2,20 m, le bourdon sonne en la  2 et est classé monument historique depuis le 30 décembre 1982 à titre d’objet. Entre 1975 et 1977, sept nouvelles cloches sont coulées par la fonderie Friedrich Schilling de Heidelberg. Elles sonnent en si  2, ré  3, mi  3, fa 3, la  3, si  3 et do 4. En 1987, une nouvelle cloche sonnant en sol  3 et coulée à Karlsruhe rejoint la sonnerie. En 1993, une petite cloche la  4 coulée à Karlsruhe bientôt rejointe par une cloche mi  4 coulée également à Karlsruhe en 2004 complètent la sonnerie. La cloche mi  3 s’est fêlée au printemps 2006, elle a été refondue par le fondeur André Voegele de Strasbourg la même année et pèse 1 550 kg. Quatre petites cloches supplémentaires ont été installées en 2014 dans la tour de croisée, pour marquer les cérémonies du millénaire de la cathédrale. À ces quinze cloches s'ajoute une autre cloche de volée, la Torglocke, aujourd’hui appelée Zehnerglock (cloche de dix heures). Coulée en 1786 par le fondeur Matthieu Edel elle pèse 2 450 kg pour un diamètre de 1,58 m. Elle sonne en si 2 et ne sonne avec d'autres cloches de la cathédrale que pour la messe du soir du mercredi des cendres, le 2 novembre (jours des défunts) et lors des grands deuils. Pour des raisons d'harmonie, elle n'est jamais intégrée au plénum. Enfin, à côté de cet extraordinaire ensemble de cloches de volée, la cathédrale possède également quatre cloches coulées en 1595, 1692 et 1787 servant à usage d’horloge, situées quant à elles dans la partie occidentale et la partie septentrionale de l'octogone de la tour nord.
- la sonnerie de la cathédrale Notre-Dame de Verdun, se compose elle aussi de seize cloches de volée sur un ensemble de 19 cloches, coulées entre 1756 et 1955. Moins lourde et moins étoffée que Strasbourg, la sonnerie constitue le deuxième plus grand ensemble de volée de France. Les deux grands bourdons sonnant sol 2 et la 2 datent de 1756 ils pèsent respectivement (en poids total) 12 930 kg et 9 600 kg. Ils ont été coulés par le fondeur lorrain Pierre Guillemin. Ce sont les seules cloches de la cathédrale laissées en place à la Révolution française. Entre 1874 et 1898, 14 cloches supplémentaires sont coulées par la fonderie Farnier-Bulteaux de Mont-devant-Sassey. Elles sonnent en si 2, do 3, ré 3, mi 3, fa 3, sol 3, la 3, si  3, si 3, do 4, ré 4, mi 4, fa 4 et sol 4. La cloche ré 4 a été endommagée en 1945 et refondue en 1955. La cloche do 3 qui était fêlée, a été réparée en 2010.
- la sonnerie de la cathédrale Notre-Dame-des-Doms d'Avignon. Elle est composée de quinze cloches de volée avec un bourdon de 6,3 tonnes et constitue le troisième ensemble de volée de France.
- la sonnerie de la collégiale de Colmar, autre chef-d'œuvre de l'art campanaire, comprend neuf cloches de volée, coulées entre 1817 et 1990.
- la basilique de Saint-Nicolas-de-Port en Meurthe-et-Moselle possède un ensemble remarquable de 18 cloches dont 12 de volée (trois manuelles et neuf électrifiées), ce qui en fait avec Strasbourg, Verdun et Avignon l'un des ensembles campanaires des plus importants de France. Elles ont été fondues entre 1853 et 2000. Les trois cloches situées au-dessus du chœur dans le clocheton central sont encore en volée manuelle. Le bourdon nommé Edmond date de 1897 et sonne en sol 2. Il pèse près de 5 000 kg. À cet ensemble s'ajoute une petite cloche de 1839 et trouée en 1940 ne sonnant plus, exposée dans la chapelle Sainte-Marguerite.
- la sonnerie de la cathédrale-basilique-primatiale Notre-Dame-et-Saint-Sigisbert de Nancy. Elle comprend neuf cloches de volée coulées par divers fondeurs lorrains entre 1742 et 1897
- la sonnerie de la collégiale de Sallanches en Haute-Savoie comprend neuf cloches de volée signées Fonderie Paccard, le bourdon pesant 3 300 kg donne un si  2. Il est rajouté cinq cloches fixes, pour le carillon.
- la sonnerie de la basilique Notre-Dame-de-Lourdes de Nancy comprend huit cloches coulées en 1908 et 1931 par Jules Robert, fondeur à Nancy et Porrentruy. Elles donnent les tonalités la 2, si 2, do  3, ré 3, mi 3, la 3, si 3, do  4 et pèsent un total de 13,5 tonnes. C'est la troisième plus grande sonnerie du département de Meurthe-et-Moselle
- la cathédrale de Besançon possède un ensemble de dix cloches, coulées entre 1787 et 1935.
- la sonnerie de la cathédrale d'Auch, comprend neuf cloches de volée, réalisées entre 1852 et 1929.
- la sonnerie de la cathédrale Saint-Maurice d'Angers compte neuf cloches de volée, coulées entre 1832 et 1949.
- la sonnerie de la cathédrale de Mende, comprend neuf cloches de volée coulées en 1846.
- la cathédrale de Nantes abrite une imposante sonnerie de huit cloches, coulées en 1841.
- la basilique Saint-Donatien-et-Saint-Rogatien de Nantes abrite une sonnerie de 10 cloches de 1902. Les cloches ont été fondues par la maison Bollée du Mans. Le bourdon nommé le Sacré-Cœur pèse 4 614 kg (la), la 2e Marie 2 997 kg (si), la 3e Donatien 1 975 kg (do ), la Rogatienne 1 611 kg (ré), Joseph 1 076 kg (mi), Agapit 771 kg (fa ), Augustine 605 kg (sol ), Anne 500 kg (la), Stéphanie 377 kg (si), Marie-Emmanuelle 291 kg (do ).
- la cathédrale de Rouen possède une grosse sonnerie de sept cloches, coulées en 1959.
- la collégiale Saint-Salvi d'Albi possède une sonnerie rétrograde de huit cloches coulées entre 1817 et 1959.
- la sonnerie de l'église Notre-Dame-du-Bourg de Rabastens dans le Tarn possède une sonnerie lancé et superlancé de huit cloches mues encore manuellement, fondues en 1898 et 1899.
- le bourdon de la sonnerie de l'ancienne abbatiale Saint-Nabor de Saint-Avold en Moselle a été mis en place le 14 novembre 1920. Issu de la fonderie Paccard, il pèse exactement 6 000 kg pour 2,10 m de diamètre et est de tonalité sol. Il est l'unique rescapé du pillage de 1944. Il y avait un également petit bourdon de 2 100 kg et un jeu de carillon unique en Lorraine de 19 cloches pesant 1 317 kg, ainsi que sept autres cloches pesant au total 11,3 tonnes. En 1947, quatre grosses cloches de Blanchet, fondeur à Paris, furent installées à côté du bourdon rescapé, ce qui réduit l'actuelle sonnerie à cinq cloches de volée
- la sonnerie de la cathédrale de Metz en Moselle comprend trois bourdons : la Mutte (un bourdon d'environ 11 tonnes), deux autres bourdons de 3 500 kg et 2 300 kg, ainsi qu'un tocsin de 1 500 kg et trois autres cloches (dont l'une nommée « demoiselle de Turmel »). La Mutte et la tour qui l'abrite ont été restaurées en 2011-2012.
- la sonnerie de l'église Notre-Dame de Bar-le-Duc en Meuse comprend cinq cloches de volée : 705 kg, fa 3 (1844) ; 1 023 kg, mi  3 (1850) ; 1 273 kg, ré 3 (1845) ; 1 729 kg, do 3 (1845) ; 2 459 kg, si  2 (1845) ; toutes ont été fondues par Royer à Bar-le-Duc.
- la sonnerie de la basilique du Bois-Chenu à Domrémy comprend actuellement cinq cloches de volée. En 1897 quatre cloches de volée de 3 440 kg coulées par Farnier de Robécourt intègrent la nouvelle basilique de Domrémy, auxquelles s'ajouta en 1926 une cinquième cloche offerte en souvenir des noces de diamant sacerdotales d'Alphonse-Gabriel Foucault, évêque de Saint-Dié. Elle eut pour marraines les filles du donateur Georges Farnier.
- la sonnerie de la cathédrale Notre-Dame de Rodez comprend neuf cloches de volée dont un bourdon de 5 299 kg, note fa  2.
- la sonnerie de la collégiale de Samoëns, en Haute-Savoie se compose de cinq cloches en la 2, ré 3, fa  3, la 3, ré 3. Le "Gros Bourdon" est la deuxième plus grosse cloche du département. Poids total de 7 250 kg.
- la sonnerie de l'église Saint-Martin de Vitré se compose de cinq cloches du fondeur Bollée de 1885 : sol 2 (5 800 kg), do 3, ré 3, mi 3, sol 3.
- la sonnerie de l'église Notre-Dame de Vitré se compose de quatre cloches du fondeur Bollée : sol 2 (4 400 kg), si  2, do 3, ré 3.
- la sonnerie de l'Église Saint-Maurice de Strasbourg comporte six cloches : do 3, ré 3, mi 3, sol 3, la 4, do 4. Ces cloches furent coulées en 1931 par la fonderie Jules Robert de Nancy
- la sonnerie de l'église Saint-Martin de Masevaux dans le Haut-Rhin comporte cinq cloches. Quatre cloches de 1969 coulées par Schilling (Heidelberg) un bourdon la  2 (4 900 kg), do 3, mi  3, la  3 ainsi qu'une cloche plus ancienne fa 3 en provenance d'Oranie (Algérie).
- la primatiale Saint-Jean de Lyon possède un ensemble de neuf cloches, dont trois timbres civils et six cloches à la volée (la  2 si  2 do 3 fa 3 sol 3 si  3). Le bourdon, surnommé "Grosse Cloche", coulé en 1622 par Pierre Recordon, pèse à lui seul plus de 7 700 kg.

#### Carillons notables

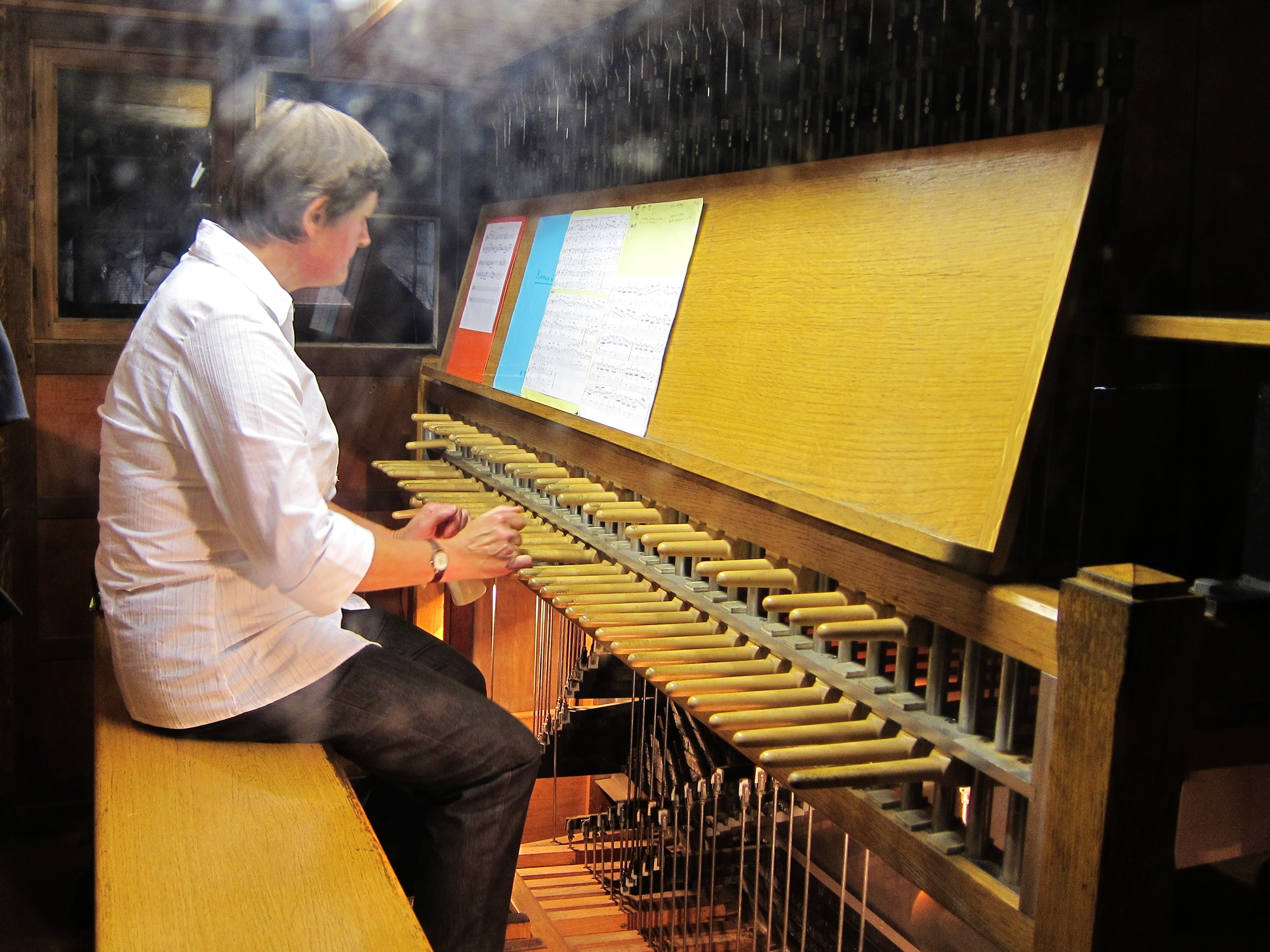
Table de jeu du carillon de Douai.

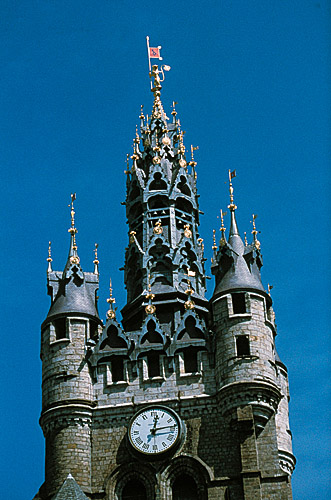
Carillon de Douai.

- le célèbre carillon de Chambéry, 41 tonnes, 70 cloches se trouvait à l'origine dans la partie haute de la tour Yolande qui flanque le chevet de la Sainte-Chapelle du château. Il se composait d'un carillon de 37 cloches fondues par Alfred Paccard et acquises en 1938 par la Savoie. En 1960 il est étendu à 40 cloches. Le 11 septembre 1993, un nouveau carillon de 70 cloches d’un poids total de 41 tonnes est inauguré et sera installé en 2007 dans les jardins du château. Il est actuellement le plus important d'Europe et le quatrième au monde (le premier est celui de Broomefiels Hills composé de 77 cloches, le second est celui de Riverside Church composé de 74 cloches, le troisième est celui de Chicago et composé de 72 cloches)|date=octobre 2024.
- le carillon du beffroi de Douai. Le carillon actuel a été fabriqué par le fondeur savoyard Paccard en 1954 et 1974. Les deux bourdons, « Joyeuse » 5 500 kg (La) et la « Disnée » 2 400 kg (Do), datent de 1924. Ils ont été coulés par le fondeur douaisien Wauthy. Le carillon se compose de 62 cloches (18 tonnes). Le beffroi de Douai est classé au titre des monuments historiques par la liste de 1862. Le carillon est actionné par un clavier coup de poing mais également par un tambour à ritournelles.
- la basilique Notre-Dame de Buglose. Elle comprend un carillon de 60 cloches inauguré en 1895. Le gros bourdon pèse 2 100 kg, il date de 1902 et peut sonner en volée tournante.
- le carillon de la cathédrale de Rouen a été construit en 1920 et agrandi à 56 cloches en 1956. Il est l'un des plus grands carillons de France. Il est en attente d'une restauration depuis l'an 2000 - démonté en mai 2015, sa réfection est prévue pour 10 mois ; auparavant logé dans la tour sud (dite « Tour de Beurre », il sera remonté dans la tour nord (Tour Saint-Romain) afin de pouvoir être visité par le public.
- le clocher de l'église Saint-Vincent de Carcassonne (Aude) renferme un carillon de 54 cloches allant du Do3 au Sol7 soit quatre octaves chromatiques et demie avec un bourdon de 2,5 tonnes. C'est le plus important carillon de la Région Languedoc-Roussillon.
- le beffroi du pèlerinage de la Vierge du Mas Rillier à Miribel. Il s'y trouve un carillon manuel de 50 cloches et d'un poids total de 7 800 kg. Il a été classé monument historique le 21 décembre 1992.
- la cathédrale Saint-Just et Saint-Pasteur de Narbonne (Aude) possède un carillon de 36 cloches soit 4 octaves et dont la particularité étant que la plupart de ces cloches ont été rapatriées de l'Algérie dans les années 1970 et 1980.
- la collégiale Saint-Michel de Castelnaudary (Aude) possède un important carillon de 35 cloches, fondues pour la plupart par la fonderie Paccard. Le carillon possède un clavier coup de poing également équipé d'un système électro-pneumatique.
- le carillon de l'église de Taninges en Haute-Savoie. Son clocher abrite un ensemble de volée de 3 cloches (Si2, Fa Dièse 3, Si3) qui avoisine les 5 000 kg et un carillon de 3 tonnes, de 40 et bientôt 50 cloches. Il est le premier carillon de la Haute-Savoie et le cinquième de la région Rhône-Alpes.
- le carillon de la collégiale Saint-Piat de Seclin. Le carillon actuel a été installé en 1933 à la suite d'une souscription menée par le maire de Seclin, Achille Caby. Les cloches qui le composent ont été fondues à Croydon en Grande-Bretagne par la fonderie Gilett & Johnston. Le carillon est composé de 42 cloches qui pèsent au total plus de 7 tonnes. Il est considéré comme d’un des plus justes d’Europe. La plus petite cloche pèse 4 kg et le bourdon pèse plus de 2 000 kg. Les quatre plus grosses cloches se nomment : « Piatus » (Piat), « Eligius » (Éloi), « Eubertus » (Eubert) et « Maria » (Marie).
- la cathédrale Saint-Jean-Baptiste de Perpignan. Elle comprend un carillon de 46 cloches classé au titre des monuments historiques
- l'église Notre-Dame de la Platé à Castres possède le plus important instrument du Tarn, composé de 34 cloches formant 3 octaves chromatiques incomplètes, du sol3 au sol5, les cinq plus grosses cloches sont également sonnées à la volée manuellement.
- l'église Saint-Henri du Creusot comporte un carillon de 24 cloches (4 de volée et 20 plus petites). La plupart des cloches ont été fondues en 1883. La plus grosse cloche s'appelle Eudoxie et pèse 1 500 kg. Ce carillon a été inscrit à l'inventaire des monuments historiques en 1994. Les cloches ont été fondues par la Maison Crouzet-Hildebrandt à Paris. Le clavier mécanique est en bois de buis
- le carillon de la cathédrale Saint-Antonin de Pamiers est le plus important de la région Midi-Pyrénées et se compose de 49 cloches, du sol3 au la7. Il date de 1863 et a été complété jusqu'en 1995 et restauré.
- le carillon de Bergues dans le département du Nord a eu son heure de gloire à la sortie du film Bienvenue chez les Ch'tis. Il comporte 50 cloches pour un poids total de 6,4 Tonnes. Les fondeurs qui ont participé à son élaboration sont Jean Eenwoudt (1544), Jean Blampain Saint Omer (1628), Crouzet-Hildebrand Paris (1880), et Paccard Annecy-le-Vieux (1961 et 1973).

#### Les carillons les plus lourds de France
Les 3 plus lourds carillons français sont:
- la cathédrale Notre-Dame de Paris, qui, avec ses 10 cloches de volée actuelle fondues en majeur partie par la fonderie Cornille-Havard, a un poids de 35 485 kilogrammes. Les deux bourdons dans la tour sud, Emmanuel et Marie, pèsent rien qu'à eux seuls plus de la moitié du poids total des cloches: 19 294 kilogrammes. Avant l'incendie qui a ravagé la cathédrale, Notre-Dame possédait 16 cloches, dont 3 dans la flèche, et 3 dans la nef. Malheureusement, elles ont été pulvérisé dans la chute de la flèche, mais cela n'empêche pas la cathédrale Notre-Dame d'être la cathédrale possédant encore le plus lourd carillon français.
- la cathédrale Notre-Dame de Rouen, possède le second plus lourd carillon français, avec ses 64 cloches, dont 7 de volées (5 dans la tour Saint-Romain et 2 dans la tour de Beurre). Il s'agit d'un carillon fondu et entretenu par la fonderie Paccard de 1914 à 2017. Il est en deuxième position avec son nombre de cloches derrière le carillon de Chambéry, mais surpasse largement ce dernier avec son poids.
- la cathédrale Notre-Dame de Strasbourg passe en troisième position[réf. nécessaire] derrière Rouen. Avec ses vingt cloches, dont le grand bourdon Totenglocke (8 900 kilos), elle possède le troisième plus grand carillon de France. Elle possède 16 cloches de volée qui a commencé en 1427 et a été achevée seulement en 2015, avec la fonderie André Voegle de Strasbourg . La volée a un total de 24 524 kilogrammes, avec pour les plus grands poids de 8 900, 3 900, 2 500 et 2 307 kilogrammes. Les 4 autres cloches, situées dans la flèche, pèsent respectivement 5000, 2100, 778 et 423 kilogrammes. Le carillon de la cathédrale de Strasbourg a un total de 32 825 kilogrammes.

### États-Unis

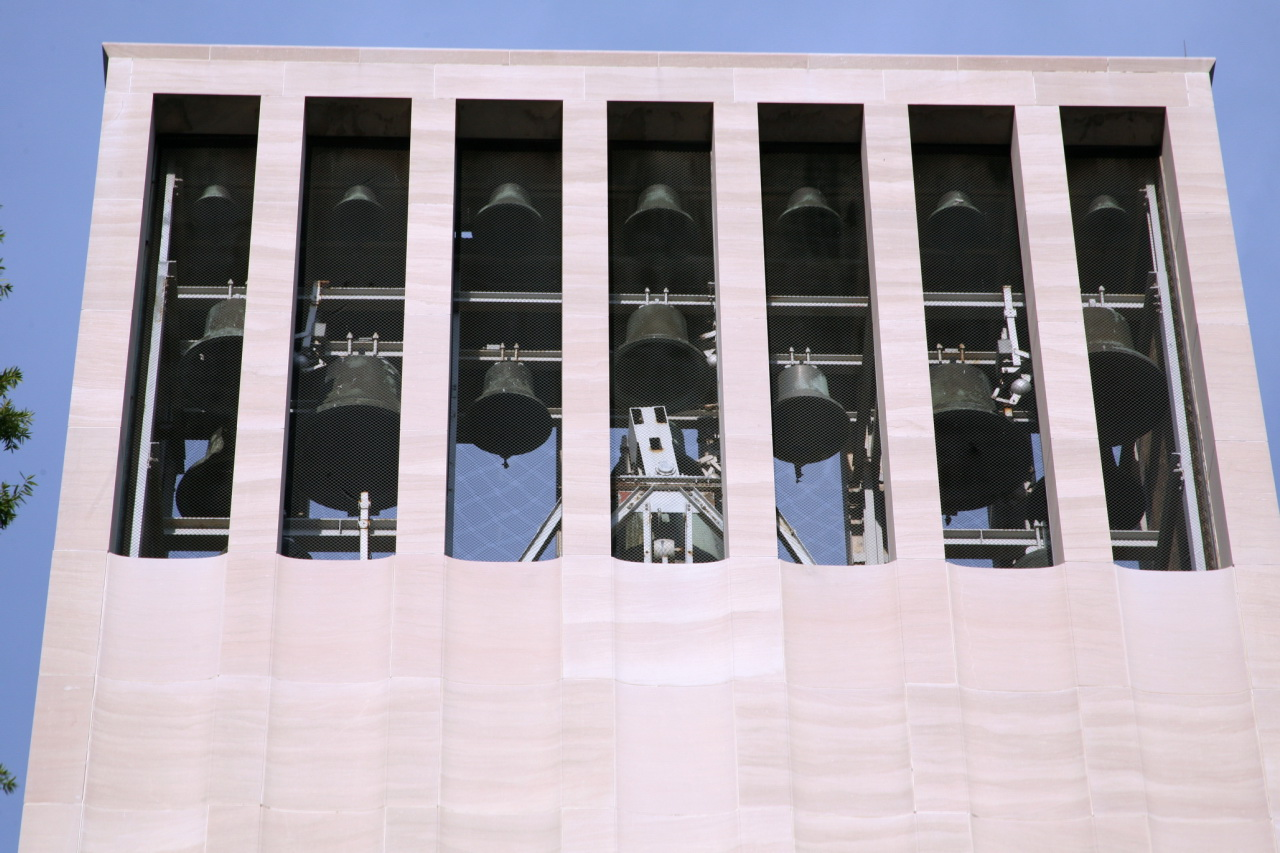
Le carillon Paccard du Robert A. Taft Memorial.

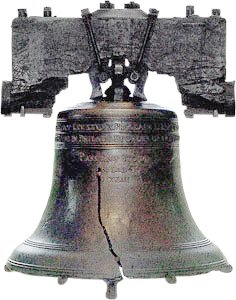
La Liberty Bell de Philadelphie.

- la Millenium bell de la Millenium Monument Company à Newport, Kentucky (États-Unis) pèse 33 385 kg (note la 1), diamètre de 3,65 m, hauteur de 3,65 m. Elle a été réalisée par la fonderie Paccard de Sevrier (France) et la société Verdin de Cincinnati en 1999 ;
- le Laura Spelman Rockefeller Memorial Carillon de l'église baptiste de Riverside (New York) comporte un bourdon de 18 561 kg (do 2) coulé en 1925. C'est l'un des plus grands carillons du monde composé de 74 cloches d'une masse totale de 102 tonnes ;
- The Founder's Bell de Philadelphie (Pennsylvanie) sonne ré 2 (145 Hz) et pèse 15 775 kg. Elle date de 1926 ;
- la cloche coréenne de l'amitié de Los Angeles pèse 15 422 kg. Elle est utilisée comme un gong ;
- la cloche du Odiyan Buddhist Retreat Center de Cazadero en Californie sonne mi, elle pèse 12 473 kg et date de 1988 ;
- Big Joe une cloche de la Saint Francis De Sales Catholic Church de Cincinnati (Ohio) pèse 12 423 kg. Elle sonne en mi . Elle date de 1896 ;
- Solomon Juneau de l'hôtel de ville de Milwaukee (Wisconsin) est une cloche d'environ 11 tonnes coulée par G. Campbell & Sons (Milwaukee) en 1896 ;
- le bourdon de la cathédrale nationale de Washington pèse 10 697 kg ;
- le bourdon de la Marion Leroy Burton Memorial Tower sur le campus de l'université d'Ann Arbor (Michigan) pèse 10 695 kg. Il fait partie d'un carillon de 55 cloches qui date de 1936 ;
- All is well bell est une cloche coulée en 2013 par la fonderie Paccard (France), commandée et fabriquée par la ville de San Francisco et l'artiste américain Paul Kos en hommage aux pompiers de San Francisco. Elle pèse 9 tonnes ;
- le carillon du Robert Taft Memorial inauguré près du building du Capitole (Washington) le 14 avril 1959 par le président américain Herbert Hoover se compose de 27 cloches (dont un bourdon de 7 tonnes) coulées par la fonderie Paccard en France. Il est considéré comme l'un des meilleurs au monde[réf. souhaitée] ;
- le bourdon de la basilique du Sacré-Cœur de l'université de Notre-Dame-du-Lac à Notre Dame (Indiana) a été coulé par Bollée (France) en 1867 et pèse 6 351 kg ;
- la Liberty Bell ne pèse que 940 kg. Elle est fissurée et a une circonférence de 3,70 m. Cette cloche historique fut coulée à Londres et fut refondue aux États-Unis en 1754. Elle est située à Philadelphie (Pennsylvanie). Autrefois accrochée dans l'Independence Hall la tradition rapporte qu'elle sonna le 8 juillet 1776 pour marquer la promulgation de la déclaration d'indépendance des États-Unis ;

### Italie
- la cloche Maria Dolens de Rovereto, en Italie, pèse 22 639 kg. Sa première coulée date de 1924, elle fut refondue ensuite en 1938, et pour la dernière fois en 1964 ;
- la cloche Della Pace (Concordia 2000) de Brunico pèse 18 100 kg ;
- le bourdon de l'église du Cristo Re de Messine pèse 13 200 kg.

### Roumanie
- Buga (qui signifie « bœuf »[réf. nécessaire]), une cloche du monastère de Putna, date de 1484 ;
- la « grande cloche » de l'église noire de Brașov serait la plus lourde de Roumanie. Son poids atteint 6 300 kg ;

### Royaume-Uni

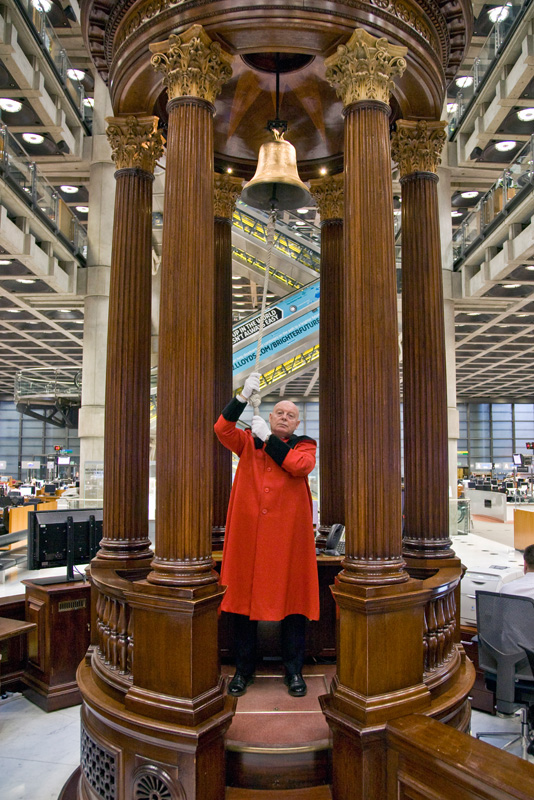
Sonneur cérémonial avec la Lutine Bell, Cité de Londres.

- Big Ben (1858) est le nom de la cloche la plus lourde des quatre cloches de la célèbre tour horloge du palais de Westminster à Londres, et pèse 13,5 tonnes. Le nom est souvent donné à la tour elle-même, mais son nom officiel, depuis 2012, est « Elizabeth Tower ».
- La cathédrale Saint-Paul de Londres a un carillon de trois cloches dans son beffroi méridional ; l'une d'entre elles, Great Paul, est la plus grosse en Grande-Bretagne, pesant 16,5 tonnes. Elle n'a pas sonné pendant quelques années, car le mécanisme en était cassé. Une autre, Great Tom, est notamment sonnée pour annoncer le mort d'un membre de la famille royale britannique.
- La cloche de l'ancien navire HMS Lutine, naufragé en 1799, se trouve aujourd'hui dans le Lloyd's Building dans la Cité de Londres. Elle pèse 48 kg, et comporte l'inscription « Saint-Jean, 1779 ». Traditionnellement, elle était sonnée une fois pour un navire naufragé, et deux fois pour un navire qui avait complété son voyage. Actuellement, elle est sonnée aux temps de deuil, comme le jour du Souvenir et l'anniversaire des attentats de 2001.
- Great Tom est aussi le nom de la cloche de la tour horloge de Christ Church, un des collèges d'Oxford, pesant 6,25 tonnes. Elle est sonnée 101 fois chaque nuit, à 21 h 5 GMT (Oxford avait son fuseau horaire particulier, en retard de cinq minutes par rapport au standard).

### Russie

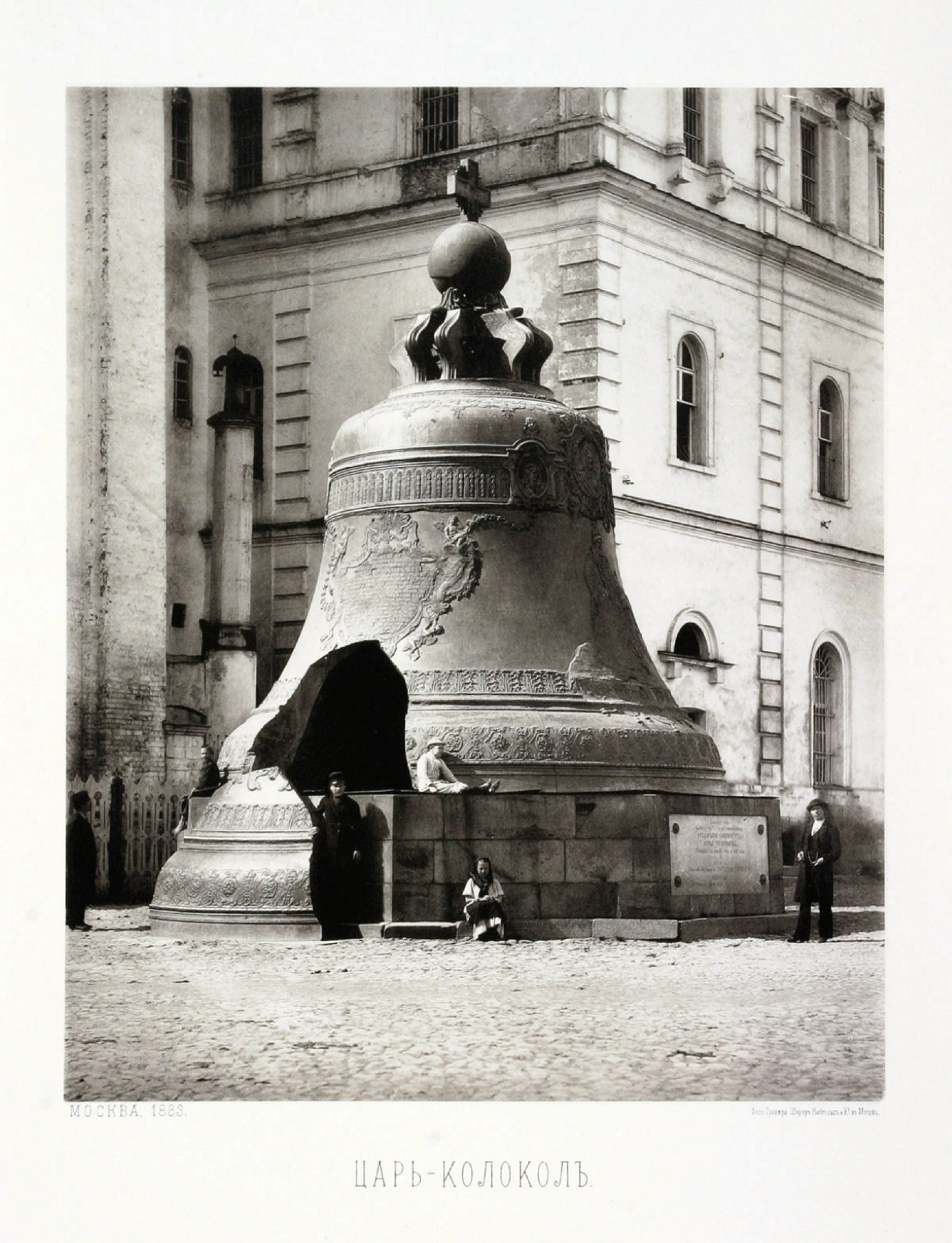
La Tsar Kolokol en 1884.

- la Tsar Kolokol (En russe : Царь–колокол, « tsar des cloches » en français) est une cloche en bronze, visible au Kremlin de Moscou, pesant 201 924 kg, d'une hauteur de 6,24 m et d'un diamètre de 6,60 m. Elle a été fondue en 1735 par 200 hommes, supervisés par les maîtres artisans Ivan Motorin puis son fils Mikhail à la demande de la tsarine Anne Ire. C'est actuellement la plus grosse cloche du monde mais elle n'a jamais sonné, car brisée dans sa fosse lors d'un incendie en mai 1737 : un éclat de 11,5 tonnes s'en est détaché ;
- la Tsar Kolokol de l'église de la Dormition de la laure de la Trinité-Saint-Serge à Serguiev Possad pèse 72 tonnes. Fondue à Saint-Pétersbourg, elle mesure 4,50 m de hauteur, 4,50 m de diamètre et a été montée le 16 avril 2004 dans le clocher. Elle remplace celle de 64 tonnes détruite par la répression stalinienne en même temps que 27 autres, sur les 40 que comptait le monastère. Elle rejoint deux énormes bourdons de 27 et de 35,5 tonnes acquis en 2002. C'est actuellement la plus grosse cloche sonnante de Russie.

### Suisse
- la Große Glocke de la cathédrale de Berne, en Suisse, pèse 10 tonnes, et est la plus grosse cloche de la confédération.

### Vatican
- le campanone ou gros bourdon de la basilique Saint-Pierre (Vatican), installé sur le flanc gauche de la façade en compagnie de cinq autres cloches a été coulé en 1785 sous le pontificat de Pie VI par le fondeur Luigi Maria Valadier (1714-1785). Il sonne en mi 2, son diamètre est de 2,316 m et il pèse 9 200 kg (poids total) ou 8 950 kg. La tradition rapporte un poids de 28 000 livres romaines ;
- la cloche du Millénaire ou campana del Millennio a été coulée en 1999 par la fonderie Marinelli d'Agnone. Elle se trouve dans les jardins du Vatican. Elle sonne un sol 2. Son poids est de 5 tonnes ;
- le campanoncino ou petit-bourdon sonne en si  2, il a été fondu en 1725, son poids est de 3 640 kg, diamètre  1,772 m ;

### Viêt Nam
La « cloche bouddhique » en airain fondue en 2007 à Huê, au Viêt Nam, par Nguyên Van Sinh, élu « artisan des métiers traditionnels de Huê », pèse 31 tonnes et mesure 5,40 m de hauteur et 3,42 m de diamètre. Elle est considérée comme la plus grande cloche du pays.